# Japan
Japan (amtlicher deutscher Name; japanisch 日本, ausgesprochen als Nihon oder Nippon; anhörenⓘ) ist ein 14.125 Inseln umfassender ostasiatischer Staat, angrenzend an den Pazifik, der indirekt im Norden und Nordwesten an Russland, im Westen an Nord- und Südkorea und im Südwesten an Taiwan und China grenzt. Er ist flächenmäßig der viertgrößte und bevölkerungsmäßig der zweitgrößte Inselstaat der Welt. De-facto-Hauptstadt und größte urbane Siedlung ist das als politische Einheit im Zweiten Weltkrieg abgeschaffte Tokio; de jure existiert ein „Hauptstadtgebiet“ aus acht Präfekturen inklusive Tokio.
Die Bildung des japanischen Staatswesens begann im 5. Jahrhundert unter kulturellem Einfluss des chinesischen Kaiserreichs. Seit dem 16. Jahrhundert stand Japan im Kontakt mit dem Westen und stieg seit dem 19. Jahrhundert zur Großmacht auf, erwarb ihre erste Kolonie Taiwan, expandierte nach Nordostchina und Korea, nahm an beiden Weltkriegen teil und beherrschte kurzzeitig große Teile Südost- und Ostasiens. Das Japanische Kaiserreich war bis 1947 eine nach dem monarchischen Prinzip ausgerichtete, zum Teil an preußisches Vorbild angelehnte, konstitutionelle Monarchie mit dem japanischen Kaiser als Staatsoberhaupt. Seine aggressive Expansionspolitik in der Republik China im Vorfeld und während des Zweiten Weltkrieges (Pazifikkrieg) führte schließlich zur Niederlage an der Seite der Achsenmächte im August 1945. In dem seit 1947 unter Douglas MacArthurs Besatzungsregierung gestalteten japanischen Staat ist der Souverän das Volk. Höchstes Organ der Staatsgewalt ist das Parlament, dessen zwei Kammern seither direkt vom Volk gewählt werden. Das Kaisertum wurde nicht abgeschafft, aber der Kaiser als „Symbol des Staates“ auf zeremonielle Aufgaben ohne eigenständige Autorität in Staatsangelegenheiten reduziert. Außer Japan gibt es weltweit keinen Staat mehr, dessen Staatsoberhaupt ein Kaiser ist.
Japan wird zu den dichter besiedelten Ländern Asiens gezählt und liegt mit knapp 123 Millionen Einwohnern auf Platz zwölf der bevölkerungsreichsten Länder der Erde. Die meisten Einwohner praktizieren den Shintoismus und Buddhismus, jedoch bekennen sich viele nicht zu einer offiziellen Religion.
Als erstes modernisiertes Industrieland Asiens hat Japan eine sehr hoch entwickelte Volkswirtschaft und war am nominellen BIP gemessen gegen Ende der Sowjetunion in den späten 80ern bis zum wirtschaftlichen Aufschwung der Volksrepublik China Anfang der 2000er Jahre kurz die weltweit zweitgrößte Wirtschaftsmacht hinter den Vereinigten Staaten, mit denen es militärisch verbündet ist. Japan ist als Mitglied der Gruppe der Sieben eine der größten Industrienationen und Teil der OECD. Das Entwicklungsprogramm der Vereinten Nationen zählt Japan zu den Ländern mit sehr hoher menschlicher Entwicklung. Es ist das Land mit der höchsten Lebenserwartung und dem drittgrößten Volksvermögen.
Mit der Erforschung und Lehre der Sprache und Kultur Japans in seiner geschichtlichen Entwicklung beschäftigt sich die Japanologie.

## Geographie

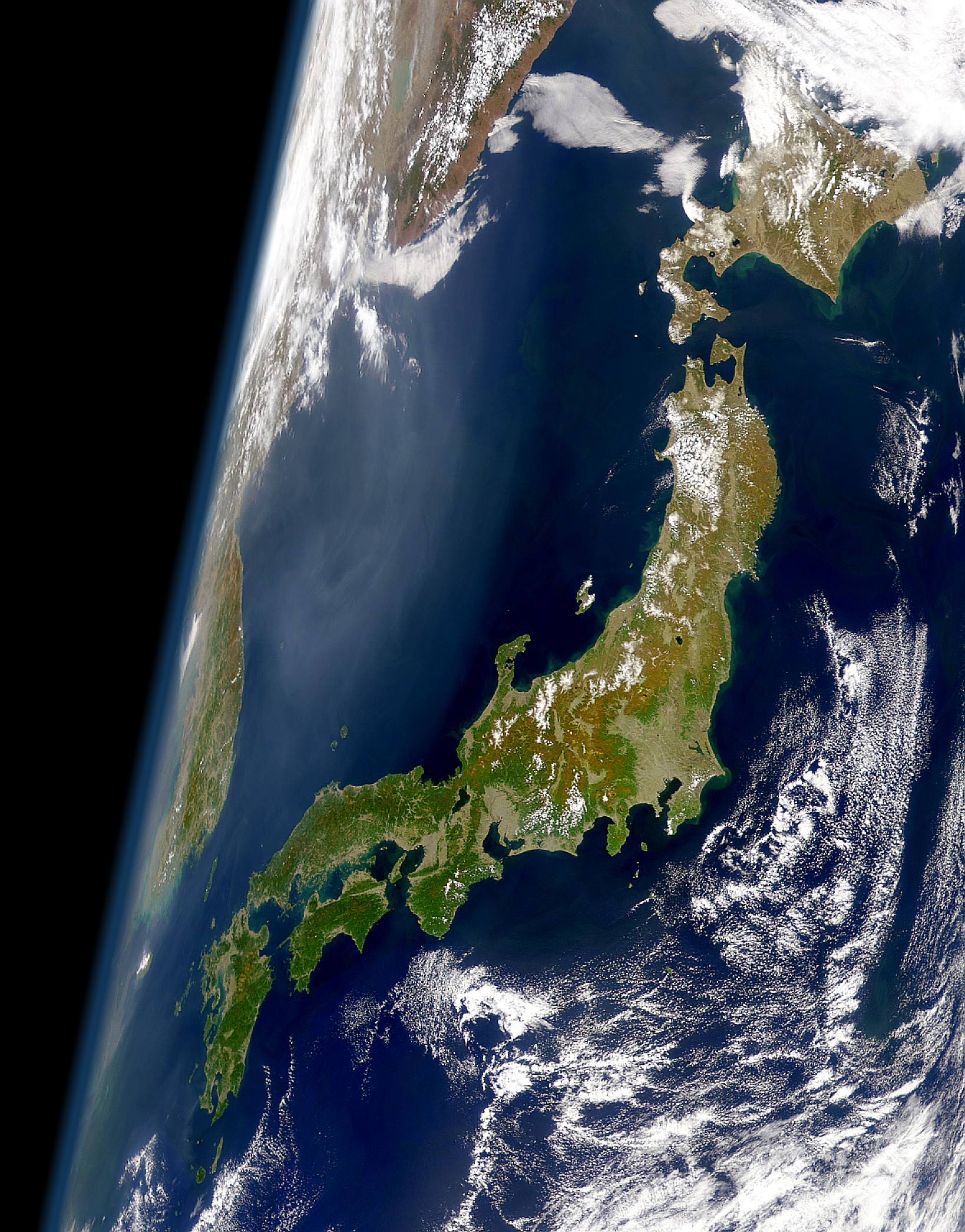
Satellitenaufnahme Japans 1999

Japan ist ein Inselstaat, der im Wesentlichen aus einer Inselkette besteht, die sich entlang der Ostküste Asiens erstreckt. Japan besteht aus insgesamt 14125 Inseln, die sich entlang der Pazifikküste erstrecken. Es ist über 3000 Kilometer lang und reicht vom Ochotskischen Meer bis zur Philippinensee. Es ist das viertgrößte Inselland der Welt und das größte Ostasiens. Sein Gesamtgebiet umfasst eine Fläche von 377.975,24 km² (2019).
Die vier großen Hauptinseln sind Hokkaidō im Norden, die zentrale und größte Insel Honshū sowie daran nach Süden anschließend die Inseln Shikoku und Kyūshū. In der Literatur wird zusätzlich als fünfte Hauptinsel das deutlich kleinere und noch weiter südlich gelegene Okinawa gezählt. Dazu kommen 14125 kleinere Inseln (von min. 100 m Umfang bei Hochwasser), die sich vor allem in der Seto-Inlandsee, in der Kette der Ryūkyū-Inseln und Nampō-shotō konzentrieren. Honshū ist etwas größer als Großbritannien. Insgesamt hat Japan eine Küstenlänge von 33.574 km, was zum Vergleich etwa 84 % des Erdumfangs entspricht.
Wegen seiner vielen abgelegenen Inseln hat das Land die achtgrößte Ausschließliche Wirtschaftszone in der Welt mit einer Fläche von 4.470.000 km². Japan hat keine Landgrenzen zu anderen Staaten. Benachbarte Staaten sind Russland, Nordkorea, Südkorea, China und Taiwan.
Über den gesamten Archipel verläuft eine Gebirgskette, die mehr als zwei Drittel der Landfläche Japans ausmacht. Der höchste Berg ist der Fujisan auf der Hauptinsel Honshū mit 3776 m über dem Meeresspiegel. Landwirtschaft, Industrie und Besiedlung sind auf rund 20 % der Landfläche beschränkt. In den großen Ebenen haben sich die Hauptballungsgebiete entwickelt: Kantō (mit Tokio und Yokohama in der Kantō-Ebene), Kansai bzw. Keihanshin (mit Osaka, Kyōto und Kōbe in der Osaka-Ebene), Chūkyō (mit Nagoya in der Nōbi-Ebene) und Kitakyūshū-Fukuoka in der Tsukushi-Ebene. Aufgrund des Mangels an Flachland werden Berghänge durch Terrassenfeldbau kultiviert.

### Geologie
In Japan treffen vier tektonische Platten aufeinander:
1. die Nordamerikanische Platte im Norden
2. die Eurasische Platte im Westen,
3. die Philippinische Platte im Süden
4. die Pazifische Platte im Osten,

die sich mit einigen Zentimetern pro Jahr gegeneinander bewegen. Teile der Pazifischen Platte schieben sich dort unter die Kontinentalplatte Eurasiens, was zu Vulkanismus und häufigen Erdbeben führt. Die anhaltende Bewegung (Subduktion) der Krustenteile, die zu einer langsamen Verkleinerung des Pazifiks führt, lässt deren großräumige Verschweißung nicht zu, im Gegensatz etwa zu Indien und den sog. Terraneen anderer Kontinentalränder.
Von den etwa 240 Vulkanen des pazifischen Feuerringes sind 40 aktiv. In der gesamten Region gibt es nahezu täglich leichtere Erdbeben, in größeren Abständen auch schwere (z. B. Großes Kantō-Erdbeben 1923, Erdbeben von Kōbe 1995 oder das Tōhoku-Erdbeben 2011). Jedes Jahr findet zum Jahrestag des Kanto-Erdbebens im September eine Übung zum Katastrophenschutz statt.
Besonders Tokio ist einem hohen Erdbebenrisiko ausgesetzt (siehe Erdbeben in Tokio).
Am 11. März 2011 erschütterte ein heftiges Erdbeben den ganzen Staat. Das Tōhoku-Erdbeben war das stärkste Erdbeben in der japanischen Geschichte mit einer Stärke von 9,0 MW. Durch das Beben wurden ein Tsunami sowie eine Serie katastrophaler Unfälle im Kernkraftwerk Fukushima Daiichi ausgelöst.
In den letzten tausend Jahren starben in Japan über 160.000 Menschen durch Tsunamis. Das Land verfügt heutzutage durch Messbojen im Pazifik über ein effektives Tsunami-Frühwarnsystem. Für die Bevölkerung finden regelmäßig Trainingsprogramme statt, viele Küstenstädte schützen sich durch das Errichten hoher Deiche. Diese Wälle aus Stahlbeton sind teilweise 10 Meter hoch, bis zu 25 Meter tief und mit Metalltoren ausgestattet.

### Klima
Die Inselkette befindet sich mehrheitlich in den Subtropen, mit einem Klima vergleichbar zu Südchina und den südlichen USA. Laut der Köppen-Geiger-Klassifikation liegt der Großteil des Landes in der humid-subtropischen Klimazone Cfa. Die Insel Hokkaidō und die nördlichste Spitze von Honshu liegen in der gemäßigt-kontinentalen D Klasse, in der die Temperaturen der Wintermonate unter Null fallen. Im späten Juni und frühen Juli fällt im Süden ein Großteil des Jahresniederschlages als monsunartige Regenfront (梅雨前線, baiu zensen).
Im Frühsommer beginnt die Taifun-Saison, bei der vor allem der Süden und der Südwesten Japans von über dem Pazifik entstehenden Wirbelstürmen betroffen sind (z. B. von Taifun Tokage und Taifun Conson im Jahr 2004). Statistisch gesehen erreichen Japan die meisten Taifune im September, obwohl sie im Pazifikraum im August am häufigsten sind. Der stärkste je aufgezeichnete Taifun Japans war der Ise-wan-Taifun von 1959. Über 5000 Menschen kamen ums Leben. Die Winde tragen auch dazu bei, dass Japan verstärkt von transnationaler Umweltverschmutzung betroffen ist.
Insgesamt können sechs Hauptklimaregionen innerhalb Japan identifiziert werden:
- Hokkaidō: kontinentales Klima, vergleichbar mit Kanada, Korea, Osteuropa und Skandinavien.
- Nordwestküste Honshus: Der Nordwestwind im Winter bringt starken Schneefall im Norden des Landes. Die Westküste ist meist kühler als die der Pazifikküste aufgrund von Föhn.
- Zentrales Hochland: gemäßigt, weniger Niederschlag als in den Küstenregionen.
- Seto-Inlandsee: ganzjährig mildes Klima.
- Pazifikregion: vergleichsweise „kalte“ Winter mit geringem Niederschlag und heiße, humide Sommer
- Nansei-Inseln (Ryūkyū-Inseln): subtropisches Klima mit warmen Wintern und heißen Sommern. Starke Niederschläge vor allem während der Regenzeit, regelmäßig auftretende Taifune.

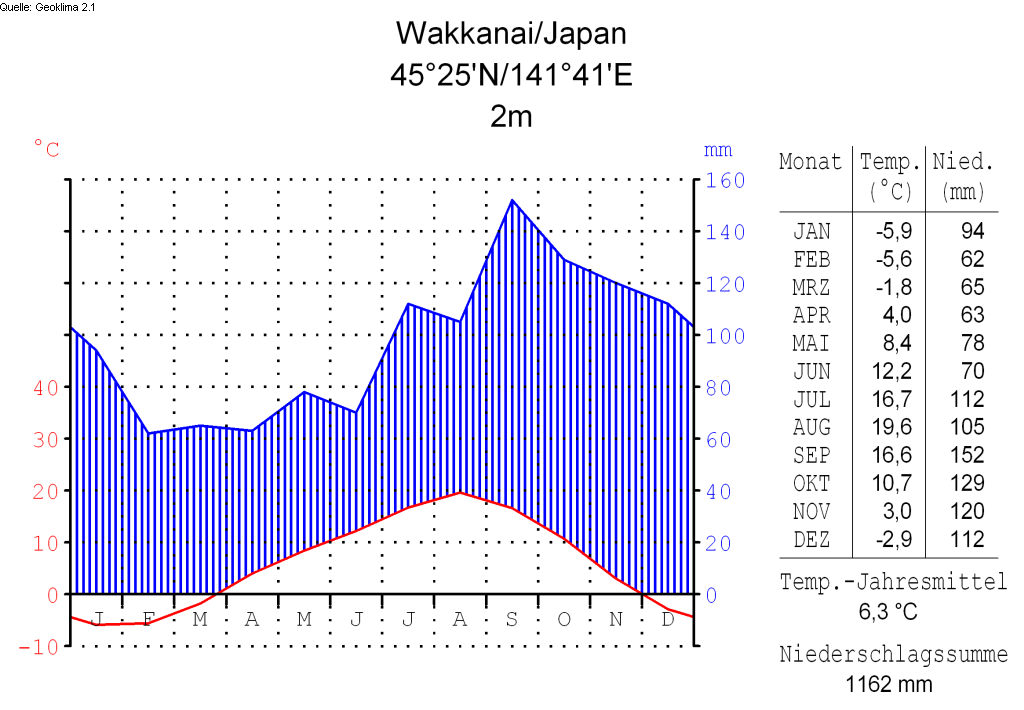
Klimadiagramm Wakkanai (Hokkaidō)
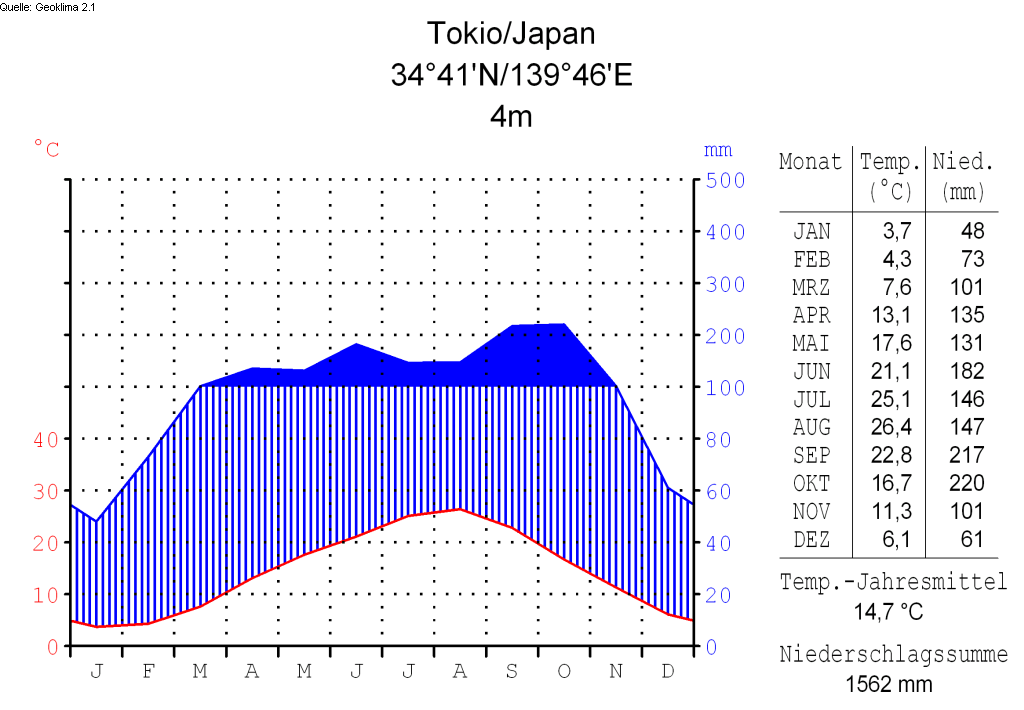
Klimadiagramm Tokio (Honshū)
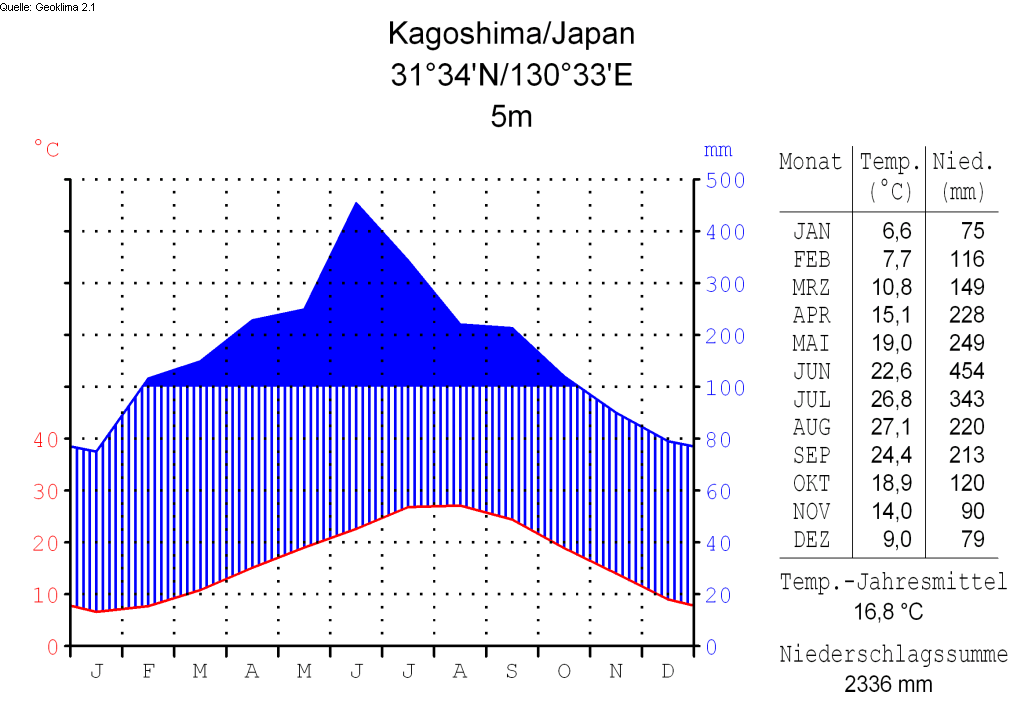
Klimadiagramm Kagoshima (Kyūshū)

### Flora und Fauna

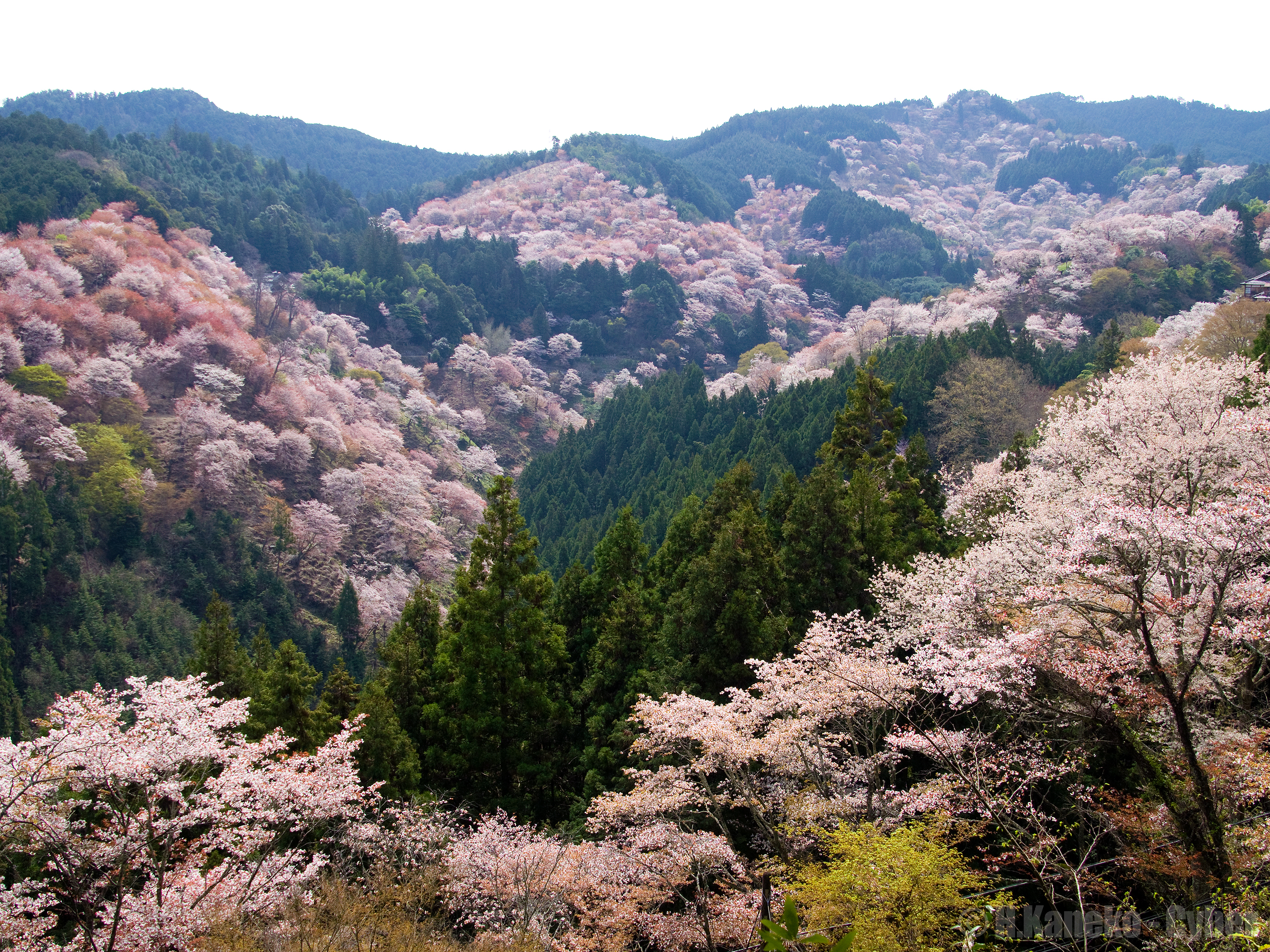
Kirschblüten des Yoshino-yama waren Gegenstand vieler Theaterstücke und Waka-Gedichte

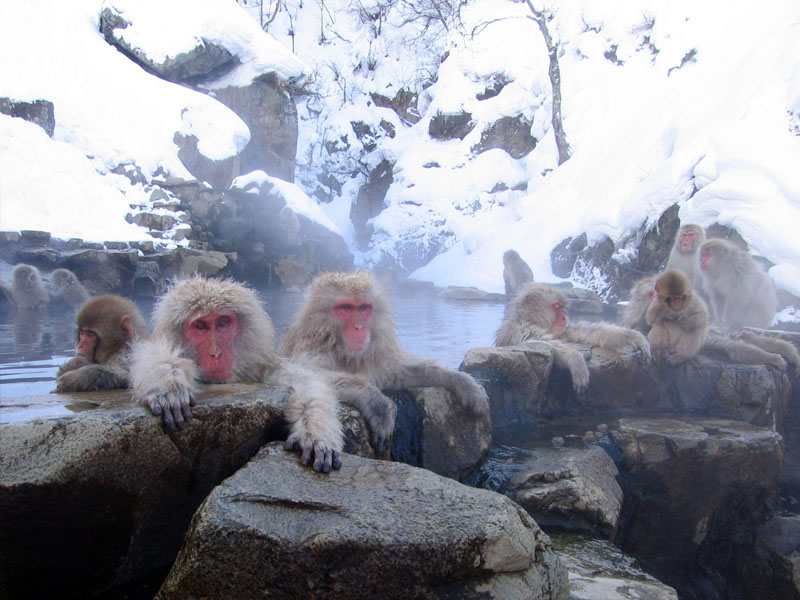
Japanmakaken in einer heißen Quelle im Jigokudani-Affenpark

Japan ist zu großen Teilen (68,4 %) von Bergwäldern bedeckt. Im Inland findet sich eine Reihe von Gebirgsketten, die die Waldgrenze überschreiten. Durch die Position als vorgelagerte Inselkette hat sich eine zwar mit „Kontinentalasien“ verwandte, aber dennoch vielfach eigenständige Flora und Fauna entwickelt. Die Ogasawara-Inseln (auch: Bonin-Inseln), 1000 km südöstlich von Tokio, werden wegen ihrer endemischen Arten oft mit den Galapagosinseln verglichen.
Japan hat neun Ökoregionen, die das Klima und die Geographie der Inseln widerspiegeln. Sie reichen von subtropischen feuchten Laubwäldern auf den Ryūkyū- und Ogasawara-Inseln über gemäßigte Laub- und Mischwälder in den milden Klimaregionen der Hauptinseln bis hin zu gemäßigten Nadelwäldern in den kalten, winterlichen Teilen der Nordinseln. Es gibt über 90.000 Tierarten, darunter der Braunbär, der Japanmakak, der japanische Waschbärhund, die große japanische Feldmaus und der Japanische Riesensalamander. Die Hauptinseln und die nahegelegenen Nachbarinseln sind Teil der Paläarktischen Florenregion. Die Ryūkyū-Inseln sind Teil der Indomalaiischen Region, während die Ogasawara-Inseln zu Ozeanien gerechnet werden.
Säugetiere
An Großsäugetieren gibt es unter anderem den Braunbären auf Hokkaidō, auf Honshū den asiatischen Schwarzbären, den Sikahirsch und den japanischen Serau (eine Ziegenantilope). Unter den einheimischen Arten findet sich der Japanmakak auf den drei Hauptinseln Honshū, Shikoku und Kyūshū, sowie auf etlichen vorgelagerten Inseln. Mit einer Verbreitung bis zur Shimokita-Halbinsel in der Präfektur Aomori bildet er damit die nördlichste Affenpopulation der Welt.
Die starke Besiedlung an den Küsten und in den Ebenen hat dazu geführt, dass einige Säugetierarten ausgestorben sind, so der Honshū-Wolf (Canis lupus hodophilax), der Japanische Seelöwe (Zalophus japonicus), der Seeotter und der Fischotter. Hunde und Katzen gibt es in einer breiten Auswahl an Rassen. Als typisch japanische Hunderasse wird der Shiba Inu angesehen.
Vögel
In Japan sind über 500 verschiedene Vogelarten gesichtet worden. Da die Inselgruppe in jeder Richtung von Meer umgeben ist, gehört eine Vielzahl davon zum Wassergeflügel. Das Land stellt eine wichtige Zwischenstation für Zugvögel dar. In Sibirien brütende Vögel finden hier ihr Winterquartier, während die im Lande brütenden Vögel im Winter in Richtung Südostasien ziehen. Auf diese Weise findet eine Vielzahl von Vogelarten ihren Weg nach Japan. In den Städten finden sich Krähen (besonders die Rabenkrähe), Spatzen, Tauben und Rauchschwalben. Nationalvogel ist der Buntfasan. Der Nipponibis ist in freier Wildbahn ausgestorben. Allerdings leben immer noch einige hundert in einem Schutz- und Aufzuchtszentrum auf Sado sowie in freier Wildbahn in der Shaanxi-Provinz in China.
Meeresbewohner
Die Küstengewässer sind von kalten und warmen Meeresströmungen durchzogen, die an ihren Berührungslinien gute Wachstumsbedingungen für Plankton bieten. Das Land liegt an einer Belastungskante der Lithosphäre, durch deren Verschiebungen sich eine zerklüftete Küstenlinie gebildet hat. Dadurch bietet sich ein guter Lebensraum für eine Vielzahl von Fischarten. Die Gewässer vor der Sanriku-Küste (Präfekturen Miyagi und Iwate) und die nördlich anschließenden Meeresgebiete bis zu den Kurilen sind einer der drei reichsten Fischgründe in der Welt. In den Flüssen gibt es eine reichhaltige Zahl von Fischarten, begünstigt durch das regenreiche Klima. In den Brackwassergebieten der Flussmündungen gibt es eine Vielzahl von Muscheln. Problematisch ist die Gewässerverschmutzung und die Betonierung der Flussbetten, die zu einem Aussterben zahlreicher Arten geführt hat. In den 1970er Jahren gab es eine starke Umweltbewegung, die erste Erfolge dagegen verbuchen konnte. Wegen seiner Politik, den Walfang mit Beharrlichkeit gegen Tierschutz-Organisationen zu verteidigen, gerät Japan immer wieder in die Kritik.
Kulturpflanzen
Wichtigste Kulturpflanze ist der aus Korea eingeführte Reis, genau genommen Oryza sativa japonica (Kurzkornreis). Das Stroh wird für die Herstellung von Tatami verwendet. Historisches Arme-Leute-Essen ist die Hirse, da der Reis als Steuer entrichtet werden musste. Ebenfalls werden verschiedene Bohnensorten angebaut, unter anderem die Adzukibohne, und eine Reihe von Gemüsen, darunter Ingwer, Rettich und Spinat. Heimisch sind außerdem verschiedene Zitruspflanzen wie die Amanatsu, darüber hinaus wurde eine Reihe von Obst- und Gemüsesorten eingeführt. Zur traditionellen japanischen Küche gehören außerdem Seetang (beispielsweise Nori) und Meeresalgen (Wakame). Traditionelle Häuser werden unter anderem aus dem Holz der Sicheltanne gebaut. Von nationaler Bedeutung sind die Teepflanze und verschiedene Binsenarten zur Herstellung der Tatami-Matten (Flatterbinse und Dochtbinse).
Reptilien
In Japan finden sich 97 Reptilienarten, darunter auch Giftschlangen.

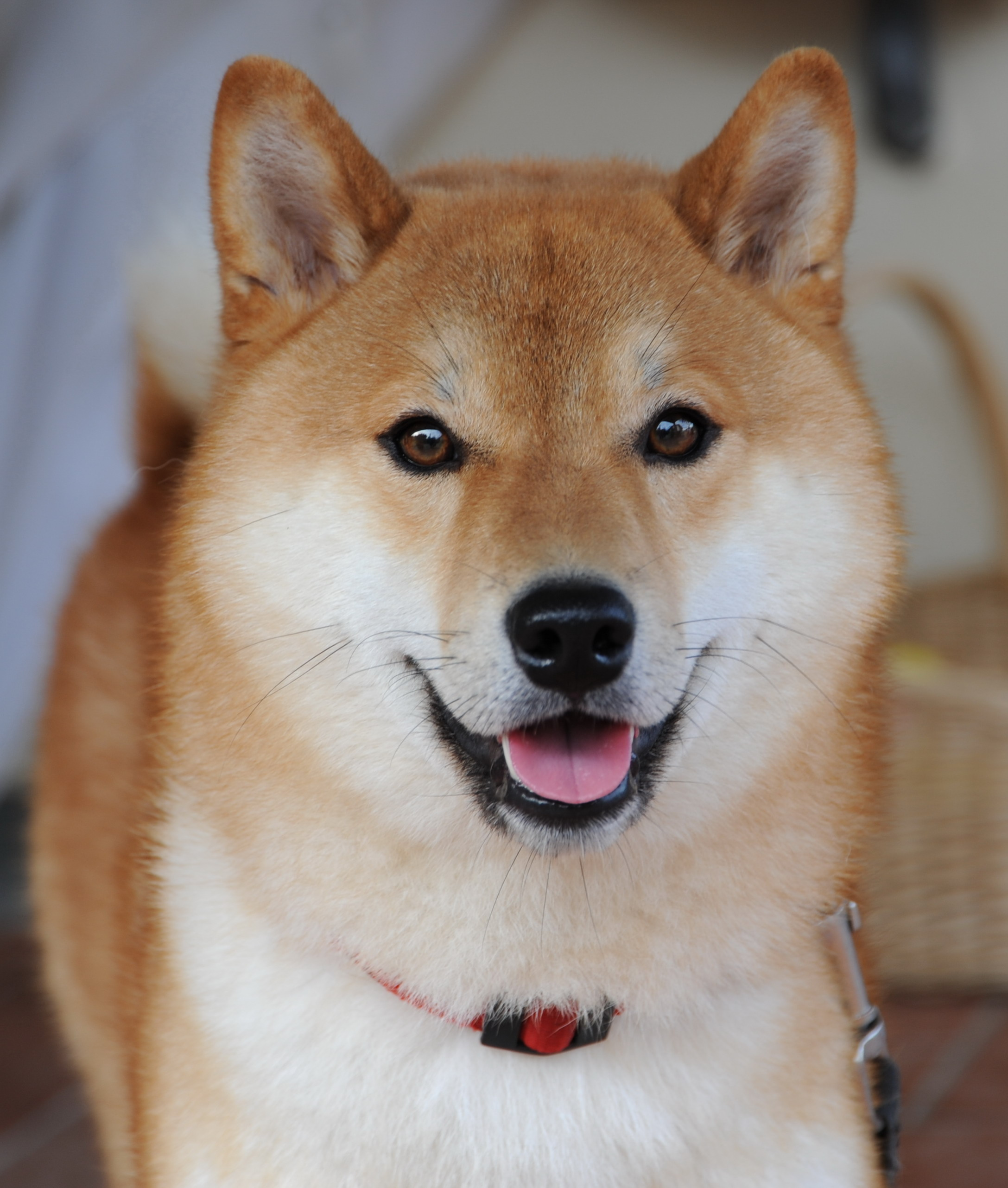
Der Shiba-Inu, eine beliebte Hunderasse
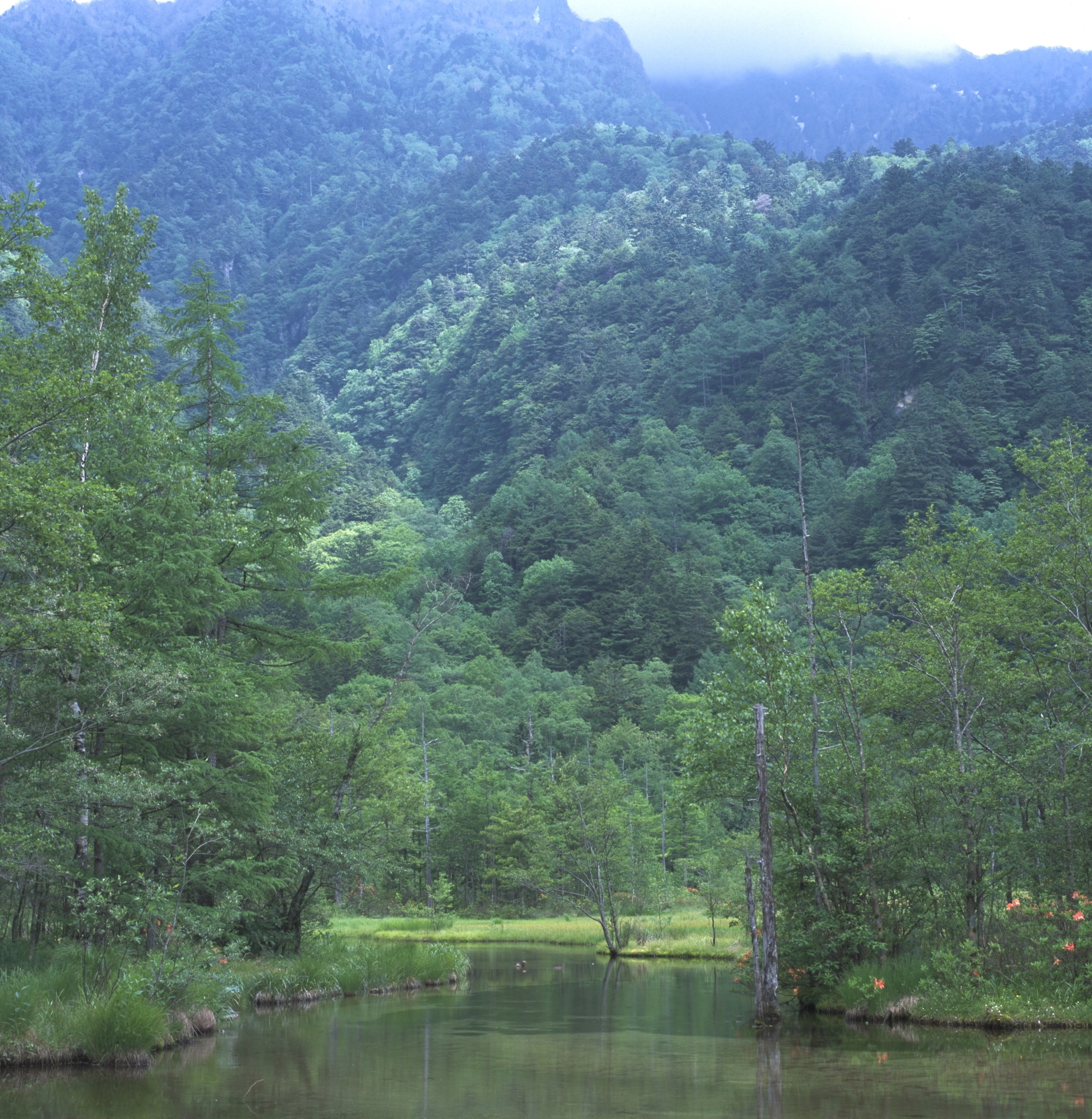
Wälder bedecken 68 % der Landesfläche
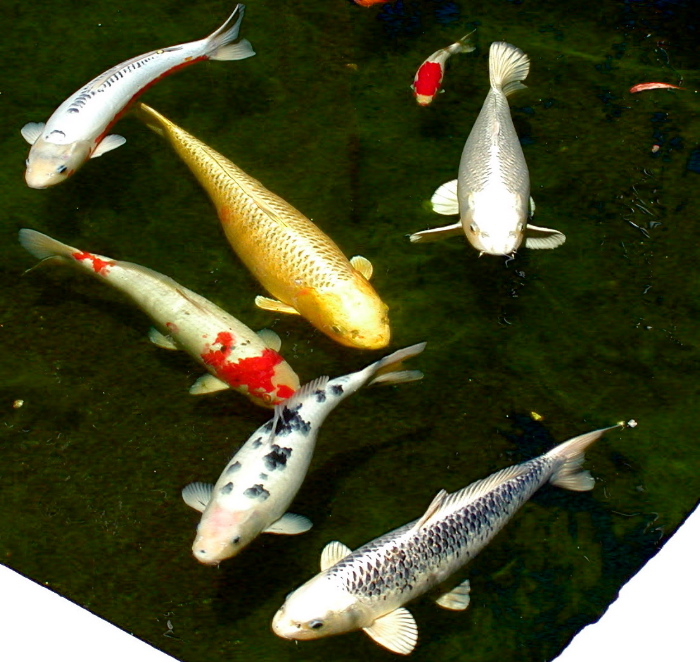
Die Koi werden in Japan als Zierfische gezüchtet
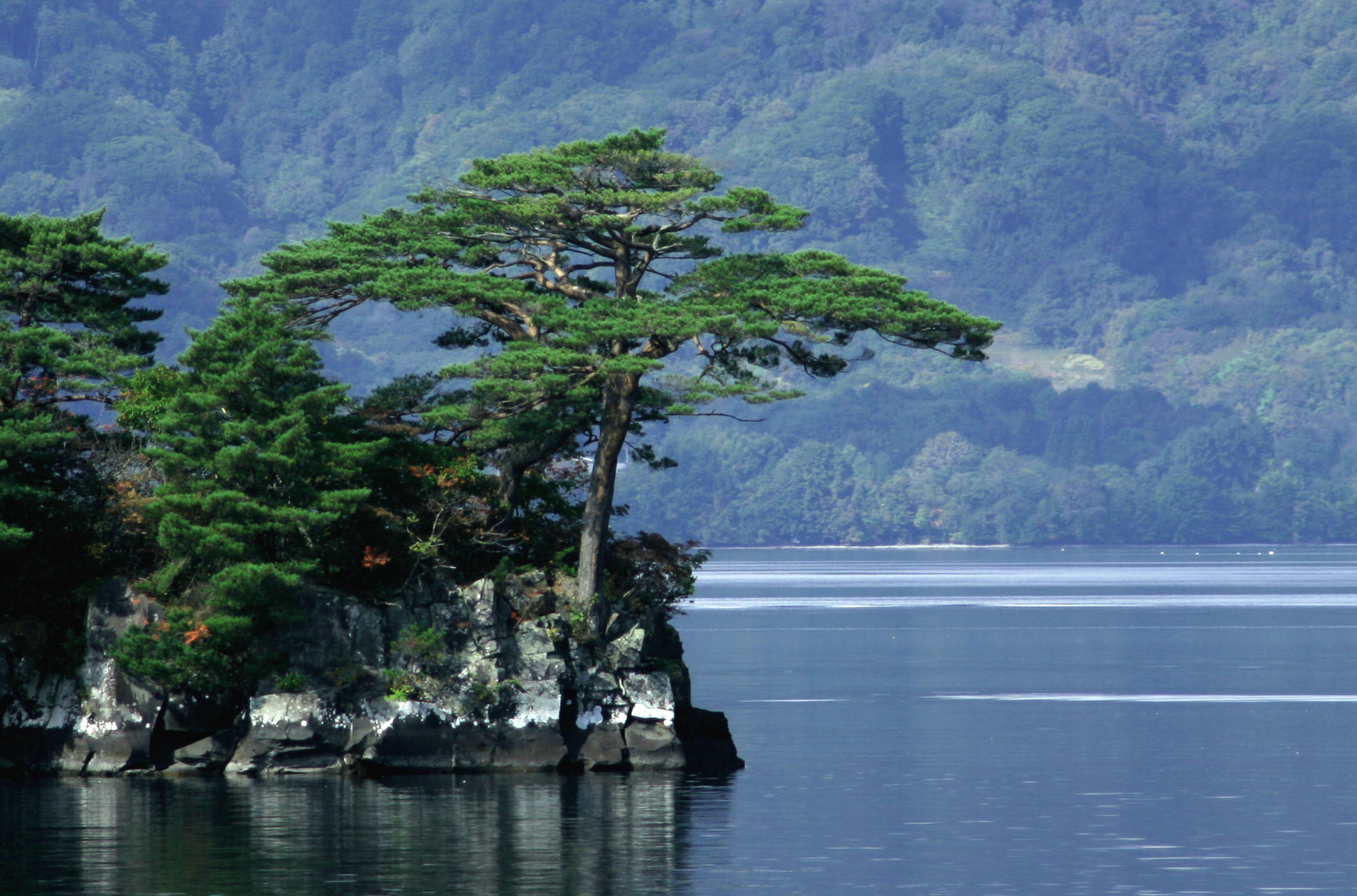
Die Japanische Rotkiefer ist der am weitesten verbreitete Nadelbaum Japans

### Schutzgebiete
Ein großes Netzwerk von Nationalparks wurde eingerichtet, um wichtige Bereiche der Flora und Fauna zu schützen. Diese werden vom Umweltministerium kontrolliert und verwaltet, während kleinere und weniger bekannte seminationale Parks, die direkt von den Präfekturen verwaltet werden und immer unter der Aufsicht des Ministeriums stehen. Zum 31. März 2017 gab es in Japan mit der Ausweisung des Amamiguntō-Nationalparks 34 Nationalparks und 56 Quasi-Nationalparks. Die Fläche der ersteren umfasst 21.949 km² (5,8 % der Landesfläche), während die letztere 13.614 km² (3,6 % der Gesamtfläche) umfasst. Darüber hinaus verteilen sich die 309 Präfekturparks auf eine Fläche von 19.608 km² (5,2 % der Gesamtfläche).
Neben den Parks sind 53 Feuchtgebiete als Ramsar-Gebiete ausgewiesen. Fünf Welterbe sind aufgrund ihres außergewöhnlichen natürlichen Wertes in die UNESCO-Welterbeliste aufgenommen worden.

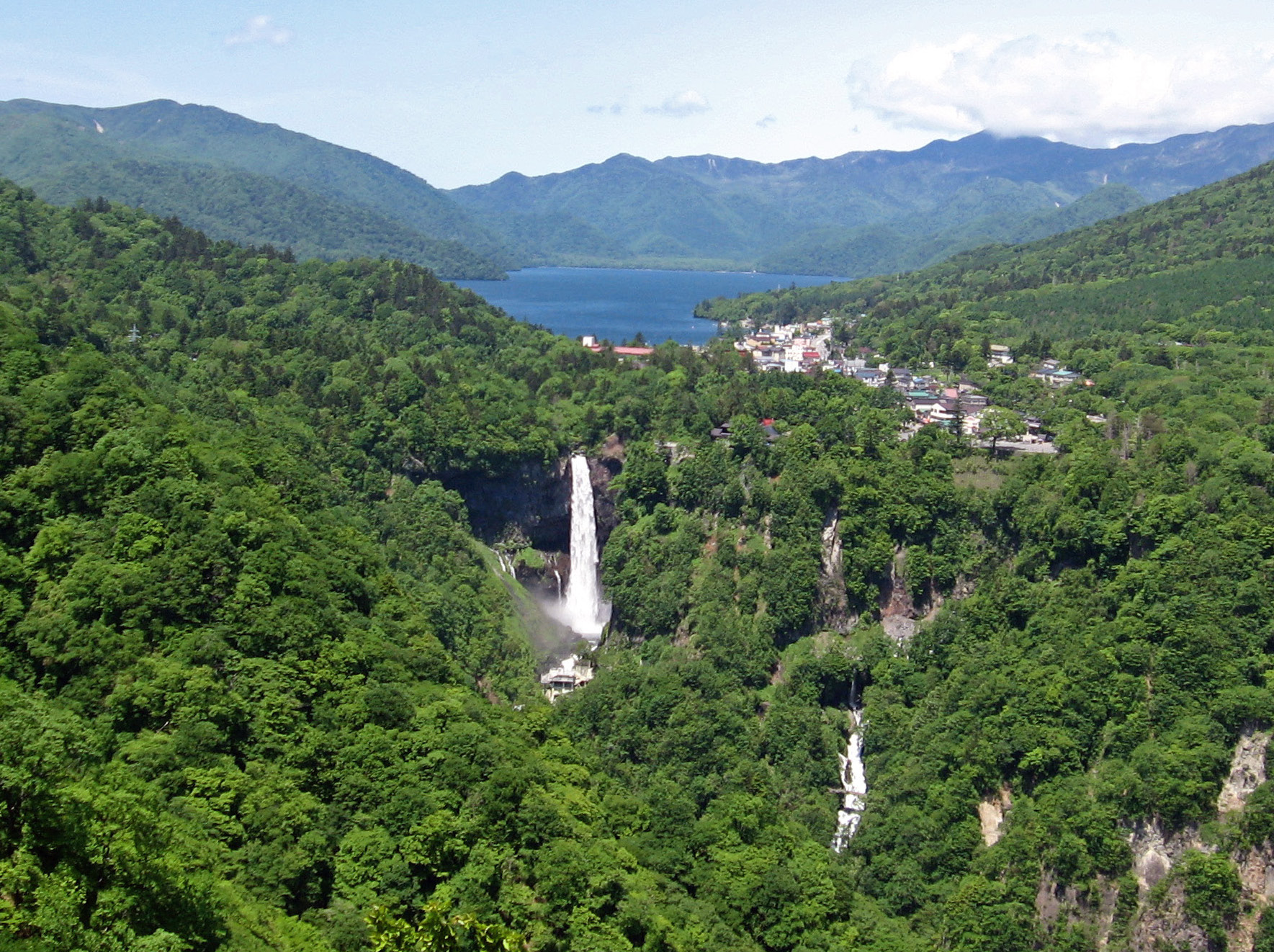
Nikkō-Nationalpark
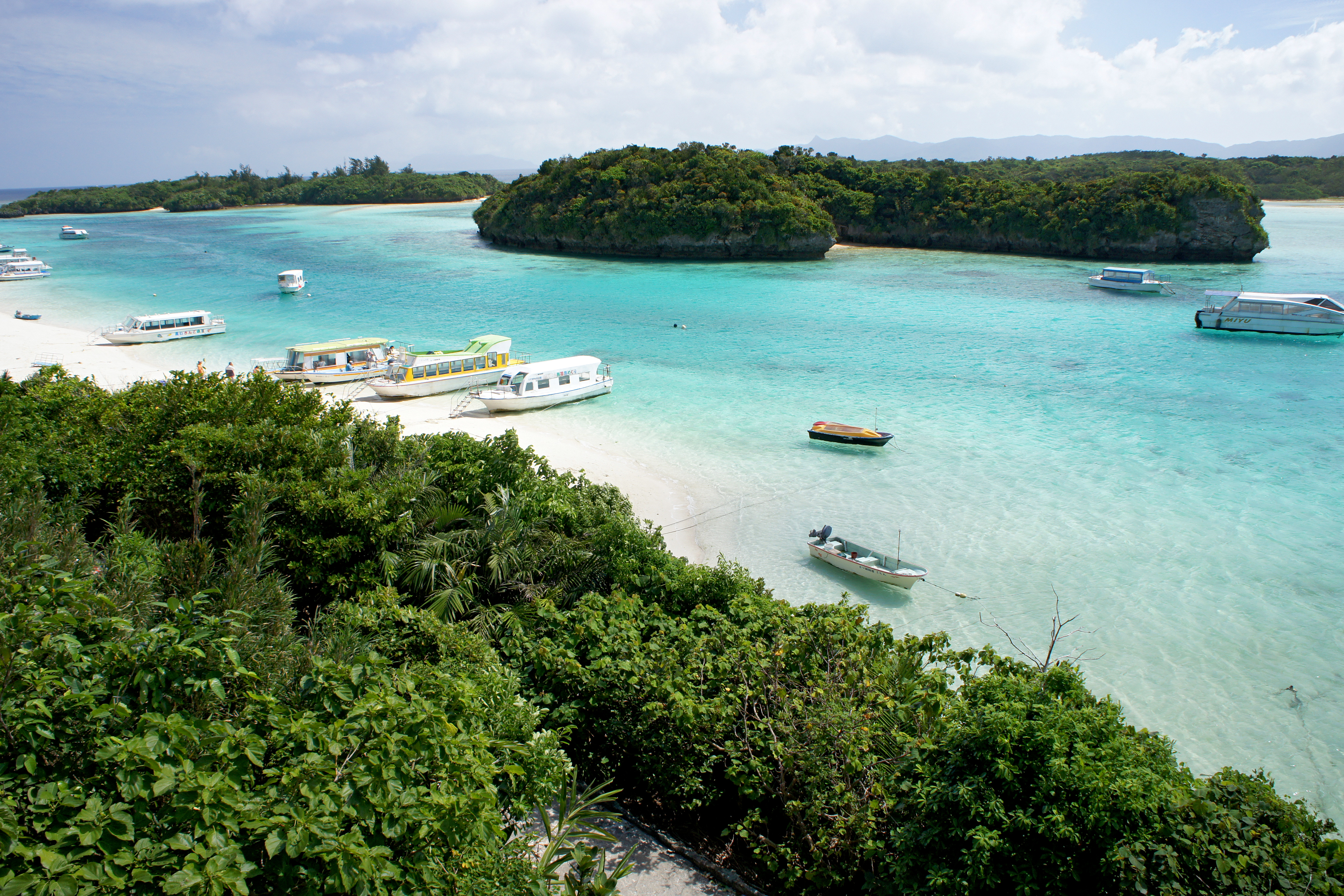
Iriomote-Ishigaki-Nationalpark
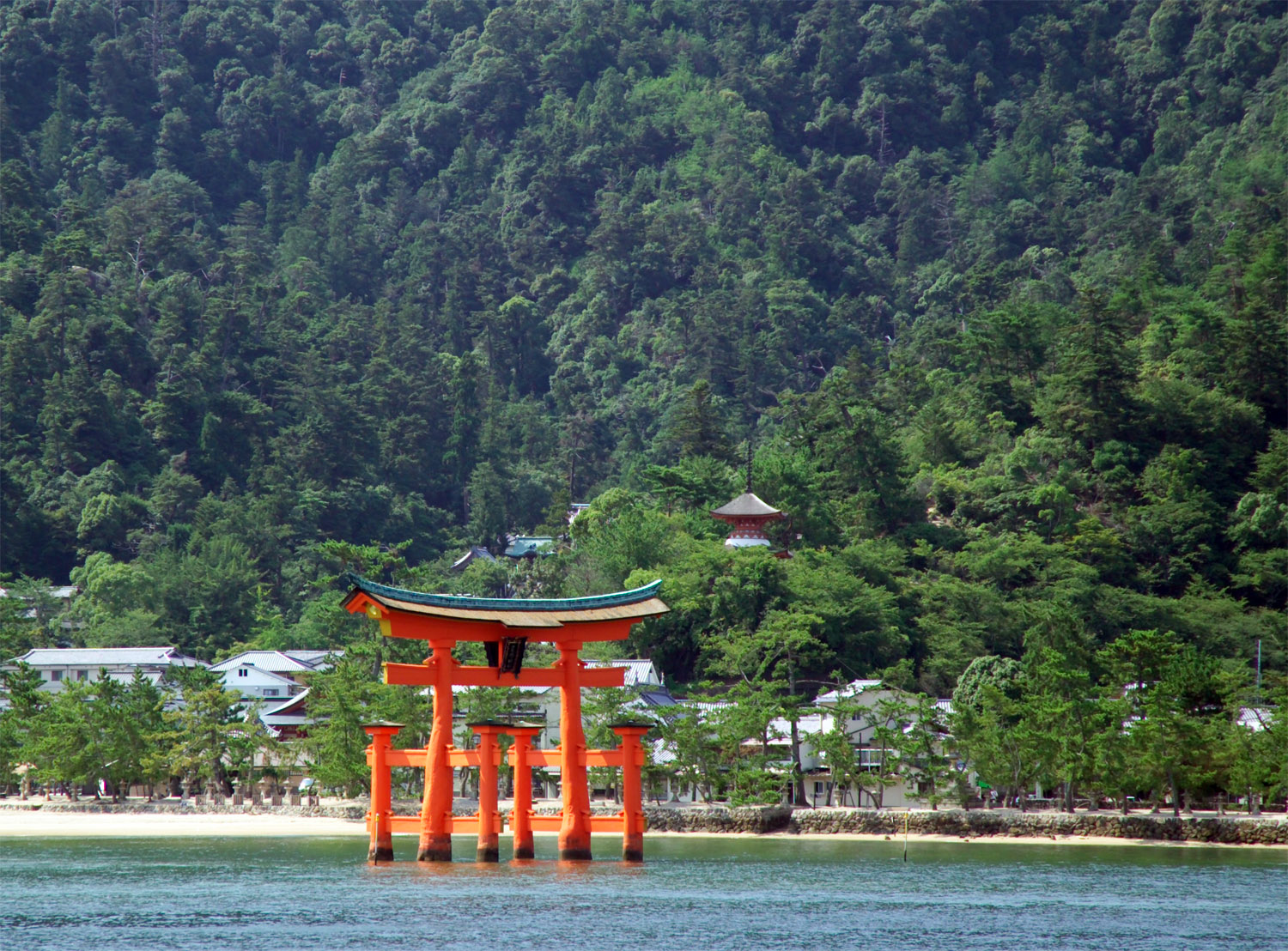
Setonaikai-Nationalpark
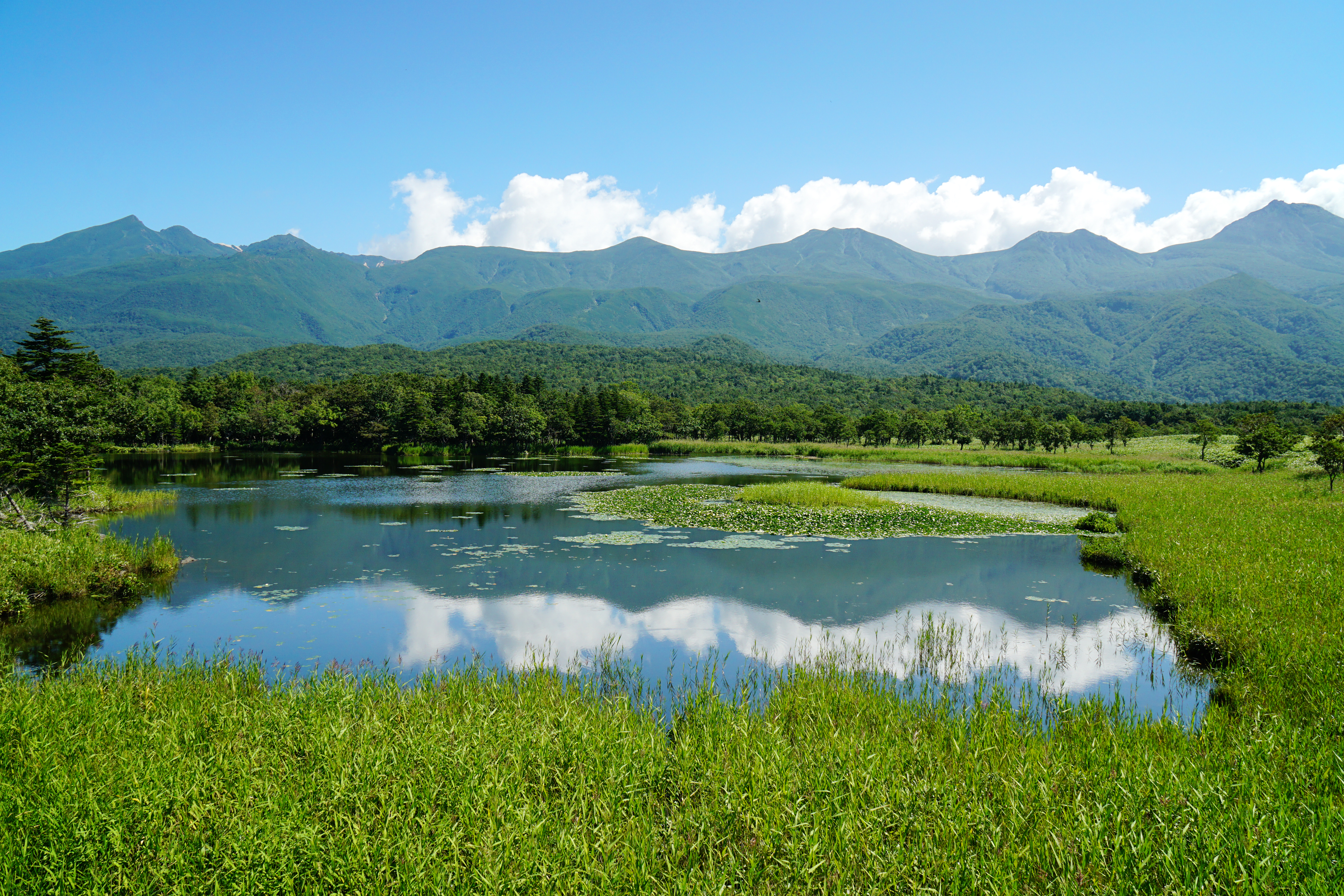
Shiretoko-Nationalpark und Naturerbe

### Verwaltungsgliederung

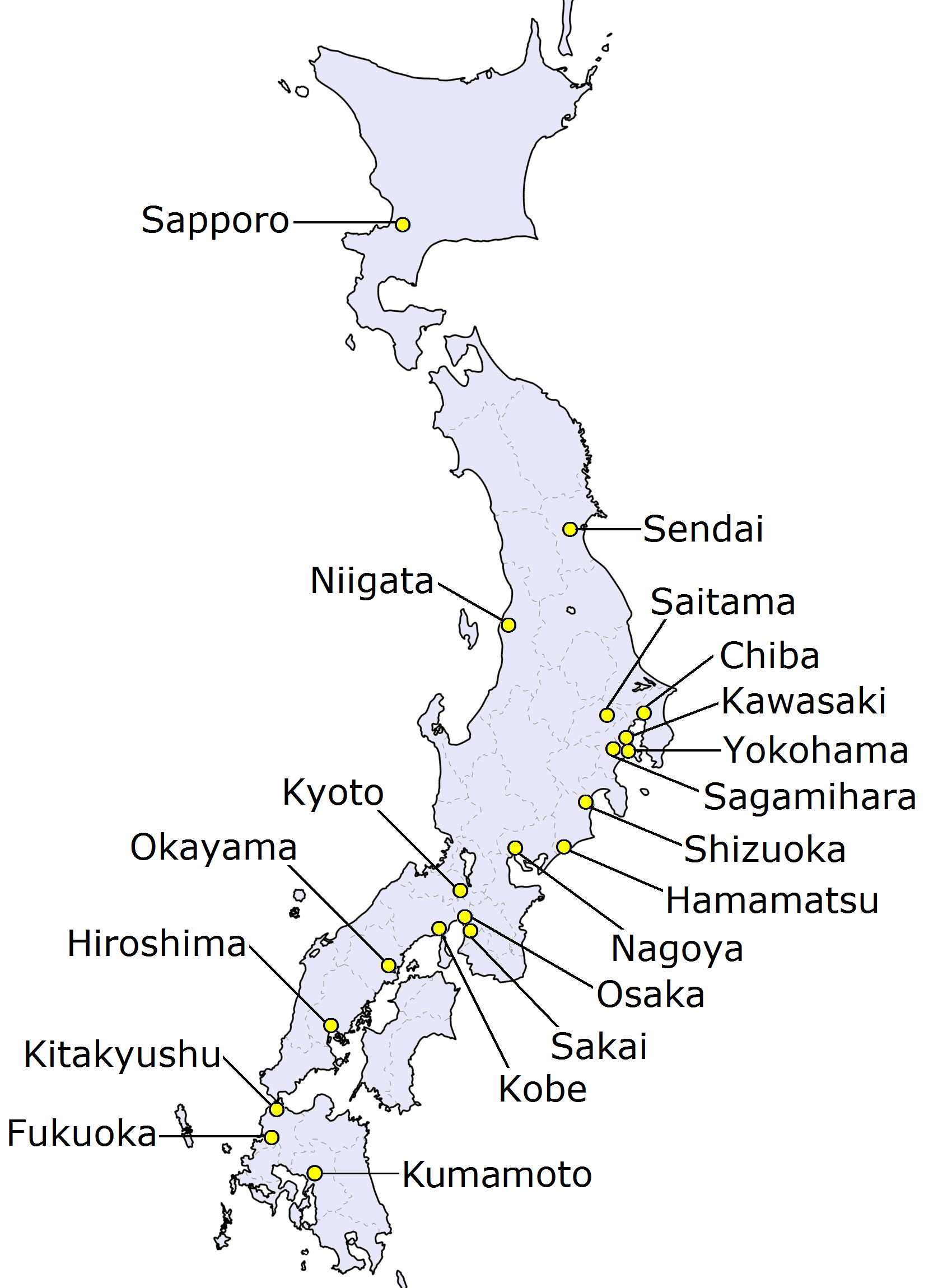
Die 20 „Großstädte per Regierungserlass“

Japan ist ein unitärer Staat, der lediglich klar umrissene Aufgaben an die untergeordneten Gebietskörperschaften weitergibt. Über die Frage, wie zentralistisch Japan in der Nachkriegszeit ist, diskutierte die Forschung. Besonders die finanzielle Abhängigkeit der Gebietskörperschaften war lange extrem groß („30 %-Autonomie“), in den letzten Jahrzehnten gab es einige Reformversuche zur fiskalischen Dezentralisierung.
Das Land gliedert sich in drei Verwaltungsebenen, die Zentralregierung in Tokio, die 47 Präfekturen (todōfuken) und die kommunale Ebene (shikuchōson): Kreisfreie Städte (shi), Kleinstädte (chō oder machi), Dörfer (mura oder son) sowie in der Präfektur Tokio die 23 „[Sonder-]Bezirke“ ([tokubetsu-]ku).
Eine Grobunterteilung bilden die acht Regionen, die aus einer oder mehreren Präfekturen bestehen. Sie sind keine Gebietskörperschaften, werden aber von der Verwaltung für bestimmte Zuständigkeitsbereiche (Außenstellen der Zentralregierung, regionale Gouverneurskonferenzen, Gerichtsbezirke) genutzt. Verschiedene Reformpläne für ein Dōshūsei sehen eine stärkere Rolle für die Regionen – in bestehender oder leicht veränderter Aufteilung – vor, um die Handlungsfähigkeit lokaler Regierungen zu erhöhen.
Bis in die 1920er Jahre existierten die Landkreise (gun) als Verwaltungsebene zwischen Präfekturen und ländlichen Gemeinden (machi und mura). Sie waren im 19. Jahrhundert aus vormodernen Bezirken (kōri) hervorgegangen und werden bis heute für Ortsangaben zum Beispiel in Postadressen genutzt.
| Ebene                        | Verwaltung                                                                 | Führung der Exekutive                                  | Parlament                                                    |
| ---------------------------- | -------------------------------------------------------------------------- | ------------------------------------------------------ | ------------------------------------------------------------ |
| [Zentral-]Staat (kuni)       | Zentralregierung (chūō-seifu)                                              | Premierminister, Kabinett (naikakusōridaijin, naikaku) | Parlament (kokkai)                                           |
| Präfekturen (to-dō-fu-ken)   | Präfekturregierung (kenchō, fuchō, tochō, dōchō)                           | Gouverneur (chiji)                                     | Präfekturparlament (kengikai, fugikai, togikai, dōgikai)     |
| Gemeinden (shi-[ku-]chō-son) | Stadt-/Gemeindeverwaltung (shiyakusho, kuyakusho, machiyakuba, murayakuba) | Bürgermeister (shichō, kuchō, chōchō, sonchō)          | Stadt-/Gemeinderat (shi[gi]kai, kugikai, chōgikai, songikai) |

#### Präfekturen
Die Präfekturen sind innerhalb der ihnen zustehenden Aufgaben relativ autonom und üben gemäß Kapitel acht der Verfassung lokale Selbstverwaltung aus. Finanziell sind sie stark auf die Zuweisungen der Zentralregierung angewiesen.
Die Präfekturen sind in Größe und Bevölkerungsdichte sehr unterschiedlich. Die meisten entfallen auf die Hauptinsel Honshū, während beispielsweise die zweitgrößte Insel Hokkaidō nur eine einzige Präfektur hat. Innerhalb der präfekturalen und der kommunalen Ebene gibt es – im Gegensatz zum nationalen Parlamentarismus – ein präsidentielles System, innerhalb dessen einerseits die Regierungs- und Verwaltungschefs und andererseits die Gemeindeversammlungen und Präfekturparlamente autonom gewählt werden.

#### Gemeinden
Die kommunale Selbstverwaltung wurde bereits im Kaiserreich Ende der 1880er Jahre nach preußischem Vorbild gestaltet und nach dem Pazifikkrieg unter alliierter Besatzung in die heutige Form gebracht, als das Recht auf Selbstverwaltung auch auf die Präfekturen ausgedehnt wurde.
Einen Sonderstatus unter den Gemeinden haben die 20 „Großstädte per Regierungserlass“ (seirei shitei toshi). Voraussetzung für die Ernennung sind unter anderem eine Mindestbevölkerung von 500.000 Einwohnern sowie die Zustimmung von Stadtrat und Präfekturparlament. Die seirei shitei toshi sind in [Stadt-]Bezirke (Ku) unterteilt und übernehmen verschiedene Verwaltungsaufgaben, die sonst den Präfekturen zustehen. Die Städte sind absteigend nach Bevölkerungszahl: Yokohama, Osaka, Nagoya, Sapporo, Kōbe, Fukuoka, Kyōto, Kawasaki, Saitama, Hiroshima, Sendai, Kitakyūshū, Chiba, Sakai, Niigata, Hamamatsu, Kumamoto, Sagamihara, Shizuoka und Okayama. Obwohl einige Bezirke der Präfektur Tokio die nötige Bevölkerungszahl überschreiten, können sie sich als „Sonderbezirke“ nicht um diesen Status bewerben.

### Städte

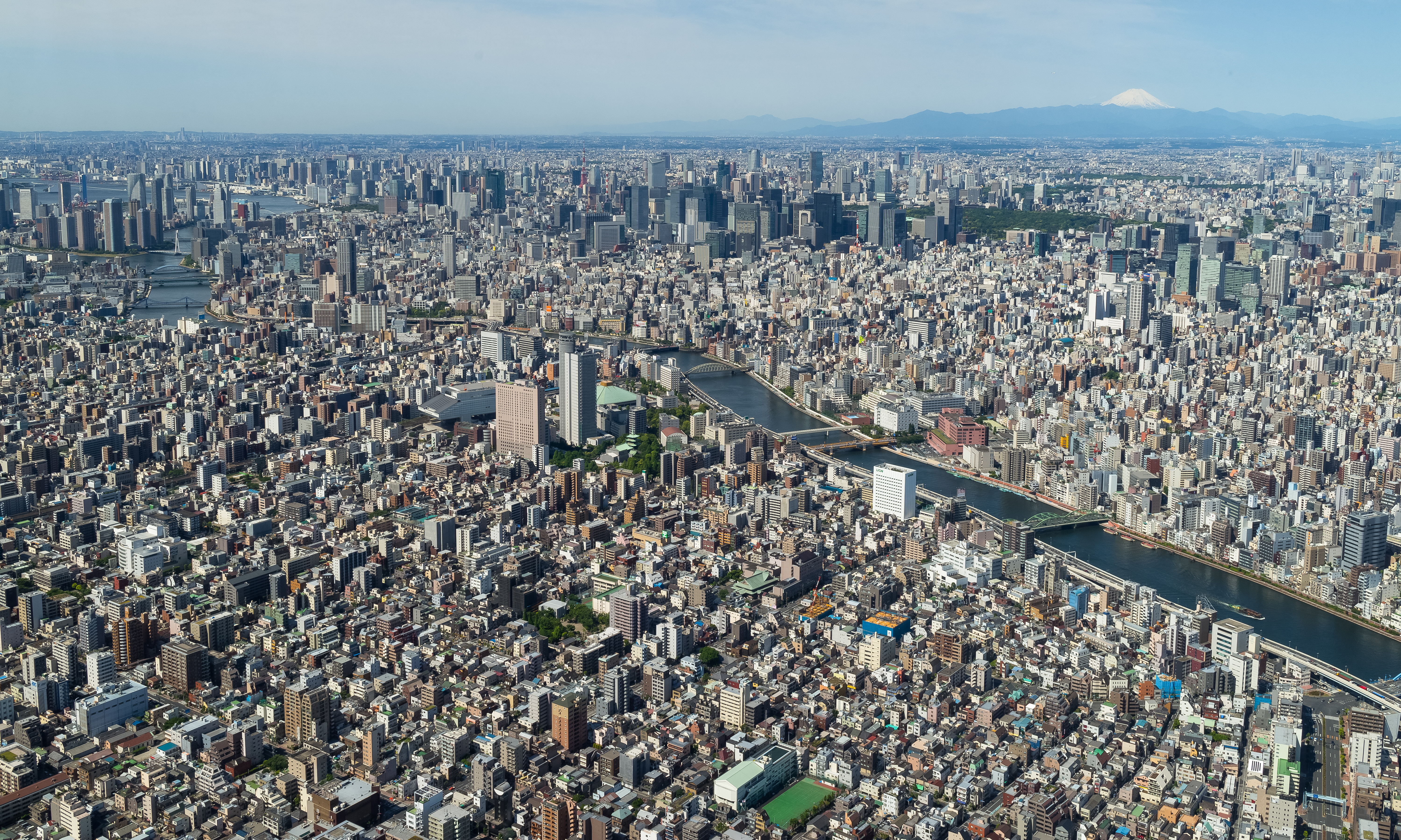
Die Metropolregion Tokio ist die bevölkerungsreichste Metropolregion der Welt

Im Jahr 2023 lebten 92 Prozent der Einwohner Japans in Städten. Die größten Städte Japans sind:
| Rang | Name     | Präfektur | Region      | Einwohner (2020) | Metropolregion (nach MIC-Def.) | Erweiterte Metropolregion (2015) |
| ---- | -------- | --------- | ----------- | ---------------- | ------------------------------ | -------------------------------- |
| 01   | Tokio    | Tokio     | Kantō       | 9.744.534        | Kantō/Tokio                    | 37.273.866                       |
| 02   | Yokohama | Kanagawa  | Kantō       | 3.778.318        | Kantō/Tokio                    | 37.273.866                       |
| 03   | Osaka    | Osaka     | Kinki       | 2.754.742        | Kinki/Keihanshin               | 19.302.746                       |
| 04   | Nagoya   | Aichi     | Chūbu/Tōkai | 2.333.406        | Chūkyō                         | 9.363.221                        |
| 05   | Sapporo  | Hokkaidō  | Hokkaidō    | 1.975.065        | Sapporo                        | 2.636.254                        |
| 06   | Fukuoka  | Fukuoka   | Kyūshū      | 1.613.361        | Kitakyūshū-Fukuoka             | 5.538.142                        |
| 07   | Kawasaki | Kanagawa  | Kantō       | 1.539.081        | Kantō/Tokio                    | 37.273.866                       |
| 08   | Kōbe     | Hyōgo     | Kinki       | 1.527.022        | Kinki/Keihanshin               | 19.302.746                       |
| 09   | Kyōto    | Kyōto     | Kinki       | 1.464.890        | Kinki/Keihanshin               | 19.302.746                       |
| 10   | Saitama  | Saitama   | Kantō       | 1.324.591        | Kantō/Tokio                    | 37.273.866                       |

Volkszählungen 2020 und 2015

## Bevölkerung

### Demografie

Bevölkerungsentwicklung (Jahr 500 bis 2023)

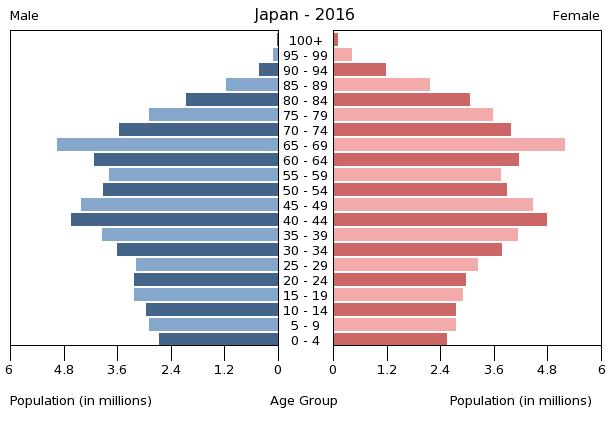
Japan ist die älteste Gesellschaft weltweit

Die Volkszählung aus dem Jahr 2010 weist eine Gesamtbevölkerung Japans von 128.056.026 Menschen aus. Die Einwohnerzahlen sind aber seit Jahren rückläufig, so gab das Ministerium für Innere Angelegenheiten und Kommunikation am 31. März 2012 eine Gesamtbevölkerung von 126.659.683 an. 2050 soll die Einwohnerzahl noch 107 Millionen betragen, womit Japan bis Mitte des Jahrhunderts 20 Millionen Einwohner verlieren würde.
Die Gesellschaft ist ethnisch weitgehend homogen. Der Anteil der Ausländer an der Bevölkerung lag 2014 bei 2 Prozent, steigt jedoch stetig an.
Die Lebenserwartung der Einwohner Japans ab der Geburt lag 2022 bei 84 Jahren (Frauen: 87,1, Männer: 81,1). 2023 lag sie bei 84,71 und ist laut der UN somit das Land mit der zweithöchsten Lebenserwartung nach Hong Kong (85,51), gefolgt von Südkorea (84,33) und Französisch-Polynesien. Kleinstaaten wie Monaco und San Marino sind aus der Rechnung ausgeschlossen worden.
Probleme der Gesellschaft sind Überalterung, Jugendarbeitslosigkeit und ein Rückgang der Geburtenziffer. Der Median des Alters der Bevölkerung lag im Jahr 2020 bei 48 Jahren, womit sie die älteste Gesellschaft der Welt war. Politisch und gesellschaftlich scheint es unmöglich, eine verstärkte Immigration zuzulassen.

### Minderheiten
- Die indigene, erst 2008 von der Regierung als solches anerkannte Minderheit der Ainu auf der nördlichen Insel Hokkaidō stellt heute nur noch einige zehntausend Angehörige.
- Die Zainichi-Koreaner, Nachkommen von koreanischen Einwanderern und Zwangsdeportierten während der japanischen Besatzung.
- Die Burakumin, Mitglieder von gesellschaftlich ausgegrenzten Berufsgruppen (Metzger, Henker usw.) die bis heute noch darunter leiden.
- Die Ryūkyū-Völker, zahlenmäßig größte Minderheit Japans, die historisch ein eigenständiges Reich mit eigener Kultur und Sprache bildeten, von der Regierung jedoch nicht als solches anerkannt werden.
- Chinesische Diaspora.
- Eine weitere Minderheit sind die Dekasegi, japanischstämmige Südamerikaner, meist japanische Brasilianer, die wieder in das Land ihrer Vorfahren eingewandert sind.
- Weiter leben in Japan zahlreiche Gastarbeiter aus den Mitgliedstaaten der Arabischen Liga, Indien und Ländern Südostasiens.

### Sprache und Schrift
Die Landessprache ist Japanisch und wird von nahezu der gesamten Bevölkerung und den meisten Minderheiten gesprochen. Es existieren etwa vier bis fünf regionale Dialekte, die auch weiter untergliedert werden. In der Schule wird als Fremdsprache am häufigsten Englisch gelehrt, es wird jedoch häufig kritisiert, dass sich der japanische Englischunterricht zu sehr auf das Bestehen des TOEIC-Tests konzentriere und nur unzureichende Kommunikationsfähigkeiten vermittele. Die zweithäufigste Fremdsprache ist Chinesisch.
Die japanische Sprache verwendet neben den chinesischen Schriftzeichen (Kanji) zwei eigene Silbenschriftsysteme (Hiragana und Katakana), die von chinesischen Schriftzeichen abgeleitet sind. Ortsnamen auf Straßenschildern, Bahnhöfe und Ähnliches sind meist in Kanji und in lateinischer Umschrift (Rōmaji) beschildert.
Minderheitensprachen autochthoner Völker sind das nicht mit dem Japanischen verwandte Ainu im Nordteil der Insel Hokkaido und die mit dem Japanischen verwandten, aber eine eigenständige Gruppe bildenden Ryūkyū-Sprachen auf den gleichnamigen Inseln.

### Religion

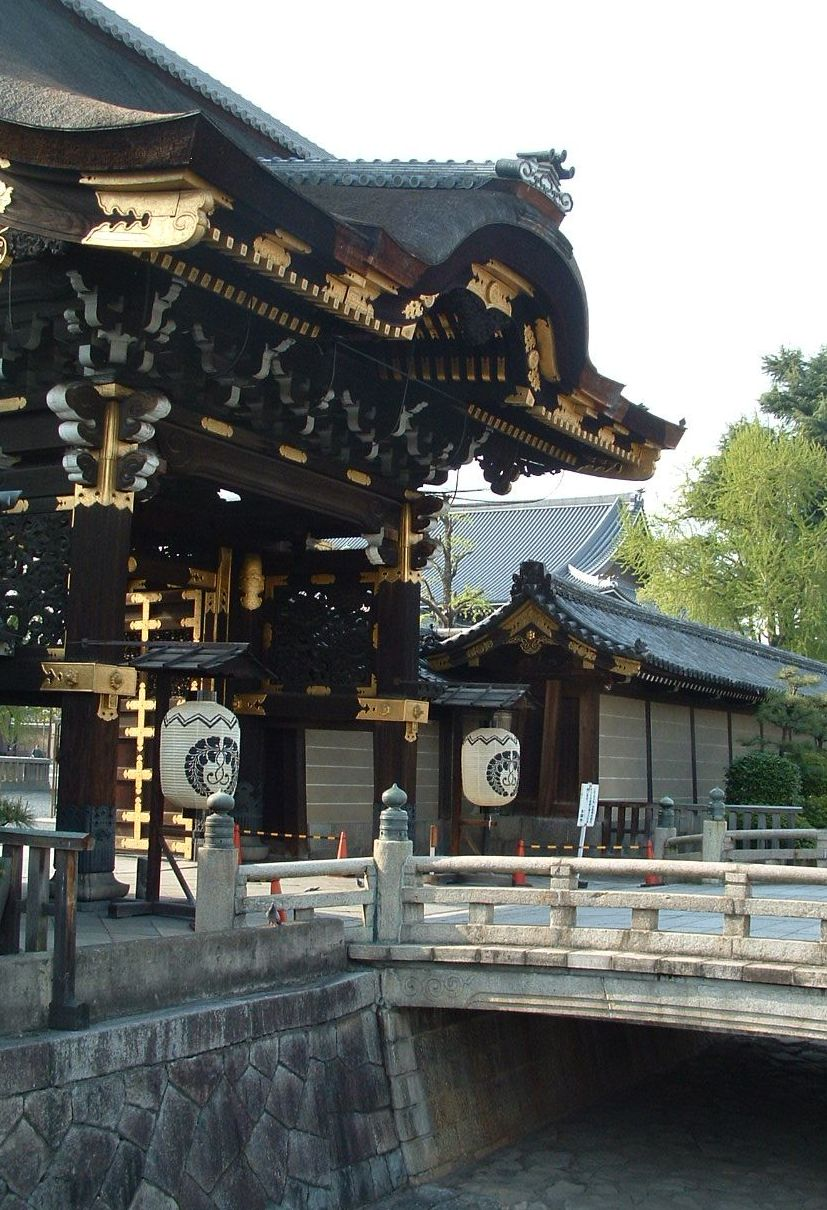
Tor zum Nishi-Honganji, Kyōto

Der Shintō (von chin. 神道 shéndào) bezieht sich auf den indigenen Volksglauben der Japaner und wird in der heutigen Zeit oft verwendet, um ihn vom als fremd wahrgenommenen Buddhismus zu unterscheiden. Jedoch wurde Shintō im prä-Meiji Japan größtenteils synonym zum Buddhismus verwendet. Entsprechend bekennen sich viele überschneidend sowohl zum heutigen Shintō als auch zum Buddhismus, eine konkrete Zuordnung und Mitgliedschaft im Sinne der abrahamischen Weltreligionen ist demnach nicht möglich.
Shintō (dt. „Weg der Götter“) – oft auch als Shintoismus bezeichnet – fasst den Glauben an die Götter (unter anderem auch vergöttlichte Ahnen) und die Naturkräfte zusammen. Shintō ist polytheistisch ohne Gründer und ohne festgelegte Lehren und beruht daher auf einem anderen Religionskonzept als die monotheistischen Schriftreligionen. Im Mittelpunkt steht die Sonnengöttin Amaterasu, von der sich die Herrscherfamilie herleitet.
Der Buddhismus in Japan wird oft dem „Mahayana-Buddhismus“ zugeordnet. Zu den bekanntesten buddhistischen Schulen in Japan zählen der Zen-Buddhismus, der Amitabha-Buddhismus und der Nichiren-Buddhismus. Die Grundlage der buddhistischen Lehren (Sutras) wurden gleichermaßen von überlieferten Texten aus Korea, und später auch aus China übernommen.
Das Christentum spielte in der Geschichte vor allem im 16. und 17. Jahrhundert eine gewisse Rolle, nimmt aber heute nur noch eine Randstellung ein.
Ein wichtiges Element stellen die „Neuen Religionen“ dar, die sich seit Mitte des 19. Jahrhunderts immer stärker ausbreiten und oft eine eigenwillige Mischung aus Shintō, Buddhismus und anderen Weltreligionen propagieren. Seit dem Zweiten Weltkrieg herrscht gegenüber diesen Richtungen eine besonders große religiöse Toleranz, sodass gegenwärtig rund 300 solcher Glaubensgemeinschaften amtlich gelistet sind.

### Gesundheit
Bereits vor der Öffnung Japans gegenüber dem Westen war die japanische medizinische Wissenschaft innovativ. So führte die erste Operation unter Vollnarkose 1804 Hanaoka Seishū durch.
Als Begründer der modernen westlichen Medizin in Japan gelten Erwin Bälz und Julius Scriba.
Japan gehört zu den Ländern, die universelle Gesundheitsvorsorge für ihre Staatsbürger zur Verfügung stellen. Jeder Bewohner muss gesetzlich versichert sein. Gesundheitliche Dienstleistungen werden entweder durch regionale oder nationale öffentliche Krankenhäuser oder durch private Krankenhäuser und Kliniken erbracht. Patienten haben universellen Zugang zu jeder Einrichtung, obwohl Krankenhäuser für Personen ohne eine Überweisung tendenziell höhere Gebühren erheben. Öffentliche Krankenversicherungen decken die Kosten für die meisten Bürger ab und zahlen 70 % oder mehr für jede Pflege und jedes verschriebene Medikament. Für den Rest sind die Patienten selbst verantwortlich. Der Anteil, der privat gezahlt wird, orientiert sich am verfügbaren Einkommen der Person und kann maximal 30 % betragen. Die private Krankenzusatzversicherung ist nur zur Deckung der Zuzahlungen oder nicht gedeckten Kosten verfügbar und leistet in der Regel eine feste Vergütung pro Tag im Krankenhaus. Viele Krankenversicherungen laufen in Japan über den Arbeitgeber. 2015 gab Japan 10,9 % seiner Wirtschaftsleistung für das Gesundheitssystem aus, wovon 84,1 % staatlich finanziert wurden. Als größtes Problem des Gesundheitswesens gilt die zukünftige Finanzierung, da aufgrund der fortschreitenden Alterung der Gesellschaft mit stark wachsenden Kosten gerechnet werden muss.
Japan schneidet im internationalen Vergleich bei verschiedenen Gesundheitsindikatoren hervorragend ab. Die Lebenserwartung der Einwohner Japans ab der Geburt lag 2022 bei 84 Jahren (Frauen: 87,1, Männer: 81,1). Seit dem Jahre 1960 konnte die durchschnittliche Lebenserwartung um mehr als 16 Jahre gesteigert werden (Universelle Krankenversicherung existiert seit 1961). Das Land hatte einen der niedrigsten Anteile von übergewichtigen Personen unter den Industrieländern. Die Kinder- und Müttersterblichkeit ist vergleichsweise sehr niedrig und weniger als 0,1 % der Bevölkerung sind HIV-Positiv. Als weniger leistungsfähig dagegen gilt das Gesundheitswesen im Hinblick auf psychische Erkrankungen. Das Land hat eine der höchsten Suizidraten und trotz eingeleiteter Reformen wenden zahlreiche Psychiatrien und psychiatrische Einrichtungen veraltete Methoden im Umgang mit Patienten an.
| Zeitraum  | Lebenserwartung in Jahren | Zeitraum  | Lebenserwartung in Jahren |
| --------- | ------------------------- | --------- | ------------------------- |
| 1950–1955 | 62,8                      | 1985–1990 | 78,5                      |
| 1955–1960 | 66,4                      | 1990–1995 | 79,4                      |
| 1960–1965 | 69,2                      | 1995–2000 | 80,5                      |
| 1965–1970 | 71,4                      | 2000–2005 | 81,8                      |
| 1970–1975 | 73,3                      | 2005–2010 | 82,7                      |
| 1975–1980 | 75,4                      | 2010–2015 | 83,3                      |
| 1980–1985 | 77,0                      | 2015–2020 | 84,4                      |

## Landesnamen
Der moderne Landesname setzt sich aus den chinesischen Zeichen 日 (Aussprache ni, „Tag, Sonne“) und 本 (Aussprache hon, „Ursprung, Wurzel, Beginn“) zusammen. Japan ist im Westen auch als das „Land der aufgehenden Sonne“ bekannt. Der Begriff kann sowohl als Nippon (にっぽん) als auch Nihon (にほん) ausgesprochen werden: Nippon stellt die konservative Aussprache in formellen Kontexten dar, die auf japanischem Geld und Briefmarken sowie bei internationalen Veranstaltungen verwendet wird, kommt in der Alltags- und Umgangssprache Nihon häufiger vor.
Die Nomenklatur des Landesnamens entstammt der offiziellen Korrespondenz der japanischen Herrscher mit der chinesischen Sui-Dynastie (6.–7. Jahrhundert) und bezieht sich auf die von China aus gesehen östliche Lage des Landes. Die rein-japanische Lesung anstelle des sinojapanischen Nihon oder Nippon ist Hi no Moto (no Kuni) (日[の]本([の]国)). Ursprünglich wurde das Land Wakoku (倭国, „Land der Wa“) genannt, Wa (倭) ist somit das erste überlieferte Demonym für Japaner. Das Schriftzeichen 倭 entspricht der semantischen Lesung von „Zwerg“, dieses wurde später in Japan als abwertend und diskriminierend aufgefasst und durch das homophone 和 „Harmonie“ ersetzt. Yamato entspricht dem Namen der Region um die ehemalige Hauptstadt Nara, aus der auch die japanische Herrscherfamilie stammt. Die Verwandtschaft zum phonosemantisch ähnlichen Wa-Land Yamatai ist ungeklärt.
Der Name „Japan“ ist ein Exonym, das sich von der mittelchinesischen Aussprache der Schriftzeichen ableitet. So gab etwa Marco Polo den chinesischen Begriff für Japan (chinesisch 日本國 / 日本国, Pinyin rìběnguó) als Cipangu wieder. Das ältere malaiische Wort für Japan, Jepang (heute Jepun), wurde ebenfalls einem vermutlich südchinesischen Dialekt entlehnt. Portugiesische Händler, die im 16. Jahrhundert in Malakka auf den Begriff Jepang stießen, brachten ihn dann mit nach Europa. Im Englischen findet sich der Landesname in der Schreibweise „Giapan“ zum ersten Mal in einem Brief aus dem Jahr 1565.
Mythologische Namen sind Toyo-ashi-hara no chi-aki no naga-i-ho-aki no mizu-ho no kuni (豐葦原之千秋長五百秋之水穗國, dt. „Land der üppigen Schilfgefilde, 1000 Herbste, langen 500 Herbste und der fruchtbaren Reisähren“) im Kojiki, Toyo-ashi-hara no chi-i-ho-aki no mizu-ho no kuni (豐葦原千五百秋瑞穂之地, dt. „Land der üppigen Schilfgefilde, der 1500 Herbste und der fruchtbaren Reisähren“) im Nihonshoki, kurz auch Toyoashihara no kuni (豊葦原国) und Mizuho no kuni (瑞穂国), Ashihara no naka-tsu-kuni (in Kojiki und Nihon Shoki: 葦原中國, dt. „Land der Mitte [zwischen dem Himmel Takamanohara und der Unterwelt Yomi no kuni] der Schilfgefilde“) sowie Ōyashima no Kuni (Kojiki: 大八嶋國, Nihon Shoki: 大八洲國, dt. „Land der großen acht Inseln“), kurz auch Yashima.
Der zweite Bestandteil koku („Land, Staat“) im offiziellen Landesnamen Nihon-koku, aus dem sich der vollständige Name „Staat Japan“ oder „Japanischer Staat“ ergibt, wird in europäischen Sprachen oft nicht übersetzt. Dort wird der amtliche Landesname meist nur als „Japan“ ohne Zusatz wiedergegeben.

## Geschichte

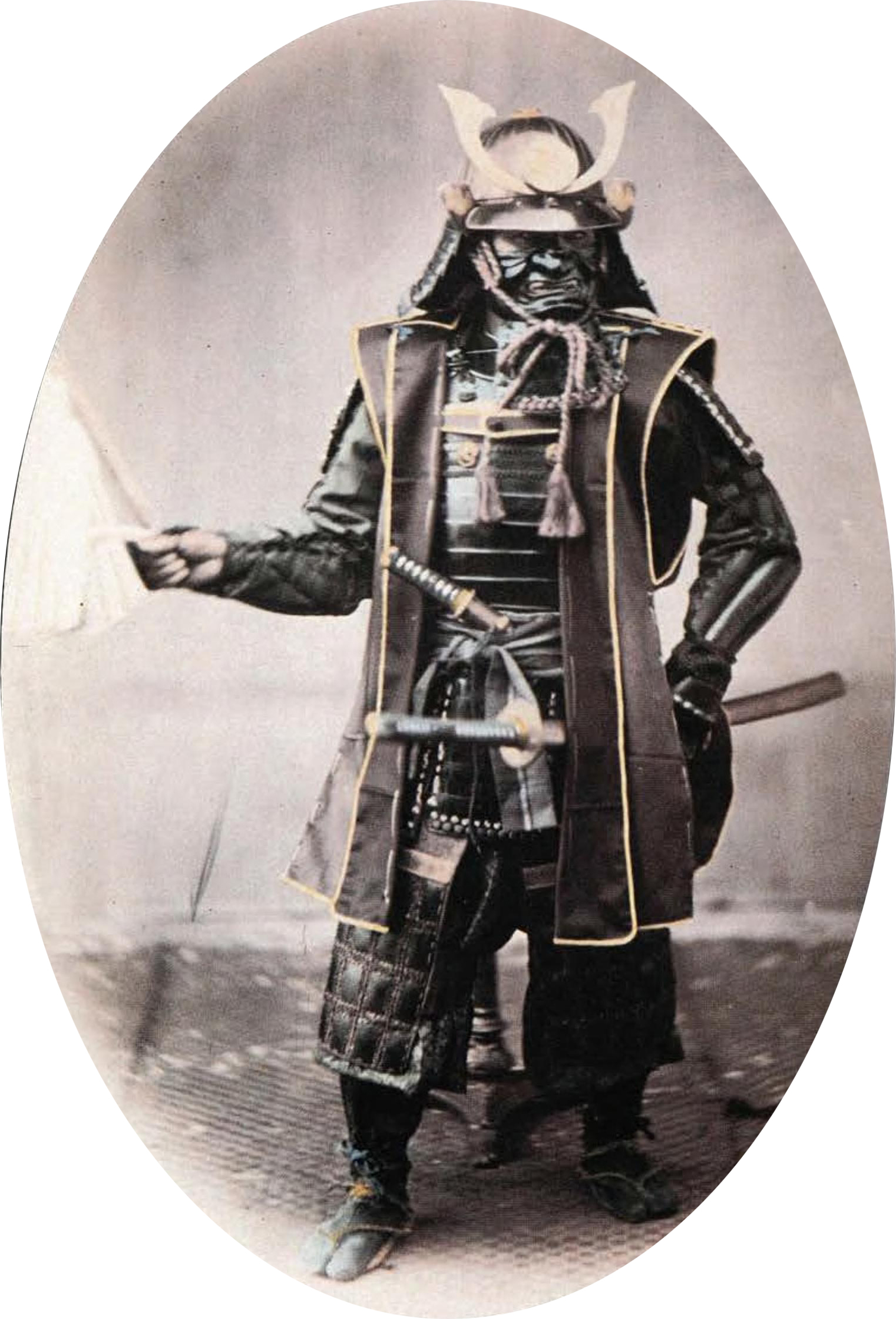
Samurai Foto von Felice Beato

Jōmon-PeriodeIn der Zeit von 10.000 v. Chr. bis etwa 300 v. Chr. wanderten Menschen (vermutlich) aus Zentralasien, Sibirien und dem südpazifischen Raum in das Gebiet des heutigen Japan ein.
Yayoi-PeriodeErste bestätigte Kontakte mit dem chinesischen Reich gab es von etwa 300 v. Chr. bis etwa 300 n. Chr.

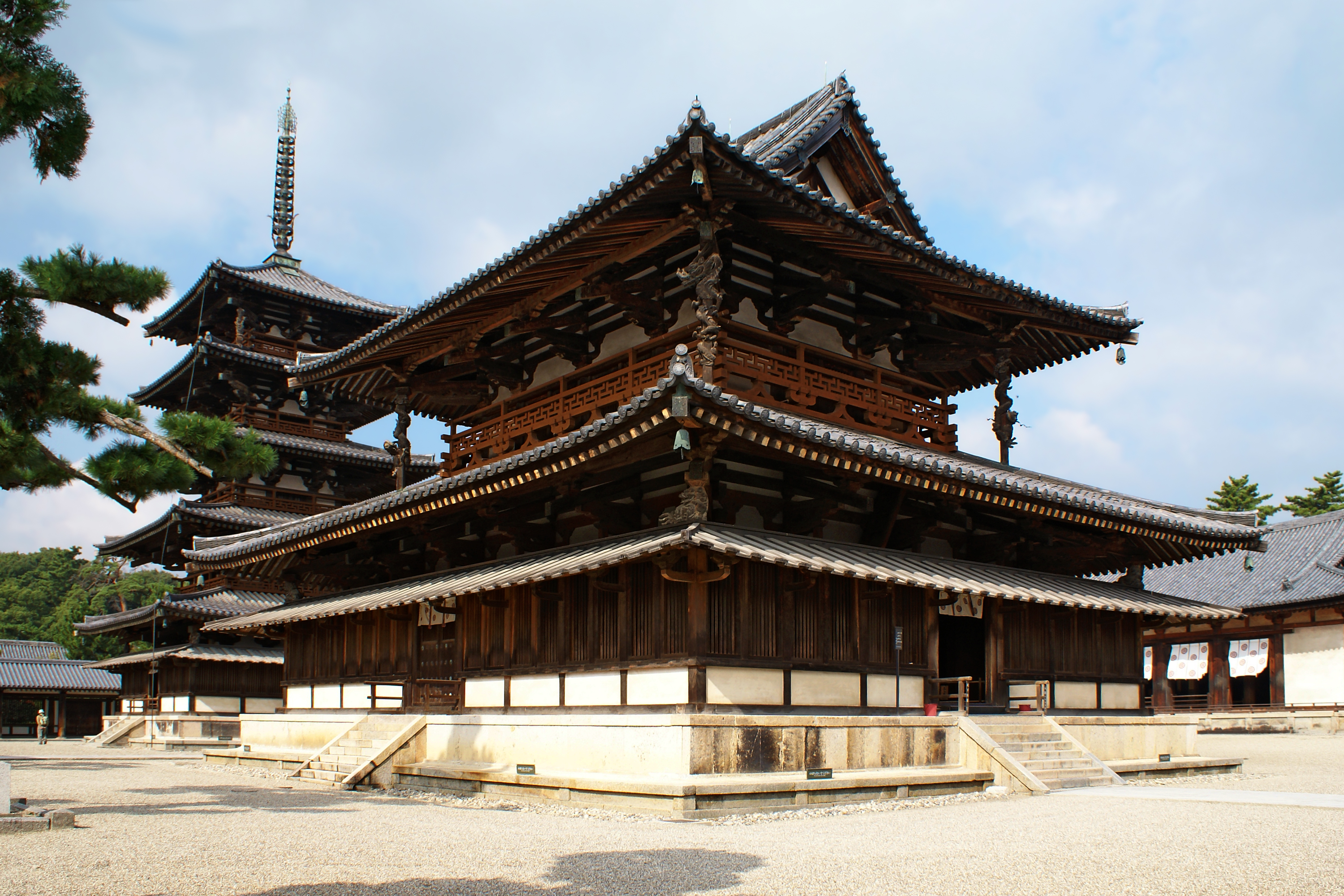
Hōryū-ji (Baujahr 607)

Kofun-Periode Große Schlüsselgräberanlagen stammen aus der Kofun-Periode von etwa 300 bis 710 n. Chr. Es gab einen engen politischen Kontakt mit dem Nachbarland Korea und Einwanderung von Korea nach Japan. Ab dem 5. Jahrhundert fand die Übernahme der chinesischen Schrift statt.
Nara-Epoche (710–794)In der Nara-Periode wurde der Buddhismus stark gefördert. Die Staatsform lehnte sich an das chinesische Vorbild an.
Heian-Epoche (794–1185)Aufschwung der höfischen Kultur in Heian-kyō (Kyōto), vor allem Dichtung und Literatur. Die Macht des Kaisers wurde allmählich geschwächt und Kriegerfamilien etablierten sich. Zum Ende der Heian-Periode begründete die Minamoto-Familie das erste Shōgunat.
Kamakura-Epoche (1192–1333)Während der Kamakura-Periode unternahm Kublai Khan zwei Invasionsversuche in Japan, die jedoch durch später als göttlich interpretierte Taifune (Kamikaze, Götterwind) verhindert wurden.
Muromachi-Epoche (1333–1573)Die mächtigen unabhängigen Daimyō unterhielten ihre eigenen Armeen mit Samurai. Das Shōgunat verlor die Kontrolle, und die „Zeit der streitenden Reiche“ (sengoku jidai) begann.

Japan im Jahre 1570 (Sengoku-Zeit)

Sengoku-Epoche (1477–1600) Die drei Reichseiniger (Oda Nobunaga, Toyotomi Hideyoshi, Tokugawa Ieyasu) beendeten in der Azuchi-Momoyama-Epoche (1568 bis 1603) den über 100-jährigen Bürgerkrieg. Vor der folgenden Abschließung Japans liegt die Epoche des Namban-Handels, des Handels mit Portugiesen, Spaniern und Niederländern von 1543 bis 1639.
Edo-Ära (1603–1867)Während der Abschließung Japans in der Edo-Zeit waren Aus- und Einreise für Japaner und Ausländer verboten. Mit Ausnahme von beschränktem Austausch mit China und den Niederlanden, denen 1639 als einzigen Europäern der Aufenthalt in Japan auf der künstlichen Insel Dejima vor Nagasaki gestattet wurde, bestand kaum Kontakt zu anderen Staaten. Die Tokugawa-Familie behielt für über 250 Jahre die Kontrolle über die anderen Daimyō. Diese Periode war von großem Wohlstand für das japanische Volk geprägt. Die Bevölkerung wuchs stetig. Das heutige Tokio wuchs in dieser Zeit zur größten Metropolregion der Welt. 1854 segelte US-Kommodore Matthew Perry mit seiner Flotte von vier Kriegsschiffen unbehelligt in den Hafen des heutigen Tokio, um einen Brief des US-Präsidenten Millard Fillmore zu übergeben, in dem dieser die Tokugawa-Regierung zum offenen Handel mit den Vereinigten Staaten auffordert. Die Leichtigkeit, mit der Perry in den Hafen einlaufen konnte, offenbarte die Schwäche des Tokugawa-Regimes. Dies führte zu einem Aufstand regionaler Herrscher und mündete letztlich in eine Wiedereinsetzung des Kaisers, dem nur wenig reale politische Macht verliehen wurde.

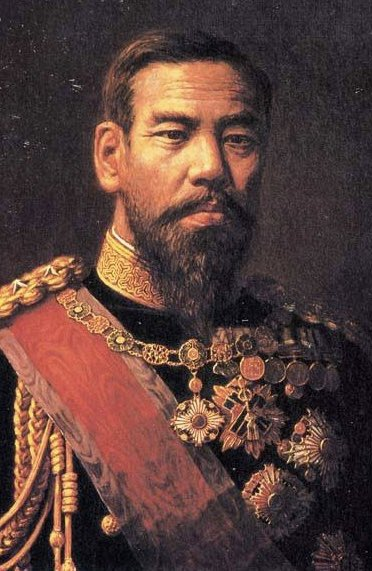
Kaiser Meiji (1868–1912). In seinem Namen wurde während der Meiji-Restauration am Ende des Tokugawa-Shogunats formell die kaiserliche Herrschaft hergestellt

Meiji-Ära (1868–1912) Die Reform des Kaiserhauses unter dem Meiji-Tennō ab 1868 (Meiji-Restauration und Moderne) beendete die Zeit des Kriegeradels und läutete die Moderne ein. Das ab 1868 europäisierte Land erhielt eine moderne Verfassung und ein Parlament, so dass Japan eine konstitutionelle Monarchie wurde. Korea wurde 1910 von Japan kolonialisiert, wodurch die Beziehungen noch heute belastet werden.
Taishō-Ära (1912–1926)Im Ersten Weltkrieg (1914 bis 1918) stand Japan auf Seiten der Entente und übernahm nach Kriegsende deutsche Territorien. Die Taishō-Ära war durch kulturelle Dynamik und wirtschaftlichen Aufschwung gekennzeichnet. Es war eine Zeit der demokratischen Experimente mit einem parlamentarischen System. Letztendlich scheiterte die Demokratie durch Instabilität, ganz ähnlich wie Deutschland während der Weimarer Republik. Das Militär übernahm mehr und mehr die faktische Kontrolle.

Japanisches Kaiserreich, 1939

Shōwa-Ära Teil 1 (1926–1945) 1931 besetzte Japan den Nordosten Chinas und gründete 1932 den abhängigen Staat Mandschukuo (Mandschurei). 1937 eroberte Japan weitere Territorien von China. Japan vertrieb mit Unterstützung Siams und diverser Einheimischer die europäischen Kolonialmächte aus den südostasiatischen Ländern, um sein eigenes Kolonialreich auszubauen. Die USA sahen ihre Interessen in Asien (vor allem ihre Kolonien wie die Philippinen) gefährdet und reagierten mit zahlreichen Sanktionen, einem Embargo und dem Einfrieren japanischen Vermögens im Ausland. Im Dezember 1941 griffen daraufhin japanische Truppen den US-Stützpunkt Pearl Harbor auf Hawaii an. Damit weitete sich der Zweite Weltkrieg auf den Pazifischen Ozean aus. Nicht nur in China, sondern auch in den anderen japanischen Territorien Südostasiens verübte Japan Kriegsverbrechen, z. B. Zwangsprostitution, das Massaker von Nanking und Experimente an Menschen durch die Einheit 731. Bis 1945 gelang es alliierten Truppen Gebiete nahe den japanischen Inseln zu erobern, doch besonders auf kleineren Inseln – auch fernab des japanischen Kernlandes – tobten noch heftige Kämpfe. Der Kaiser sowie der Premierminister und seine Anhänger wollten Friedensverhandlungen aufnehmen, doch das Militär hatte mehr Macht. Am 6. August 1945 warfen die US-Amerikaner eine Atombombe über der Stadt Hiroshima und am 9. August eine weitere über Nagasaki ab. Noch heutzutage leiden viele Menschen und ihre Nachkommen unter den Folgen der Strahlenkrankheit (Hibakusha). Nach den Atombombenabwürfen und dem Kriegseintritt der Sowjetunion am 8. August 1945 kapitulierte Japan am 15. August 1945 bedingungslos, der Kaiser verlas um 12.00 Uhr mittags den „kaiserlichen Erlass zur Beendigung des Krieges“, der im Radio übertragen wurde.
Shōwa-Ära Teil 2 (1945–1989)Nach der Kapitulation begann der Wiederaufbau, zunächst unter der Alliierten Besatzung, die 1952 offiziell beendet wurde. Vom ehemaligen Kriegsgegner Vereinigte Staaten wurde Japan als Vorposten gegen den Kommunismus in das westliche Bündnissystem integriert. Obwohl nicht in den Marshallplan eingebunden, erhielt Japan unter anderem durch das GARIOA-Programm wirtschaftliche Aufbauhilfe von den Vereinigten Staaten. Es setzte vor allem mit Beginn des Koreakrieges eine rasante wirtschaftliche Entwicklung („japanisches Wirtschaftswunder“) ein, in der japanische Firmen Schritt für Schritt Marktanteile in allen wichtigen Schlüsselindustrien erobern konnten. Japan erwies sich als stabile, friedliche Demokratie.
Heisei-Ära (1989 bis 2019)Faule Bankenkredite und überbewertete Immobilien ließen Anfang der 1990er Jahre die Bubble Economy platzen, und Japan rutschte in eine Phase von Deflation und hoher Staatsverschuldung, die wirtschaftliche Stagnation auf hohem Niveau bedeutete. Diese bis etwa 2010 anhaltende Zeit wurde unter dem Namen „Verlorene Jahrzehnte“ bekannt. Unternehmen und Banken wurden daraufhin behutsam saniert, und allmählich kommt es wieder zu einem wirtschaftlichen Aufschwung.
Im März 2011 erfolgte das starke Erdbeben in der östlichen Region Tōhoku mit einer Momenten-Magnitude von 9,1 Mw, das zahlreiche Opfer forderte und die Nuklearkatastrophe von Fukushima auslöste.

COVID-19-Fälle pro 100.000 Einwohner nach Präfektur

Reiwa-Ära (2019 bis heute) Mit den ersten bekannten Fällen von COVID-19 im Januar 2020 begann die COVID-19-Pandemie in Japan, die sich negativ auf die Wirtschaft auswirkte und mehr als 40.000 Menschen das Leben kostete (Stand: September 2022).

## Politik

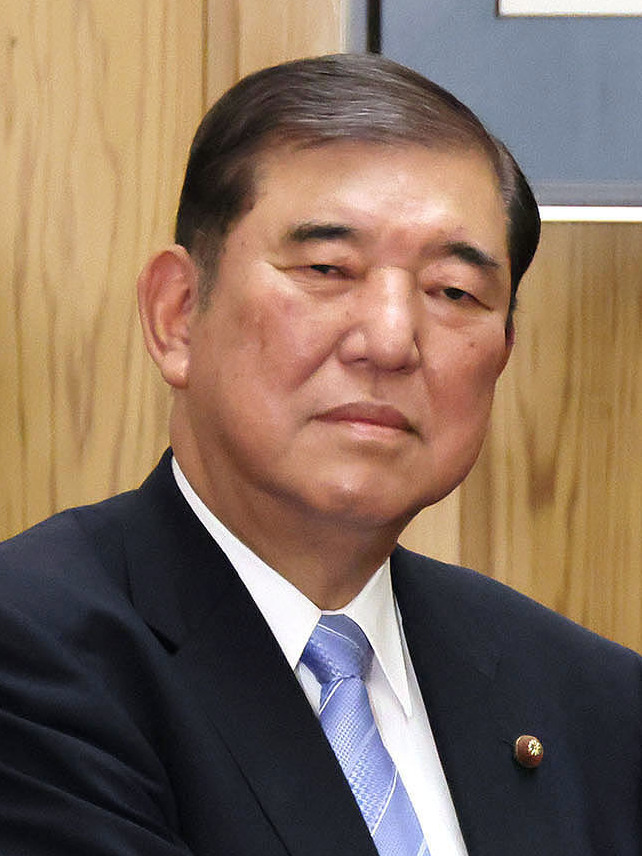
Premierminister Shigeru Ishiba

Japan ist gemäß der Verfassung von 1947 eine parlamentarische Demokratie mit dem Kaiser (Tennō) als „Symbol des Staates und der Einheit des Volkes“ mit den zeremoniellen Aufgaben eines Staatsoberhaupts; seine Stellung im Staat „leitet sich vom Willen des Volkes ab, bei dem die souveräne Macht ruht“.
Die Legislative besteht aus einem Zweikammerparlament; das bedeutendere Unterhaus wird spätestens alle vier Jahre neu gewählt. Die Exekutive wird vom Kabinett unter Leitung des Premierministers gebildet, der von beiden Kammern des Parlaments, im Konfliktfall vom Unterhaus, bestimmt wird. An der Spitze der Judikative steht der Oberste Gerichtshof, dessen Richter vom Kabinett ernannt und vom Volk bestätigt werden.
Das Parteiensystem Japans wurde ab den späten 1990er Jahren von zwei großen Parteien, der dominanten rechtskonservativen bis nationalistischen Liberaldemokratischen Partei und der oppositionellen Demokratischen Partei, bestimmt, wobei letztere seit ihrer Regierungszeit bei einigen Wahlen nur noch knapp oder nicht mehr zweitstärkste Kraft war; und seit 2017 nach Parteispaltungen und -vereinigungen u. a. mit der nationalkonservativ-wirtschaftsliberalen Ishin no Tō zur Demokratischen Fortschrittspartei in die linksliberalere Konstitutionell-Demokratische Partei, die konservativere Demokratische Volkspartei und die nationalkonservativ-wirtschaftsliberale Partei der Hoffnung zersplittert war. Seit 2020 hat sich die Mehrheit der Mitglieder der ehemaligen Demokratischen Fortschrittspartei in der Konstitutionell-Demokratischen Partei konsolidiert. Daneben existieren mehrere kleinere Parteien auf nationaler Ebene, die größten darunter sind die mit den Liberaldemokraten regierende Kōmeitō, die Kommunistische Partei Japans und die nationalkonservativ-regionalistische Nippon Ishin no Kai.

### Tennō (Kaiser)

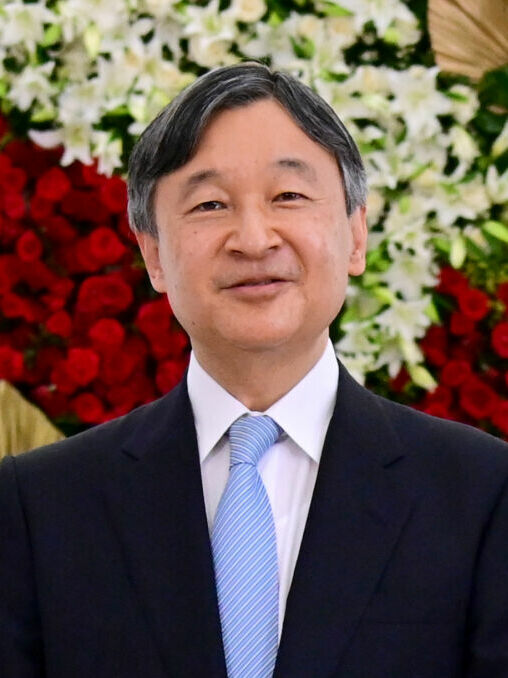
Kaiser Naruhito (2023)

„Symbol des Staates und der Einheit des Japanischen Volkes“ ist Naruhito, der 126. Tennō (dt.: Kaiser, wörtlich „vom Himmel (gesandter) Herrscher“). Rechtlich gilt er nicht als Staatsoberhaupt und die souveräne Macht liegt allein beim Volk. Sein Großvater Hirohito, der Shōwa-Tennō, hat 1945 bei der Kapitulation Japans die Göttlichkeit (Arahitogami) der japanischen Kaiser zurückgewiesen. Die Verfassung von 1946 gibt dem Kaiser keine politische Entscheidungsgewalt; im modernen Japan ist sein Amt zeremonieller Natur. Er ernennt formell den von beiden Parlamenten gewählten Ministerpräsidenten und den Präsidenten des obersten Gerichtshofes, er verkündet die Gesetze und beruft das Parlament ein. Außerdem ist er oberster Priester des Shintō.

### Exekutive
Die Exekutive des Zentralstaates, auch Zentralregierung (中央政府, chūō seifu) genannt, besteht aus dem Kabinett unter Führung des Premierministers und den unterstellten Ministerien und zugeordneten Behörden. Den Posten des Premierministers hat seit Oktober 2024 Shigeru Ishiba inne.
Das Kabinett ist dem Parlament gegenüber verantwortlich. Der Chef der Exekutive, der Premierminister, wird von Oberhaus und Unterhaus gewählt und dann vom Tennō ernannt. Bei einem Konflikt gilt das Votum des Unterhauses. Nur Abgeordnete des Ober- oder des Unterhauses können zum Premierminister gewählt werden. Der Premierminister ernennt (und entlässt) die Minister seines Kabinetts, die in der Mehrheit ebenfalls Abgeordnete des Ober- oder Unterhauses sein müssen. Nach den Erfahrungen mit dem japanischen Militarismus ist in der Verfassung außerdem festgeschrieben, dass der Premierminister und alle seine Minister Zivilisten sein müssen.
Weitere Regeln sind nicht in der Verfassung festgeschrieben, entsprechen aber der politischen Tradition. So galt in der LDP das Senioritätsprinzip, Ministerposten werden nicht nur nach Kompetenz vergeben, sondern dienen dazu, langjährige verdiente Abgeordnete zu belohnen. Die Vergabe regeln die Chefs der Faktionen hinter den Kulissen. Faktionen sind Gruppen von Abgeordneten, in deren Zentrum ein altgedienter und einflussreicher Abgeordneter steht. Die Faktionen unterstützen ihre Mitglieder mit den für den Wahlkampf benötigten Finanzmitteln, im Gegenzug kann der Vorsitzende der Faktion bei Abstimmungen im Parlament und innerhalb der LDP-Fraktion auf die Stimmen seiner Faktion setzen.
Den Posten des Premierministers nimmt traditionell der Chef der stärksten Partei im Unterhaus ein. Da dies über Jahrzehnte die LDP war, entscheidet seit 1955 de facto also die Wahl des LDP-Vorsitzenden über die Nachfolge; einzelne Unterbrechungen waren die Jahre 1993 bis 1996 und 2009 bis 2012, als die LDP nicht den Regierungschef stellte.

### Legislative

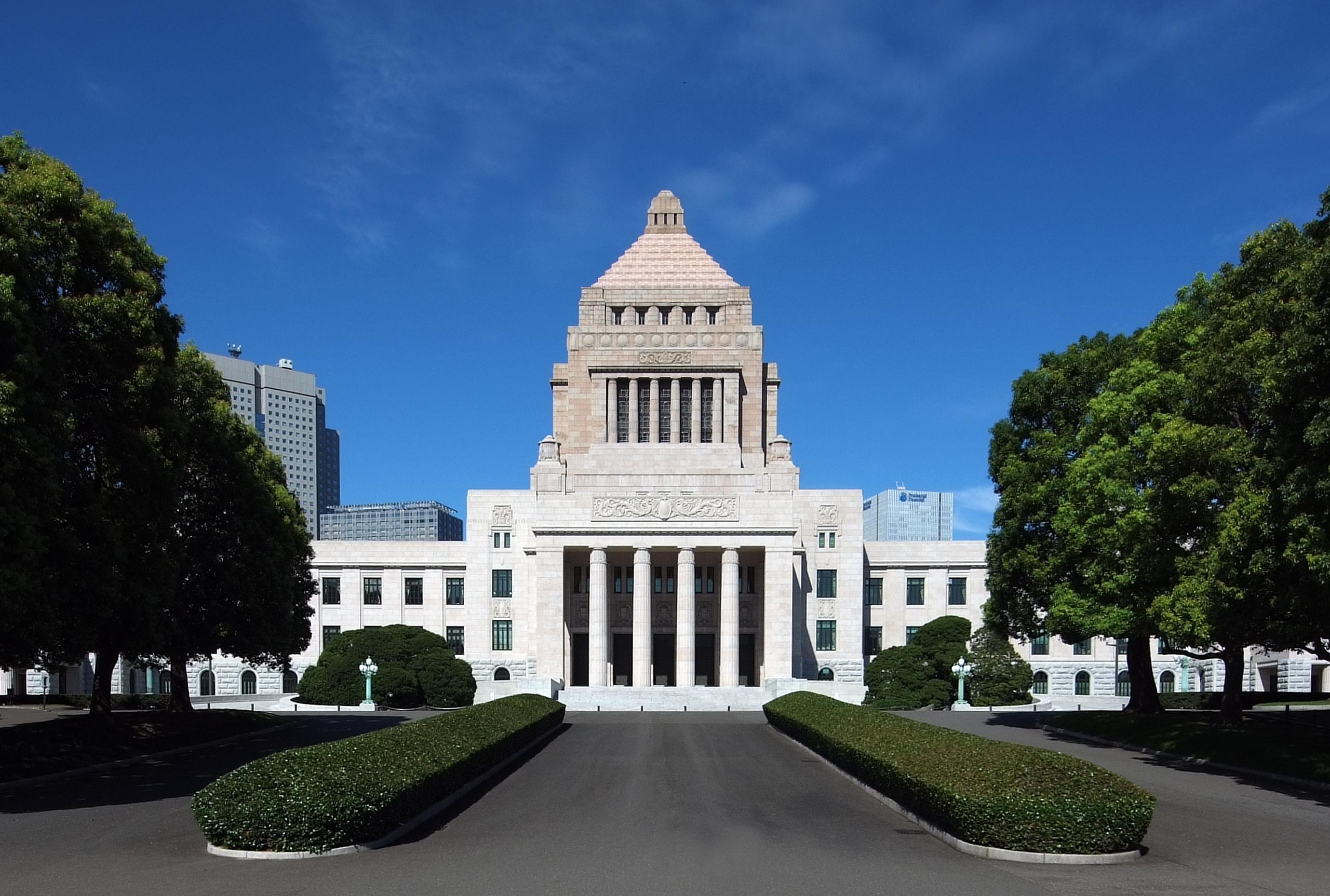
Das japanische Parlamentsgebäude in Nagatachō, Chiyoda, Präfektur Tokio

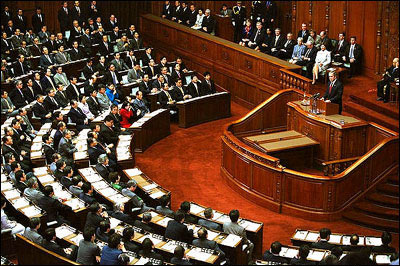
Plenarsaal des Abgeordnetenhauses

Das Parlament (Kokkai, „Nationalversammlung“) ist das höchste Organ der Staatsgewalt und die einzige gesetzgebende Körperschaft Japans. Es ist zweigeteilt in den Senat (Sangiin, „Rätekammer“) als Oberhaus und das Abgeordnetenhaus (Shūgiin, etwa „Massenberatungskammer“, auch Repräsentantenhaus) als Unterhaus. Beide Kammern werden direkt gewählt. Bei der Wahl des Premierministers, beim Haushalt und der Ratifizierung internationaler Verträge hat der Wille des Unterhauses grundsätzlich Vorrang, in der Gesetzgebung ist die Zustimmung beider Kammern oder eine Zweidrittelmehrheit im Unterhaus erforderlich. Insbesondere Personalnominierungen der Regierung und Verfassungsänderungsvorschläge bedürfen in jedem Fall der Zustimmung beider Parlamentskammern.
Im Parlament sitzen seit Reformen aus den Jahren 2017 und 2018 nur noch 710 Abgeordnete: 465 im Unterhaus und 245 im Oberhaus. Von den 465 Sitzen des Abgeordnetenhauses werden 289 in Einmandatswahlkreisen nach dem Mehrheitswahlrecht und 176 in 11 regionalen Mehrmandatswahlkreisen (regionalen „Blöcken“) nach dem Verhältniswahlrecht gewählt, von den 245 Sitzen im Senat 146 nach nicht übertragbarer Einzelstimmgebung in 45 Ein- und Mehrmandatswahlkreisen, von denen 43 deckungsgleich mit Präfekturen sind und zwei jeweils zwei Präfekturen umfassen, 96 nach Verhältniswahlrecht mit Vorzugsstimme in einem landesweiten Wahlkreis.
Passives Wahlrecht für das Abgeordnetenhaus erhalten alle Männer und Frauen mit dem vollendeten 25. Lebensjahr, im Oberhaus muss das 30. Lebensjahr vollendet sein. Aktiv wahlberechtigt sind seit 2016 alle japanischen Männer und Frauen mit vollendetem 18. Lebensjahr. Das Frauenwahlrecht wurde auf nationaler Ebene im Jahr 1945 eingeführt. Im Kaiserreich war die Bewegung für ein Frauenwahlrecht am Reichstag gescheitert: nach mehreren erfolglosen Gesetzesinitiativen ohne Regierungsunterstützung brachte nach kontroversen Diskussionen der bürgerlichen Parteien das Kabinett Hamaguchi 1931 einen Gesetzentwurf für ein erstes Frauenwahlrecht auf subnationaler Ebene ein, der auch vom Abgeordnetenhaus verabschiedet, aber schließlich vom Herrenhaus blockiert wurde. Erst nach der Niederlage Japans und der Besatzung durch die Vereinigten Staaten 1945 wurden frühere politische Beschränkungen für Frauen aufgehoben und das aktive und passive Frauenwahlrecht wurde eingeführt: Am 12. Dezember 1945 für das Unterhaus, am 24. Februar 1947 für das Oberhaus. Somit war das allgemeine Wahlrecht Teil der demokratischen Verfassung, die auf die Besatzung zurückgeht. 67 Prozent der Frauen gingen am 10. April 1946 zur Wahl und 39 Frauen wurden gewählt. Bis 1952 lagen zwar die rechtlichen Grundlagen für die Gleichstellung von Frauen in politischer, sozialer und wirtschaftlicher Hinsicht vor, aber bei der Infragestellung männlicher Vorrechte in der Regierung wurde seither nur wenig Fortschritt erzielt.
Die Wahlperioden der beiden Kammern sind nicht automatisch synchronisiert: Das Unterhaus hat eine maximale Wahlperiode von vier Jahren, die es aber in der Nachkriegsgeschichte bisher nur einmal vollendete; in der Regel finden Unterhauswahlen vorher statt, wenn das Kabinett die Kammer auflöst, wozu es nach vorherrschender Verfassungsinterpretation jederzeit berechtigt ist oder nach einem Misstrauensvotum des Unterhauses gegen das Kabinett gezwungen ist, wenn es nicht zurücktreten will. Das Oberhaus hat eine feste Wahlperiode und kann nicht aufgelöst werden: alle drei Jahre wird gestaffelt eine Hälfte der Abgeordneten für eine sechsjährige Amtszeit gewählt.
Nach der Meiji-Verfassung von 1889 wurde der Reichstag nach britischem und preußischem Vorbild geschaffen. Er bestand neben dem Abgeordnetenhaus als Unterhaus aus dem Herrenhaus (Kizokuin) als Oberhaus und trat erstmals am 29. November 1890 zusammen. Dem Herrenhaus gehörten Mitglieder des Adels (Kazoku) und vom Tennō ernannte Mitglieder an. Die beiden Parlamentskammern waren in den meisten Angelegenheiten absolut gleichberechtigt, jede konnte einen Gesetzentwurf blockieren. In der Verfassung von 1947 wurde das Herrenhaus abgeschafft und durch das gewählte Sangiin ersetzt; aus dem Reichstag wurde die heutige Nationalversammlung mit einem Primat des Abgeordnetenhauses (Shūgiin no yūetsu, 衆議院の優越) in entscheidenden Punkten. Der Premierminister wird seitdem vom Parlament gewählt und muss diesem angehören. Die meisten Premierminister des Kaiserreichs gehörten dem Herrenhaus oder gar nicht dem Parlament an, nur drei waren Mitglieder des Abgeordnetenhauses. Dagegen kamen bisher alle Premierminister seit 1947 aus dem Unterhaus.
Die fortgesetzte Unterteilung in Ober- und Unterhaus war eine der wenigen wesentlichen Abweichungen der beschlossenen Verfassung von der Vorgabe der Besatzungsbehörden, der SCAP-Verfassungsentwurf hatte ein Einkammerparlament vorgesehen.

### Judikative

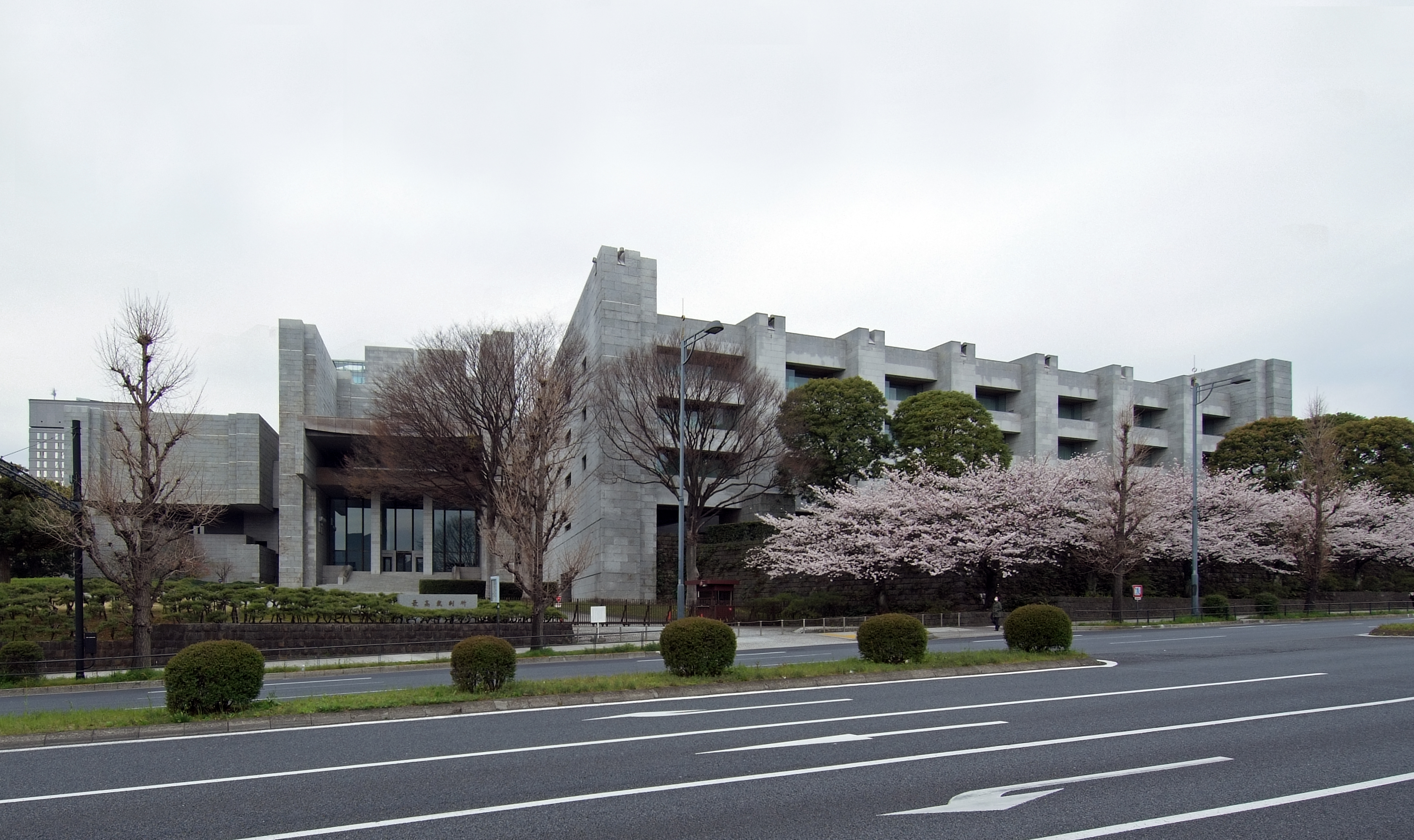
Gebäude des Obersten Gerichtshofs in Chiyoda

Die Gerichte sind nach dem Prinzip der Gewaltenteilung von den anderen beiden Zweigen der Staatsgewalt unabhängig.
An der Spitze der Gerichtsorganisation steht der Oberste Gerichtshof (saikō-saibansho). Ihm gehören der Oberste Richter und die 14 weiteren Höchst-Richter an. Die Mitglieder werden vom Kabinett ausgewählt. Der Oberste Richter wird – als einziger staatlicher Amtsträger neben dem Premierminister – formell vom Tennō ernannt, die anderen Richter vom Kabinett. Die Richter werden zeitgleich mit der ersten Wahl zum Unterhaus nach ihrer Ernennung und danach alle zehn Jahre mit der folgenden Wahl zum Unterhaus dem Volk zur „Überprüfung“ vorgelegt. Da Enthaltungen mitgezählt werden, kommt eine mehrheitliche Ablehnung zuungunsten des Richters praktisch nicht vor. Bei Erreichen der gesetzlichen Altersgrenze von 70 Jahren treten die Richter in den Ruhestand. Das Oberste Gericht hat das Recht zur Revision von Urteilen der unteren Instanzen und zur letztverbindlichen Entscheidung über die Verfassungsmäßigkeit von Gesetzen. Es bestimmt unter anderem die Prozessordnung und stellt die Listen auf, aus denen das Kabinett die Richter der unteren Gerichte auswählt.
In Japan besteht ein einheitliches System von Gerichten; es existieren also beispielsweise keine separaten Verwaltungs- oder Arbeitsgerichte wie in Deutschland. Die Gerichte gliedern sich unterhalb des Obersten Gerichtshofes in acht Ober- (kōtō-), 50 Bezirks- (chihō-) und über 400 einfache Gerichte (kan’i-saibansho), daneben existieren 50 Familiengerichte (katei-saibansho).

### Recht
Die japanische Rechtsgeschichte lässt sich im Wesentlichen in zwei Rezeptionsphasen einteilen. Im 7. Jahrhundert n. Chr. übernahm Japan mit dem Ritsuryō die Rechtsordnung Chinas auf den Gebieten des Staats- und Verwaltungsrechts. Diese Ordnung war durch mündliche Rechtssätze gekennzeichnet, in der es aber keine Gerichte und juristische Berufe im heutigen Sinne gab. Nachdem Japan zur Aufgabe seiner Abschottung gezwungen wurde, übernahm der Staat 1898 große Teile des ersten Entwurfes des deutschen Bürgerlichen Gesetzbuchs. Das galt vor allem für das Schuldrecht und das Sachenrecht, während im Familienrecht und Erbrecht stärker japanische Eigenheiten Einfluss fanden. Dem japanischen BGB wurde, dem deutschen BGB entsprechend, das Pandektensystem zugrunde gelegt. Allerdings wurden auch Anleihen beim französischen Recht, insbesondere durch die Beratungen durch Gustave Boissonade, gemacht. Die Einführung einer westlichen Rechtsordnung stellte einen enormen Bruch mit der bisherigen Rechtstradition in Japan dar. Wie tief der Bruch war, zeigt sich z. B. darin, dass eine Vorstellung von persönlichen Rechten und Rechtsansprüchen bisher der japanischen Gesellschaft fremd war. Nach dem Zweiten Weltkrieg übte auch das US-amerikanische Recht einen Einfluss aus.
Die Todesstrafe ist in Japan eine im Strafrecht vorgesehene Strafe. Umfragen belegen, dass es hierzu eine überwältigende Befürwortung in der japanischen Gesellschaft gibt. Laut einer Studie von 1999 sprachen sich 79,3 % für die Todesstrafe aus; sie erfährt aber auch Kritik. Im Dezember 2006 wurden mindestens vier Gefangene durch den Strang hingerichtet. Die Hinrichtungen erfolgen heimlich, unabhängige Beobachter sind dabei nicht zugelassen. Auch Angehörige und Anwälte werden vor der Hinrichtung nicht informiert. Berufungsprozesse dauern zwischen 10 und 16 Jahren; es gibt jedoch auch Gefangene, die seit den 1960er Jahren auf die Vollstreckung ihrer Todesstrafe warten. Laut Amnesty International saßen im Juli 2006 mindestens 87 zum Tode verurteilte Gefangene in japanischen Gefängnissen ein. Seit 2009 werden Strafprozesse, bei denen in Japan auch die Todesstrafe verhängt werden kann, bei bestimmten schweren Verbrechen als Schöffenprozesse geführt. Zu den Bedenken, in Japan herrsche eine Geiseljustiz siehe Hitojichi shihō.

### Parteien
Japan besitzt in der Nachkriegszeit ein pluralistisches Mehrparteiensystem mit einer dominanten Partei, der seit ihrer Gründung 1955 mit bisher nur zwei Unterbrechungen (1993–1994 und 2009–2012) dauerregierenden Liberaldemokratischen Partei (LDP).
In den 1990er Jahren wurde das Parteiensystem umgewälzt, als einerseits viele LDP-Mitglieder die Partei verließen und neue Parteien gründeten und andererseits die bis dahin noch größte Oppositionspartei, die Sozialistische Partei Japans (SPJ), weiter an Boden verlor und dann während einer (anfangs noch Großen) Koalition mit der LDP zur Kleinpartei schrumpfte. Nach zahlreichen Parteiumbildungen wurde die Demokratische Partei zum Sammelbecken der Opposition. 2009 gelang es ihr schließlich, die Unterhausmehrheit und die Regierungsführung zu übernehmen, sie verlor aber rasch an Popularität und schon 2010 die Oberhausmehrheit. 2012 wurde sie in einem Erdrutsch wieder abgewählt. Schon während und nach ihrer Regierungszeit verließen zahlreiche Abgeordnete die Partei, später folgten Parteispaltungen und -vereinigungen.
Die größte Oppositionspartei ist (Stand: September 2020) die linksliberale Konstitutionell-Demokratische Partei und die konservativere Demokratische Volkspartei. Weitere während des Zerfalls der Demokratischen Partei entstandene Oppositionsparteien sind die konservativere Demokratische Volkspartei, die wirtschaftsliberalere Kibō no Tō („Partei der Hoffnung“) und die nationalkonservativ-regionalistische Nippon Ishin no Kai, in denen ehemalige Demokraten und Liberaldemokraten versammelt sind. Daneben existierte von 2012 bis 2019 Ichirō Ozawas Liberale Partei (ehemals Nippon Mirai no Tō und Seikatsu no Tō), die mit den Sozialdemokraten kooperierte. Daneben existieren drei einigermaßen kontinuierlich existierende Parteien, zwei größere, die Kommunistische Partei Japans (KPJ), die durchgehend in Opposition war, und die Kōmeitō, der politische Arm der buddhistischen Organisation Sōka Gakkai, der seit 1999 zur Regierungskoalition der LDP gehört, sowie die inzwischen sehr kleine Sozialdemokratische Partei (SDP), der Nachfolger der SPJ.
Die gegenwärtig im Parlament vertretenen Parteien sind:
- die Liberaldemokratische Partei (自由民主党, Jiyū Minshutō, LDP),
- die Konstitutionell-Demokratische Partei (立憲民主党, Rikken Minshutō, KDP, engl. The Constitutional Democratic Party of Japan, CDP),
- die Kōmeitō (公明党, Kōmeitō, „Gerechtigkeitspartei“),
- die Kommunistische Partei Japans (日本共産党, Nihon Kyōsantō, KPJ),
- die Nippon Ishin no Kai (日本維新の会, „Versammlung für die Erneuerung/Restauration Japans“),
- die Demokratische Volkspartei (国民民主党, Kokumin Minshutō, DVP, engl. Democratic Party For the People; DPFP),
- die Sozialdemokratische Partei (社会民主党, Shakai Minshutō, SDP),
- die Reiwa Shinsengumi (れいわ新選組)
- die NHK kara Kokumin o Mamoru Tō (NHKから国民を守る党, „Partei zum Schutz der Bürger vor der NHK“),
- die Partei der Hoffnung (希望の党, Kibō no Tō),
- die Okinawa Shakai Taishūtō (沖縄社会大衆党, „Sozialistische Massenpartei Okinawa“)
- das Team Shiga (チーム滋賀).

Die staatliche Parteienfinanzierung in Japan gehört zu den höchsten der Welt. Nach dem Gesetz zur Parteienfinanzierung von 1994 erhalten die Parteien staatliche Zuschüsse in Höhe von 250 Yen pro Einwohner (nach der jeweils aktuellen Volkszählung) unabhängig von der Wahlbeteiligung. Die Verteilung richtet sich nach der Anzahl ihrer Abgeordneten im Parlament, geteilt durch die Gesamtzahl in beiden Häusern zusammen, und nach ihren Stimmenanteilen bei Unterhaus- und Oberhauswahlen. Letztere werden nach folgendem Schlüssel gewichtet:
- die Direktwahlstimmen der letzten Unterhauswahlen zu einem Viertel,
- die Verhältniswahlstimmen der letzten Unterhauswahlen zu einem Viertel,
- die Direktwahlstimmen der letzten beiden Oberhauswahlen zu je einem Achtel,
- die Verhältniswahlstimmen der letzten beiden Oberhauswahlen zu je einem Achtel.[63]

Jährlich werden vom Staat insgesamt etwa 32 Milliarden Yen (2010 rund 280 Millionen Euro) an die Parteien ausgezahlt. Stichtag für die Bemessung der jährlichen Parteienfinanzierung ist in der Regel der 1. Januar.

### Verfassung
Die geltende japanische Verfassung wurde am 3. November 1946 verkündet und trat am 3. Mai 1947 in Kraft. In ihr verpflichtet sich das japanische Volk den Idealen des Friedens und der demokratischen Ordnung. Die Verfassung wurde von der damaligen amerikanischen Besatzungsregierung unter General Douglas MacArthur entworfen und vom japanischen Parlament beraten und angenommen. Sie ist seitdem nicht geändert worden. Eine Änderung würde die Zustimmung von zwei Dritteln der Abgeordneten in beiden Kammern des Parlaments und des Volkes in einem Referendum voraussetzen.
In der Verfassung wird in Artikel 9 Absatz 1 Krieg als souveränes Recht abgelehnt, auch die Androhung militärischer Gewalt als Mittel zur internationalen Konfliktlösung ist verboten. Absatz 2 besitzt besondere Brisanz, da er Japan untersagt, ein Militär zu unterhalten. Die japanischen Selbstverteidigungsstreitkräfte und insbesondere deren Auslandseinsätze im Irak und im Indischen Ozean zur Unterstützung der NATO-Operationen in Afghanistan sind daher sehr umstritten.
Ein Verfassungsänderungsentwurf der LDP sieht eine Änderung von Artikel 9 vor. Es wird ausdrücklich betont, dass das Militär weiterhin nur der Selbstverteidigung dienen soll, aber auch der Sicherung internationalen Friedens und Sicherheit. Außerdem erklärt der Entwurf den Tennō zum Staatsoberhaupt. Weiterhin wird die Unverletzlichkeit der Menschenrechte betont. Der Entwurf der Neufassung enthält noch einige weitere, bisher nicht aufgeführte individuelle Rechte u. a. der respektvolle Umgang mit Behinderten und Opfern von Straftaten sowie Schutz persönlicher Daten. 

### Politische Indizes
| Name des Index                     | Indexwert    | Weltweiter Rang | Interpretationshilfe | Jahr |
| ---------------------------------- | ------------ | --------------- | --- | ---- |
| Fragile States Index               | 30,2 von 120 | 160 von 179     | Stabilität des Landes: sehr stabil 0 = sehr nachhaltig / 120 = sehr alarmierend Rang: 1 = fragilstes Land / 179 = stabilstes Land | 2024 |
| Demokratieindex                    | 8,48 von 10  | 16 von 167      | Vollständige Demokratie 0 = autoritäres Regime / 10 = vollständige Demokratie                                                     | 2024 |
| Freedom in the World Index         | 96 von 100   | —               | Freiheitsstatus: frei 0 = unfrei / 100 = frei                                                                                     | 2024 |
| Rangliste der Pressefreiheit       | 62,1 von 100 | 70 von 180      | Erkennbare Probleme für die Pressefreiheit 100 = gute Lage / 0 = sehr ernste Lage                                                 | 2024 |
| Korruptionswahrnehmungsindex (CPI) | 71 von 100   | 20 von 181      | 0 = sehr korrupt / 100 = sehr sauber                                                                                              | 2024 |

### Innenpolitik
Seit 2012 stellen Liberaldemokratische Partei (LDP) und Kōmeitō die Regierung. Im zuletzt im Oktober 2017 neu gewählten Unterhaus verfügen sie seit 2012 über eine Zweidrittelmehrheit, seit der Wahl 2013 auch über eine Mehrheit im Oberhaus. Dem amtierenden Kabinett gehören neben Premierminister Yoshihide Suga unter anderem Tarō Asō als Vizepremier- und Finanzminister, Toshimitsu Motegi als Außenminister und Katsunobu Katō als Chefkabinettssekretär an. Seit der Sangiin-Wahl 2019 verfügt die LDP nicht mehr eine absolute Mehrheit in beiden Kammern des Nationalparlaments, ist also bezüglich der Gesetzgebung rechnerisch wieder auf einen Koalitionspartner angewiesen.
Sugas Regierung will Shinzō Abes Wirtschaftspolitik einer expansiven Geldpolitik, erhöhten staatlichen Investitionen und der Ankündigung von Strukturreformen (die „drei Pfeile“ der „Abenomics“) weiterführen. Sicherheitspolitisch stärkte Abes Regierung 2014 den Sicherheitsrat nach US-Vorbild, lockerte die bisherigen, restriktiven Richtlinien für militärische Exporte und hat eine beschlossene Ausweitung der Interpretation von Artikel 9 der Verfassung auf kollektive Verteidigung gesetzlich verankert.
Im September 2018 fand turnusgemäß die Wahl des LDP-Vorsitzenden statt, bei der sich Amtsinhaber Shinzō Abe deutlich gegen den ehemaligen Verteidigungsminister Shigeru Ishiba durchsetzen konnte. 2019 fanden zahlreiche Präfektur- und Kommunalwahlen statt, viele bei den einheitlichen Regionalwahlen im April. Im gleichen Jahr fand mit der Oberhauswahl im Sommer 2019 eine nationale Parlamentswahl statt. Bei der infolge von Abes Rücktritt abgehaltenen Wahl des LDP-Vorsitzenden im September 2020 setzte sich der damalige Chefkabinettssekretär Yoshihide Suga gegen Fumio Kishida und Shigeru Ishiba durch.
Die größte Oppositionspartei auf Nationalebene ist nach der mehrfachen Spaltung der Demokratischen Partei und ihrer Nachfolger derzeit die Konstitutionell-Demokratische Partei von Yukio Edano.

### Außenpolitik

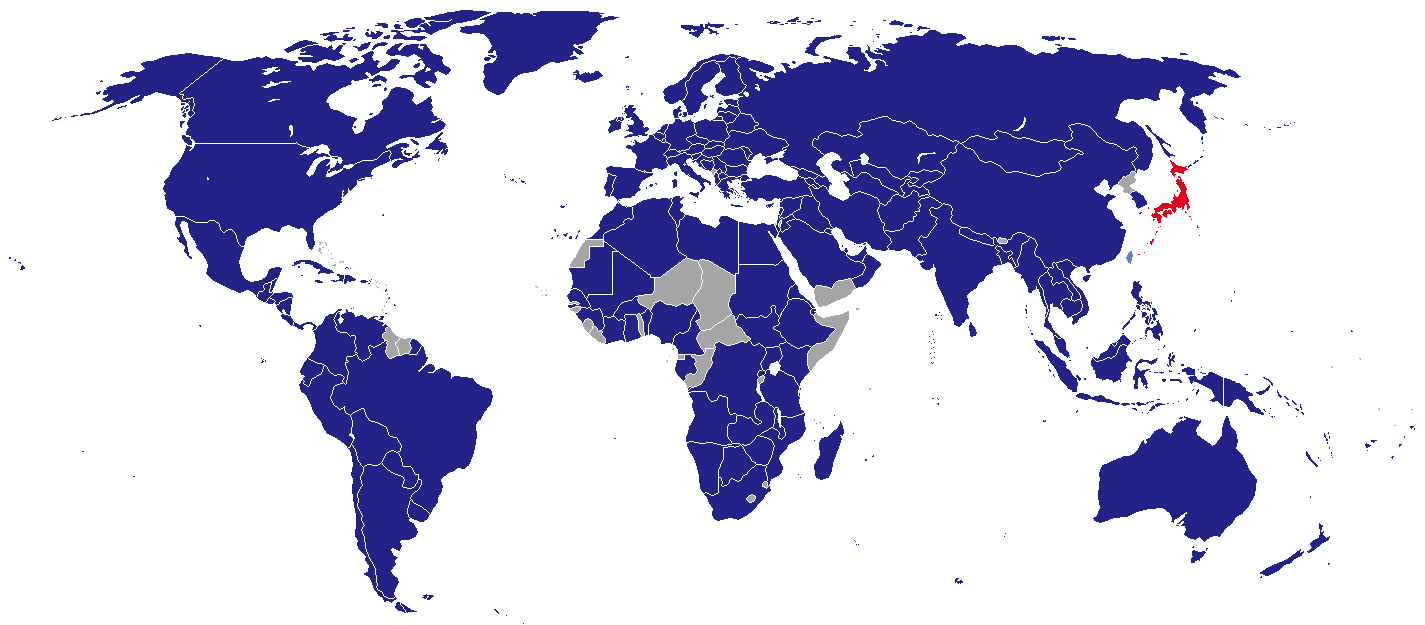
Länder mit japanischen Botschaften

Die Hauptpunkte von Japans Außenpolitik nach dem Zweiten Weltkrieg sind eine feste Bindung an die Vereinigten Staaten, Scheckbuchdiplomatie und ein in der Verfassung festgeschriebener Verzicht auf militärische Aggression.
Die nördlich von Japan liegenden Kurilen und der südliche Teil der Insel Sachalin (die ehemalige Präfektur (-chō) Karafuto) gehören de facto seit 1945 zur Sowjetunion (ab 1991 dem Nachfolgestaat Russland), nachdem Japan im Friedensvertrag von San Francisco auf die Gebiete verzichtet hatte, auch wenn die Sowjetunion den Vertrag nicht unterzeichnet hat. Die der Insel Hokkaidō am nächsten vorgelagerten Südkurilen werden jedoch von Japan nicht als Teil der abgetretenen Kurilen betrachtet und als „Nördliche Territorien“ als Teil der Präfektur Hokkaidō beansprucht. Dieser Kurilenkonflikt ist ein andauerndes Problem in den japanisch-russischen Beziehungen und ein Hindernis für einen Friedensvertrag.
Die kleine Inselgruppe der Liancourt-Inseln befindet sich im Besitz von Südkorea wird aber von Japan beansprucht, nachdem sie während der Zeit des japanischen Imperialismus etwa 40 Jahre lang zu Japan gehörten. Im Frühling 2005 wurde ein Takeshima-Tag in der Präfektur Shimane eingeführt.
Besitzansprüche hat Japan neben der Republik China und der Volksrepublik China auch auf die Senkaku-Inseln (chin. Diaoyu). In der Nähe der Inseln werden Rohstoffe vermutet.
Die Beziehungen zu vielen asiatischen Staaten – insbesondere zur Volksrepublik China, Südkorea und Nordkorea – sind vor allem wegen einer verpassten Aufarbeitung der imperialistischen Geschichte in der ersten Hälfte des 20. Jahrhunderts weiterhin angespannt. Die enge ökonomische Verflechtung und das Weltinteresse an einem Frieden in der Region machen kriegerische Konflikte jedoch unwahrscheinlich; stattdessen flammen immer wieder politische Krisen auf.
Gemäß der Verfassung hielt sich Japan lange Zeit aus sämtlichen internationalen bewaffneten Konflikten heraus und forcierte stattdessen eine auf Freihandel ausgerichtete multilaterale Handelspolitik. Erste militärische Auslandseinsätze führte Japan in den frühen 1990er Jahren mit Minenräumern im Persischen Golf für die Koalition im Zweiten Golfkrieg und durch die Teilnahme an UN-Missionen beginnend mit UNTAC in Kambodscha. 1992 verabschiedete das Parlament als Grundlage für die Teilnahme an friedenserhaltenden Missionen (PKO) das PKO-Kooperationsgesetz (PKO協力法, pī-kei-ō-kyōryoku-hō), das angesichts der damaligen Oppositionsmehrheit im Senat (Nejire Kokkai, in diesem Zusammenhang auch PKO Kokkai, PKO国会) zwischen den regierenden Liberaldemokraten und Teilen der Opposition (insbesondere Demokratische Sozialisten und Kōmeitō), aber gegen den entschiedenen Widerstand der Sozialisten, damals größte Oppositionspartei, und der Kommunisten verhandelt wurde. In der Folge des Kambodscha-Einsatzes hat sich die grundsätzliche Haltung der japanischen Öffentlichkeit zu Auslandseinsätzen verschoben, so ist die Teilnahme an friedenserhaltenden UN-Missionen inzwischen weitgehend akzeptiert, und wurde später auch von der Mehrheit der Sozialisten mitgetragen, als diese ab 1993 an mehreren Regierungen beteiligt waren.
Gesellschaftlich umstritten bleibt dagegen die Beteiligung an Einsätzen in aktiven Konfliktgebieten, etwa im Rahmen des Bündnisses: Im Januar 2004 beschloss das Kabinett aufgrund des 2001 vom Parlament verabschiedeten Antiterrorismusgesetzes und des 2003 verabschiedeten Irak-Wiederaufbaugesetzes die Entsendung japanischer Soldaten in einen de facto aktiven Konflikt, nämlich als Teil der Koalition der Willigen nach dem Dritten Golfkrieg in den Irak, allerdings nach Regierungsinterpretation ausdrücklich in „kein Kampfgebiet“ (hi-sentō chiiki, 非戦闘地域); einen Einsatz in einem Kampfgebiet verbietet das Gesetz. Während der damalige liberaldemokratische Ministerpräsident Jun’ichirō Koizumi darin einen Beweis für die engen freundschaftlichen Beziehungen zu den Vereinigten Staaten sah, betrachten viele Japaner das als Verfassungsbruch. Allerdings waren diese Soldaten verfassungsgemäß unbewaffnet und wurden nur für den Wiederaufbau der Infrastruktur eingesetzt. Im Juni 2006 erklärte Koizumi den Einsatz für abgeschlossen, daraufhin begannen die Truppen am 25. Juni ihren Abzug aus dem Irak.
An der Operation Enduring Freedom beteiligte sich Japan ab 2001 indirekt mit einer Betankungsmission im Indischen Ozean, die erstmals 2007 für einige Monate unterbrochen werden musste, als die oppositionelle Senatsmehrheit unter Führung der Demokratischen Partei eine rechtzeitige Verlängerung des Antiterrorismusgesetzes verhinderte, dann aber auf Grundlage eines neuen Antiterrorismusgesetzes zunächst wieder aufgenommen wurde. Im Januar 2010 wurde die Mission unter der von den Demokraten geführten Regierung beendet, als auch die zeitlich befristete Neuauflage des Antiterrorismusgesetzes auslief.
Die Beziehung zwischen der Europäischen Union und Japan basiert auf einer politischen Erklärung von 1991, die Prinzipien und Ziele der Zusammenarbeit benennt. Die Erklärung wurde durch einen „EU-Japan Aktionsplan“ im Jahr 2001 erweitert. Er formt die Basis für eine verstärkte Kooperation in Bereichen der Außenpolitik, der Wirtschaft, des monetären und finanziellen Systems, der Entwicklungshilfe sowie der Kommunikationstechnologie.
Die EU und Japan sind wichtige Handelspartner füreinander. Gemeinsam generieren sie 40 Prozent des weltweiten Bruttonationaleinkommens.
Am 6. Juli 2017 einigten sich EU-Ratspräsident Donald Tusk und EU-Kommissionspräsident Jean-Claude Juncker mit dem japanischen Ministerpräsidenten Shinzo Abe, mit JEFTA das geplante bisher größte bilaterale Freihandels- und Investitionsschutzabkommen der EU abzuschließen. Es trat am 1. Februar 2019 in Kraft.
Zwischen Japan und der EU herrscht eine große Übereinstimmung bei Hauptthemen wie dem Klimaschutz und der Sicherheitspolitik. Neben der Terrorismusbekämpfung ist die Nichtverbreitung von Massenvernichtungswaffen ein wichtiges Thema. Gemeinsam appellieren sie an Nordkorea sein Atomprogramm einzustellen. Im Bereich des Klimaschutzes wollen Japan und die EU eine Vorreiterrolle bei der Ausarbeitung eines Nachfolgekonzepts für das Kyoto-Protokoll einnehmen und die CO2-Emissionen bis Mitte des Jahrhunderts um 50 Prozent reduzieren.
Seit 2014 hat das Land zudem Beobachterstatus in der Gemeinschaft der Portugiesischsprachigen Länder (CPLP). Hintergrund sind die historischen japanisch-portugiesischen Beziehungen und die Brasilianisch-japanischen Beziehungen, insbesondere die gegenseitige brasilianisch-japanische Auswanderung.
Japan steht seit 1989 auf der Liste der Major non-NATO allies und gehört damit zu den engsten diplomatischen, militärischen und strategischen Partnern der USA außerhalb der NATO. Ein Vorstoß, ein festes NATO-Verbindungsbüro in Japan einzurichten, wurde 2023 unter chinesischen Protesten von Frankreich blockiert.
| UN-System                                     | UN-System     | Globale Organisationen                    | Globale Organisationen | Regionale Organisationen                       | Regionale Organisationen |
| Organisation                                  | Beitrittsjahr | Organisation                              | Beitrittsjahr          | Organisation                                   | Beitrittsjahr            |
| --------------------------------------------- | ------------- | ----------------------------------------- | ---------------------- | ---------------------------------------------- | ------------------------ |
| Vereinte Nationen                             | 1956          | Welthandelsorganisation                   | 1995                   | APEC                                           | 1989                     |
| Weltbank/IBRD (7,86 % Anteil)                 | 1952          | OECD                                      | 1964                   | Europarat (Beobachter)                         | 1996                     |
| Internationaler Währungsfonds (6,12 % Anteil) | 1952          | Gruppe der Sieben                         | 1975                   | Asiatische Entwicklungsbank                    | 1966                     |
| UNESCO                                        | 1951          | Interpol                                  | 1952                   | Afrikanische Entwicklungsbank (Nicht-regional) | 1983                     |
| Ernährungs- und Landwirtschaftsorganisation   | 1951          | Internationaler Strafgerichtshof          | 2007                   | ASEAN Plus Three/East Asia Summit              | 1997/2005                |
| Internationale Seeschifffahrts-Organisation   | 1958          | Internationale Organisation für Migration | 1993                   | Asia Cooperation Dialogue                      | 2002                     |

### Militär

Flagge der Selbstverteidigungsstreitkräfte

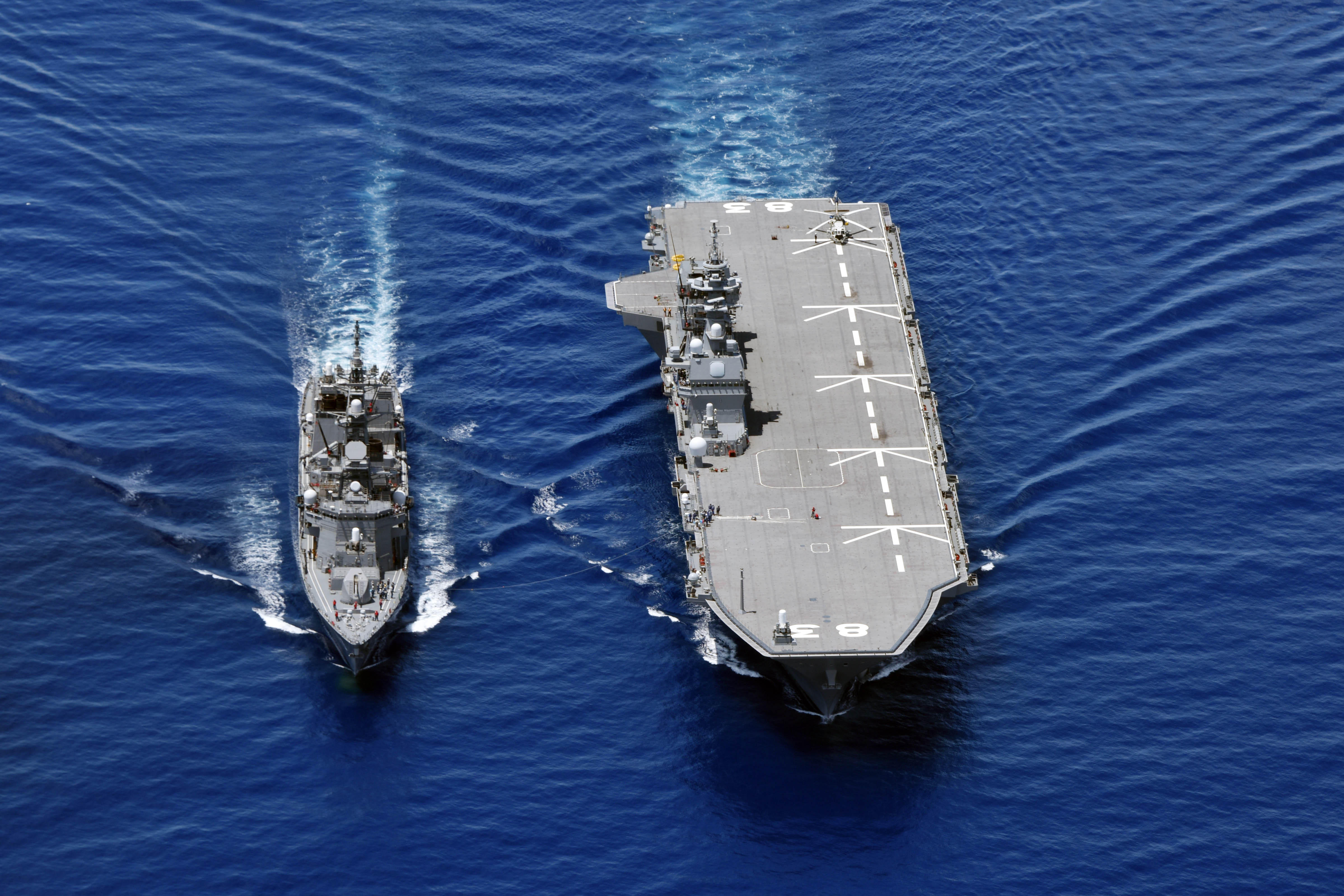
Schiffe der JMSDF: Ein U-Jagdzerstörer der Takanami-Klasse (links) mit dem Hubschrauberträger Izumo

Im Artikel 9 der japanischen Verfassung verzichtet Japan auf das Recht souveräner Staaten zur Kriegsführung, auch einer defensiven. Diese Klausel ist in der Welt einmalig, sie wurde nach der Niederlage Japans im Zweiten Weltkrieg aufgenommen, um eine erneute militaristische Aggression zu verhindern. Die Interpretation von Artikel 9 wurde dabei jedoch schrittweise ausgeweitet: in den 1950er Jahren für die Wiederbewaffnung, in den 1990er Jahren auf die Teilnahme an Auslandseinsätzen, im 21. Jahrhundert auf den Erwerb bestimmter militärischer Ausrüstung (etwa Hubschrauberträger), die als Offensivwaffen – und damit als Verstoß gegen das von Artikel 9 formulierte Verbot von Kriegspotential (senryoku) – betrachtet werden könnten, und Teilaspekte von kollektiver Verteidigung, wobei das Legislativbüro des Kabinetts bereits 2001 feststellte, dass die kollektive Verteidigung als solche nicht durch die Verfassung gedeckt ist. Bereits seit der Verabschiedung der japanischen Verfassung wurden verschiedene Änderungen diskutiert, insbesondere von Artikel 9. Vor dem Hintergrund der wachsenden militärischen Macht der Volksrepublik China beschloss die rechtskonservative Regierung unter Premierminister Shinzō Abe im Juli 2014 eine Neuinterpretation der Verfassung und damit die Einführung einer neuen Militärdoktrin. Nach einer erfolgreichen Parlamentsabstimmung im September 2015 darf Japan fortan das Recht zur „kollektiven Selbstverteidigung“ anwenden und in Konflikten an der Seite von Verbündeten kämpfen, selbst wenn es nicht direkt angegriffen wird. Die Änderung war trotz heftiger Proteste in der Bevölkerung und gegen massiven Widerstand der Opposition zustande gekommen.
Während der Besatzungszeit wurde eine Polizeireserve gebildet, als in der ehemaligen Kolonie der Koreakrieg ausbrach und viele der in Japan stationierten US-Truppen dorthin abzogen. Mit der Souveränität 1953 wurde aus dieser Polizeireserve ein Jahr später die Japanischen Selbstverteidigungsstreitkräfte (JSDF; englisch für jieitai, „Selbstverteidigungskräfte“) gegründet, aufgeteilt in Land-, See- und Lufttruppen. Es wird dabei in der Bezeichnung grundsätzlich auf das Wort gun (軍, „Armee“, „Streitkräfte“; explizit von Artikel 9 untersagt) verzichtet – im Gegensatz zu rikugun („Landstreitkräfte“=Heer/Armee) und kaigun („Meeresstreitkräfte“=Marine) des Kaiserreichs. Gleichzeitig mit dem Friedensvertrag wurde eine militärische Allianz mit dem ehemaligen Kriegsgegner, den Vereinigten Staaten geschlossen, die 1960 trotz einer Protestwelle von linken Parteien, Studenten und Gewerkschaften in Form des Vertrags über gegenseitige Kooperation und Sicherheit neu aufgelegt wurde und sich seither automatisch verlängert, solange sie nicht gekündigt wird. 2007 unterzeichnete Japan mit Australien als zweitem Land überhaupt ein Sicherheitsabkommen. Beide Länder wollen ihre Zusammenarbeit bei der Grenzkontrolle, beim Kampf gegen den Terrorismus und bei der Katastrophenhilfe intensivieren. Auch gemeinsame Militärmanöver und nachrichtendienstliche Zusammenarbeit sind geplant. Eine von Washington erwünschte direkte Sicherheitszusammenarbeit mit dem neben Japan wichtigsten US-Verbündeten in Ostasien, der Republik Korea, scheiterte bisher am mangelnden Verantwortungsbewusstsein Japans für die eigene Geschichte, dem Territorialstreit und den dadurch angefachten nationalistischen Gefühlen in Korea: So verhinderte öffentlicher Protest in Korea 2012 die Unterzeichnung eines ersten bilateralen Sicherheitsabkommens zum Informationsaustausch. Eine zum Jahreswechsel 2014/15 tatsächlich geschlossene Vereinbarung über den Austausch von nachrichtendienstlichen Informationen über die Demokratische Volksrepublik Korea sieht erneut keine direkte bilaterale Zusammenarbeit vor, nur den indirekten Austausch über US-Dienste. An der regelmäßigen US-japanischen Übung Keen Sword nahmen die Streitkräfte der Republik Korea 2010 erstmals als Beobachter teil.
Seit dem Jahr 2024 besteht mit den Philippinen ein Verteidigungspakt.
In Japan herrscht keine Wehrpflicht. Japan gab 2017 knapp 0,9 % seiner Wirtschaftsleistung oder 45,4 Mrd. Dollar für seine Streitkräfte aus und lag damit weltweit auf Platz 8. Auf 1 % der Wirtschaftsleistung wurden der maximale Anteil der Militärausgaben 1976 per Kabinettsbeschluss festgelegt; diese Obergrenze wurde bereits nach dem Ende der Koalitionsregierung 1986 unter Yasuhiro Nakasone formal abgeschafft, aber auch dann nur symbolisch um einen Bruchteil (zunächst auf 1,007 %) und lange nicht wesentlich überschritten. 2017 erklärte Shinzō Abe die 1-%-Begrenzung (abermals) für aufgegeben. An der militärischen Präsenz der Vereinigten Staaten beteiligt sich Japan daneben auf Grundlage des SOFA von 1960 mit dem Omoiyari Yosan (思いやり予算; „Sympathiehaushalt“) von zurzeit jährlich über 200 Mrd. Yen (entspricht ca. 1,4 Mrd. Euro).
Erst nach Beginn des Krieges in der Ukraine übersteigt der Verteidigungshaushalt die 1-%-Marke substantiell. Ende des Jahres 2022 verabschiedete Japan eine „neue nationale Sicherheitsstrategie“, in der sie die Volksrepublik China erstmals als „beispiellose und größte strategische Herausforderung“ einstuft. In der neuen Verteidigungsstrategie beschließt Japan auch, den Grundsatz aufzugeben, über keine Offensivwaffen zu verfügen, die China oder Nordkorea erreichen können. Das von den Vereinigten Staaten vorgegebene Ziel von Verteidigungsausgaben in Höhe von 2 % des BIP soll nach Planungen aus dem Jahr 2022 bis 2027 erreicht werden. Im Haushaltsentwurf für das Fiskaljahr 2023 (April 2023–März 2024) betrugen die veranschlagten Verteidigungsausgaben geschätzt rund 1,2 % des BIP.
Japan lag 2018 auf Platz 111 von 155 Ländern im Globalen Militarisierungsindex (GMI). Gemäß dem Ranking von Global Firepower (2022) besitzt das Land die fünftstärkste militärische Kapazität weltweit und die drittstärkste in Asien.
Bisherige Auslandseinsätze der Selbstverteidigungskräfte waren und sind:
- unterstützende Missionen
  - 1991 mit Minenräumern im Persischen Golf für die Koalition im Golfkrieg
  - 2001–2007 und 2008–2010 mit Betankungsschiffen im Indischen Ozean für die Operation Enduring Freedom in Afghanistan
  - 2004–2008 mit Luft- und Bodenkräften vor allem für den Wiederaufbau im Süden des Irak für die Koalition im Golfkrieg
- zum Schutz gegen Piraterie zur See
  - seit 2009 vor Somalia
- im Rahmen von friedenserhaltenden Missionen der Vereinten Nationen
  - 1992–1993 UNTAC in Kambodscha
  - 1993–1995 ONUMUZ in Mosambik
  - 1996–2013 UNDOF auf den Golan-Höhen (Syrien/Israel)
  - 2002–2004 UNTAET/UNMISET in Osttimor
  - 2007–2011 UNMIN in Nepal
  - 2008–2011 UNMIS im Sudan
  - 2010–2012 UNMIT in Osttimor
  - 2010–2013 MINUSTAH in Haiti
  - seit 2011 UNMISS im Südsudan
- im Rahmen von sonstigen friedenserhaltenden Missionen
  - seit 2019 MFO im Sinai (Ägypten/Israel)
- mehrere kurzfristige Einsätze zur Katastrophen- und Flüchtlingshilfe

Von Seiten der Volksrepublik China wird häufig der Vorwurf hervorgebracht, dass in Japan ein neuer Militarismus im Entstehen begriffen ist. Historisch sind diese Ängste dadurch begründet, dass China im Zweiten Japanisch-Chinesischen Krieg großes Leid (geschätzte 18 Millionen zivile Opfer) zu beklagen hatte. Japan hat jedoch seit dem Zweiten Weltkrieg keine militärische Aggression gezeigt und ist ein aktiver Fürsprecher der atomaren Abrüstung, während China mehrere Konflikte mit seinen Nachbarn verursacht hat (im Zuge des Tibetaufstand 1959, Indisch-Chinesischer Grenzkrieg 1962, Zwischenfall am Ussuri 1969, Chinesisch-Vietnamesischer Krieg 1979).
- Tatsächlich sehen militärische Bedrohungsszenarien in Japan in erster Linie eine Landung chinesischer Truppen an der Küste. Im Jahr 2005 wurde ein weiteres Konfliktgebiet deutlich, als Japan zum ersten Mal den Schutz Taiwans als Teil seiner Interessen definierte.
- Ein zweites Bedrohungsszenario bietet Nordkorea, das bereits mehrfach Raketen über japanisches Territorium gefeuert hat und die Weltöffentlichkeit im Jahr 2005 mit der Behauptung überrascht hat, Atomwaffen zu besitzen. Im Oktober 2006 versuchte die nordkoreanische Regierung, diese Behauptung mit einem Atombombentest zu belegen. Ob es sich bei der registrierten Erschütterung wirklich um die Explosion einer Atomwaffe handelte, ist jedoch unklar. Aufgrund dieser Bedrohung arbeitet Japan eng mit den Vereinigten Staaten an der Entwicklung eines gemeinsamen Raketenabwehrschilds.
- Das dritte Bedrohungsszenario ist ein terroristischer Anschlag, wie der Anschlag auf die Tokioter U-Bahn durch die Ōmu-Shinrikyō-Sekte im Jahr 1995 gezeigt hat. Durch das Engagement im Irak bestehen Befürchtungen, dass Japan auch Ziel islamistischer Gruppierungen werden könnte, entsprechende Hinweise hat es bereits gegeben.

Japans damaliger Ministerpräsident Koizumi bekräftigte am 6. August 2006, dass sein Land die Anti-Atom-Politik fortsetzen werde. Mit Gebeten, Kranzniederlegungen und Aufrufen zu einer nuklearwaffenfreien Welt haben in Hiroshima Menschen der Opfer des ersten Atombombenabwurfs 61 Jahre zuvor gedacht.

## Wirtschaft

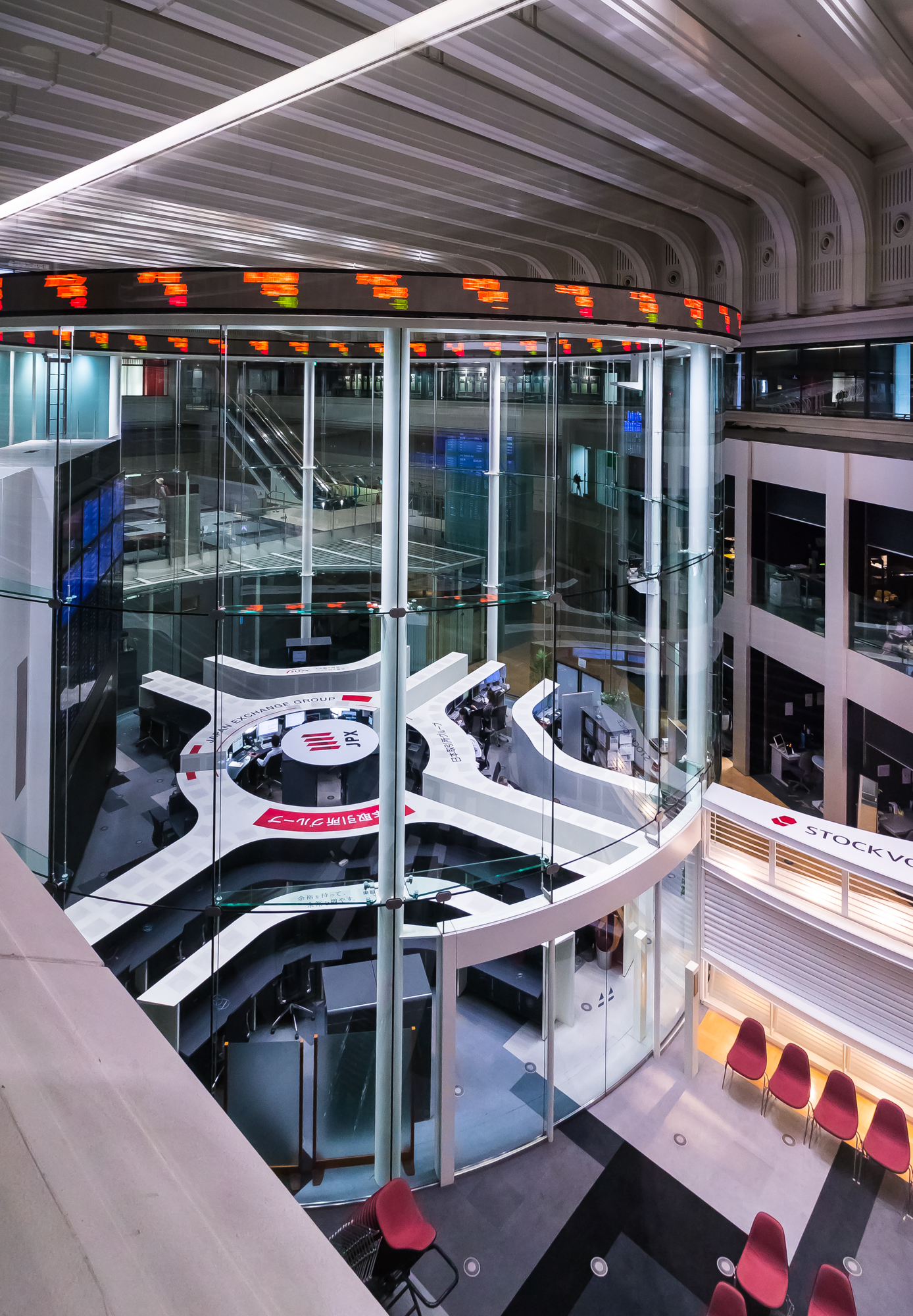
Die Tokioter Börse ist die größte Börse Asiens

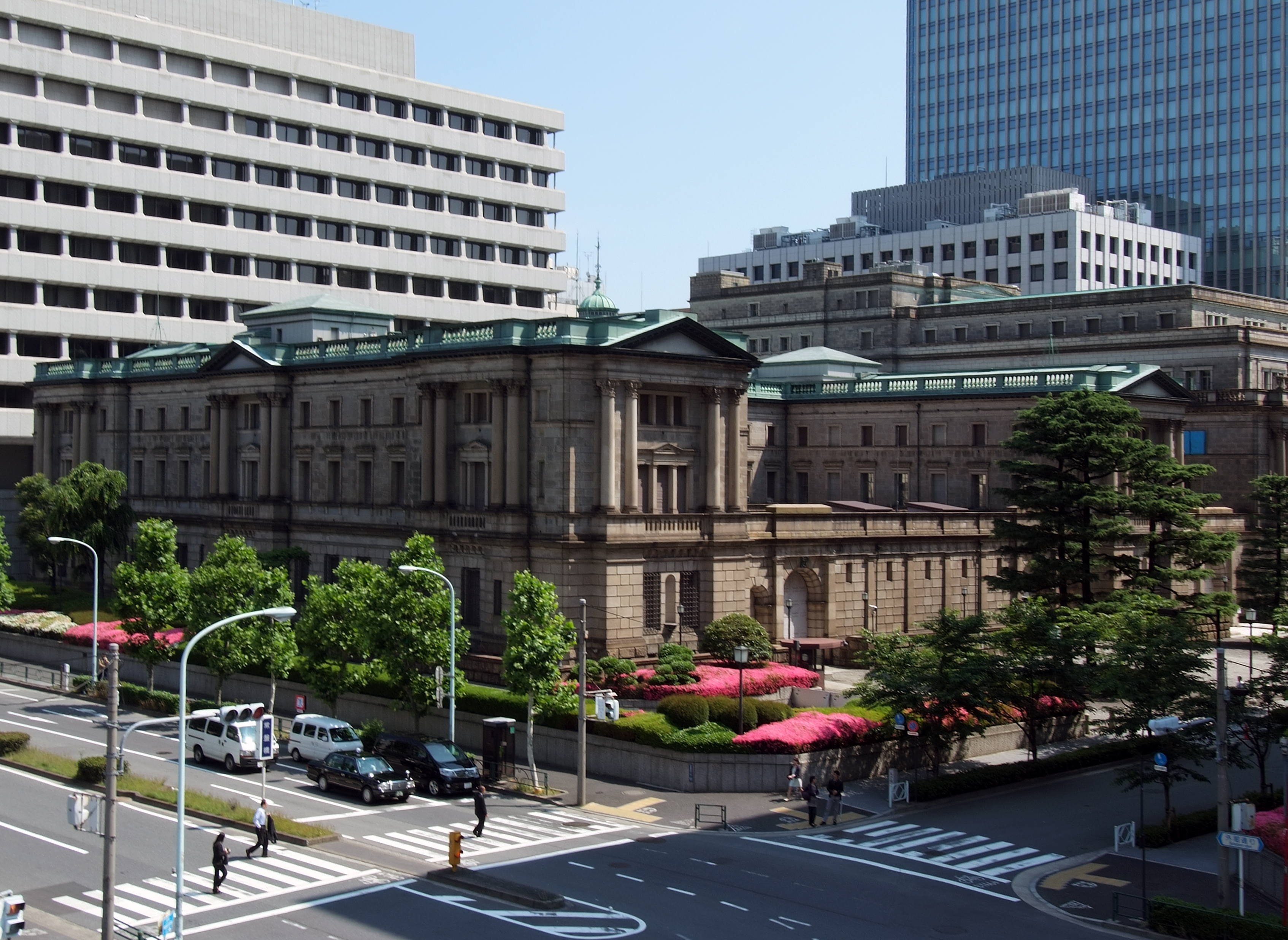
Hauptsitz der Bank of Japan in Chūō-ku, Tokio

Japan hat eine hoch industrialisierte, freie Marktwirtschaft mit einigen Elementen einer gelenkten Wirtschaft. In den Jahren des Wiederaufbaus nach dem Krieg versuchte die Regierung vor allem über das MITI, gezielt in einzelne Bereiche der Wirtschaft einzugreifen. In den letzten Jahren wurde zunehmend dereguliert und privatisiert. Im Global Competitiveness Index, der die Wettbewerbsfähigkeit eines Landes misst, belegt Japan Platz 9 von 137 Ländern (Stand 2017–2018). Im Index für wirtschaftliche Freiheit belegte es im selben Jahr Platz 20.
Der Export im Jahr 2018 betrug 917 Milliarden US-Dollar. Damit liegt Japan auf Platz 4 der Liste der exportstärksten Länder hinter der Volksrepublik China auf Platz 1, den Vereinigten Staaten auf Platz 2 und Deutschland auf Platz 3.
Die Bürger Japans verfügten laut der Schweizer Bank Credit Suisse 2022 über ein Gesamtvermögen von 23 Billionen Dollar, womit Japan hinter den USA und China das drittgrößte nationale Gesamtvermögen besitzt. Sowohl die Einkommens- als auch die Vermögensungleichheit war in Japan weniger ausgeprägt als in den meisten anderen Industriestaaten. In Relation zur Größe der Wirtschaft gibt es in Japan verhältnismäßig wenige Milliardäre und der Gini-Koeffizient Japans ist einer der niedrigsten weltweit.
Eine enge Zusammenarbeit zwischen Staat und Industrie, eine traditionell ausgeprägte Arbeitsdisziplin, die Beherrschung von Spitzentechnologie, ein großes Augenmerk des Staates auf Ausbildung und eine Steigerung der Produktivität durch Automatisierung haben Japan geholfen, binnen kurzer Zeit hinter den Vereinigten Staaten, der EU und der Volksrepublik China die viertgrößte Wirtschaftsmacht der Welt zu werden. Über drei Jahrzehnte hinweg hatte Japan ein rasantes Wirtschaftswachstum zu verzeichnen: ein Durchschnitt von 10 % in den 1960er Jahren, durchschnittlich 5 % in den 1970er Jahren, und 4 % Wirtschaftswachstum in den 1980er Jahren. In den 1990er Jahren brach das Wachstum nach dem Platzen der Bubble Economy ein, Japan geriet in eine Deflationsspirale. Staatliche Versuche zur Wiederbelebung des Wirtschaftswachstums hatten zunächst keinen Erfolg und wurden später während der Jahre 2000 und 2001 durch eine Verlangsamung der amerikanischen und asiatischen Märkte gehemmt.
Das Kabinett von Jun’ichirō Koizumi hat Gesetze zur Privatisierung und Deregulierung erlassen (teilweise vergeblich) und versucht, die schwächelnde japanische Wirtschaft anzuregen. Ein seit den 1990er Jahren zunehmendes Problem Japans ist die Arbeitslosigkeit. Offizielle Statistiken geben sie 2017 mit rund drei Prozent an, was immer noch eine verhältnismäßig niedrige Rate ist. 2015 arbeiteten 2,9 % aller Arbeitskräfte in der Landwirtschaft, 70,9 % im Dienstleistungssektor und 26,2 % in der Industrie. Die Gesamtzahl der Beschäftigten wird für 2017 auf 65 Millionen geschätzt. 51 % der Arbeitskräfte sind weiblich.
2012 wurde Shinzo Abe zum neuen Premierminister Japans gewählt. Abe versprach die japanische Wirtschaft mit radikalen Reformen aus ihrer zwei Jahrzehnte andauernden Stagnation zu befreien. Die Abenomics genannte Strategie bestand aus Deregulierung, Konjunkturprogrammen, die ein hohes Defizit in Kauf nehmen, sowie billigem Geld (Der Leitzins der japanischen Zentralbank war lange Zeit negativ). Zudem wurde der vorher vernachlässigte Tourismus gefördert und das Land für ausländische Investitionen geöffnet. Das Wachstum sollte auf über 3 % gesteigert werden. Die Strategie verbesserte zwar die Stimmung in der japanischen Wirtschaft, konnte das Wachstum bisher jedoch nicht nachhaltig steigern und trieb Japans Staatsverschuldung weiter in die Höhe. Zudem hat Japan seit der Fukushima-Katastrophe eine negative Handelsbilanz sowie höhere Haushaltsdefizite, da es seine Energie jetzt verstärkt importieren musste, was die Lage weiter verkompliziert. 2017 hatte es wieder eine positive Handelsbilanz. Mitte 2018 lag die Arbeitslosenquote bei 2,2 % und war damit auf dem niedrigsten Stand seit den frühen 1990er Jahren.
Das Land führt mehrere Wertpapierbörsen, wovon die Tokioter Börse mit ihrem Leitindex, dem Nikkei 225, die bekannteste ist.

### Wirtschaftskennzahlen
Die wichtigen Wirtschaftskennzahlen Bruttoinlandsprodukt, Inflation, Haushaltssaldo, Außenhandel und Arbeitslosigkeit entwickelten sich in den letzten Kalenderjahren folgendermaßen (Werte mit Fragezeichen sind Schätzungen bzw. Prognosen):
|                          | 2000 | 2001 | 2002 | 2003 | 2004 | 2005 | 2006 | 2007 | 2008 | 2009 | 2010 | 2011 | 2012 | 2013 | 2014 | 2015 | 2016 | 2017 | 2018 | 2019 | 2020 | 2021 | 2022 | 2023 |
| ------------------------ | ---- | ---- | ---- | ---- | ---- | ---- | ---- | ---- | ---- | ---- | ---- | ---- | ---- | ---- | ---- | ---- | ---- | ---- | ---- | ---- | ---- | ---- | ---- | ---- |
| Veränderung in % gg. Vj. | 2,8  | 0,4  | 0,1  | 1,5  | 2,2  | 1,7  | 1,4  | 1,7  | −1,1 | −5,7 | 4,4  | 0,0  | 1,4  | 2,0  | 0,3  | 1,6  | 0,8  | 1,7  | 0,6  | −0,4 | −4,1 | 2,6  | 1,0  | 1,9  |

|                       | 2008    | 2009    | 2010    | 2011    | 2012    | 2013    | 2014    | 2015    | 2016    | 2017    | 2018    | 2019    | 2020    | 2021    | 2022    | 2023    |
| --------------------- | ------- | ------- | ------- | ------- | ------- | ------- | ------- | ------- | ------- | ------- | ------- | ------- | ------- | ------- | ------- | ------- |
| BIP in Mrd. Yen¥      | 527.823 | 494.938 | 505.531 | 497.448 | 500.474 | 508.701 | 518.811 | 538.032 | 544.364 | 553.073 | 556.630 | 557.910 | 539.808 | 552.571 | 559.710 | 591.881 |
| BIP in Mrd. US$       | 5.038   | 5.231   | 5.700   | 6.157   | 6.203   | 5.156   | 4.850   | 4.389   | 4.923   | 4.867   | 4.955   | 5.123   | 5.040   | 5.010   | 4.230   | 4.213   |
| BIP je Einw. (in US$) | 35.275  | 39.339  | 44.507  | 48.167  | 48.603  | 40.454  | 38.096  | 34.474  | 38.894  | 38.428  | 39.286  | 40.458  | 39.918  | 39.827  | 33.815  | 33.834  |

|                                                                   | 2007 | 2008 | 2009  | 2010 | 2011 | 2012 | 2013 | 2014 | 2015 | 2016 | 2017 | 2018 | 2019 | 2020 | 2021 | 2022 | 2023 |
| ----------------------------------------------------------------- | ---- | ---- | ----- | ---- | ---- | ---- | ---- | ---- | ---- | ---- | ---- | ---- | ---- | ---- | ---- | ---- | ---- |
| Inflationsrate in % gegenüber dem Vorjahr                         | 0,0  | 1,4  | −1,4  | −0,7 | −0,3 | −0,1 | 0,3  | 2,8  | 0,8  | −0,1 | 0,5  | 1,0  | 0,5  | 0,0  | −0,2 | 2,5  | 3,3  |
| Haushaltssaldo in % des BIP („minus“ = Defizit im Staatshaushalt) | −3,2 | −4,5 | −10,2 | −9,5 | −9,4 | −8,6 | −7,9 | −5,6 | −3,8 | −3,7 | −4,2 | −3,2 | −3,0 | −9,1 | −6,1 | −4,4 | −5,8 |
| Arbeitslosigkeit in % der Arbeitskräfte                           | 3,8  | 4,0  | 5,1   | 5,1  | 4,9  | 4,3  | 4,0  | 3,6  | 3,4  | 3,1  | 2,9  | 2,4  | 3,3  | 2,8  | 2,8  | 2,6  | 2,6  |

|             | 2014      | 2014        | 2015      | 2015        | 2016      | 2016        | 2017      | 2017        | 2018      | 2018        | 2019      | 2019        | 2020      | 2020        | 2021      | 2021 |
| in Mrd. US$ | % gg. Vj. | in Mrd. US$ | % gg. Vj. | in Mrd. US$ | % gg. Vj. | in Mrd. US$ | % gg. Vj. | in Mrd. US$ | % gg. Vj. | in Mrd. US$ | % gg. Vj. | in Mrd. US$ | % gg. Vj. | in Mrd. US$ | % gg. Vj. |      |
| ----------- | --------- | ----------- | --------- | ----------- | --------- | ----------- | --------- | ----------- | --------- | ----------- | --------- | ----------- | --------- | ----------- | --------- | ---- |
| Einfuhr     | 812,2     | −2,5        | 625,6     | −23,0       | 607,0     | −6,4        | 671,0     | 10,5        | 748,1     | 11,5        | 721,1     | −3,7        | 635,4     | −11,9       | 770,5     | 21,3 |
| Ausfuhr     | 690,2     | −3,5        | 624,9     | −9,5        | 644,6     | 3,1         | 697,2     | 8,2         | 737,8     | 5,8         | 705,7     | −4,4        | 641,3     | −9,1        | 757,1     | 18,1 |
| Saldo       | −122,0    |             | −0,7      |             | 37,6      |             | 26,3      |             | −10,3     |             | −15,4     |             | 5,9       |             | −13,4     |      |

| Ausfuhr (in %) nach | Ausfuhr (in %) nach | Einfuhr (in %) von           | Einfuhr (in %) von |
| ------------------- | ------------------- | ---------------------------- | ------------------ |
| Volksrepublik China | 21,6                | Volksrepublik China          | 24,1               |
| Vereinigte Staaten  | 18,0                | Vereinigte Staaten           | 10,8               |
| Taiwan              | 7,2                 | Australien                   | 6,7                |
| Südkorea            | 6,9                 | Taiwan                       | 4,4                |
| Hongkong            | 4,7                 | Südkorea                     | 4,2                |
| Thailand            | 4,4                 | Saudi-Arabien                | 3,6                |
| Deutschland         | 2,7                 | Vereinigte Arabische Emirate | 3,5                |
| sonstige Staaten    | 34,5                | sonstige Staaten             | 42,7               |

| Ausfuhrgüter (Anteil in %) | Ausfuhrgüter (Anteil in %) | Einfuhrgüter (Anteil in %) | Einfuhrgüter (Anteil in %) |
| -------------------------- | -------------------------- | -------------------------- | -------------------------- |
| Maschinen                  | 19,0                       | Elektronik                 | 13,0                       |
| Kfz und -Teile             | 17,9                       | Chemische Erzeugnisse      | 11,5                       |
| Chemische Erzeugnisse      | 12,5                       | Erdöl                      | 8,2                        |
| Elektronik                 | 8,7                        | Rohstoffe                  | 8,0                        |
| Elektrotechnik             | 7,9                        | Nahrungsmittel             | 7,7                        |
| Sonstige                   | 34,0                       | Sonstige                   | 51,6                       |

### Staatshaushalt
Der Staatshaushalt umfasste 2016 Ausgaben von umgerechnet 1.931 Mrd. US-Dollar, dem standen Einnahmen von umgerechnet 1.696 Mrd. US-Dollar gegenüber. Daraus ergibt sich ein Haushaltsdefizit in Höhe von 4,7 % des BIP.
Die Staatsverschuldung betrug 2016 11,8 Bio. US-Dollar oder 239,2 % des BIP.
2020 betrug der Anteil der Staatsausgaben (in % des BIP) folgender Bereiche:
- Gesundheit: 10,9 %
- Bildung: 3,4 %
- Militär: 1,4 % (2024)

Die Staatsverschuldung, heute eine der höchsten der Welt, ist vor allem auf die Japankrise zurückzuführen. 1989 lag die Staatsverschuldung noch bei 68 % des BIP. Im Gegensatz zu anderen hochverschuldeten Ländern ist Japan jedoch in der eigenen Währung verschuldet und die meisten Anleihen des japanischen Staates befinden sich im Besitz von japanischen Staatsbürgern oder der japanischen Zentralbank. Von der Ratingagentur Standard & Poor’s werden die Staatsanleihen des Landes mit der Note A+ bewertet (Stand November 2018). Das Land zählt damit, trotz der hohen Staatsverschuldung, als ein guter Schuldner. Gegenüber dem Ausland ist Japan ein Nettogläubiger und das Land hält Devisenreserven in Höhe von 1,2 Billionen US-Dollar.

### Energie

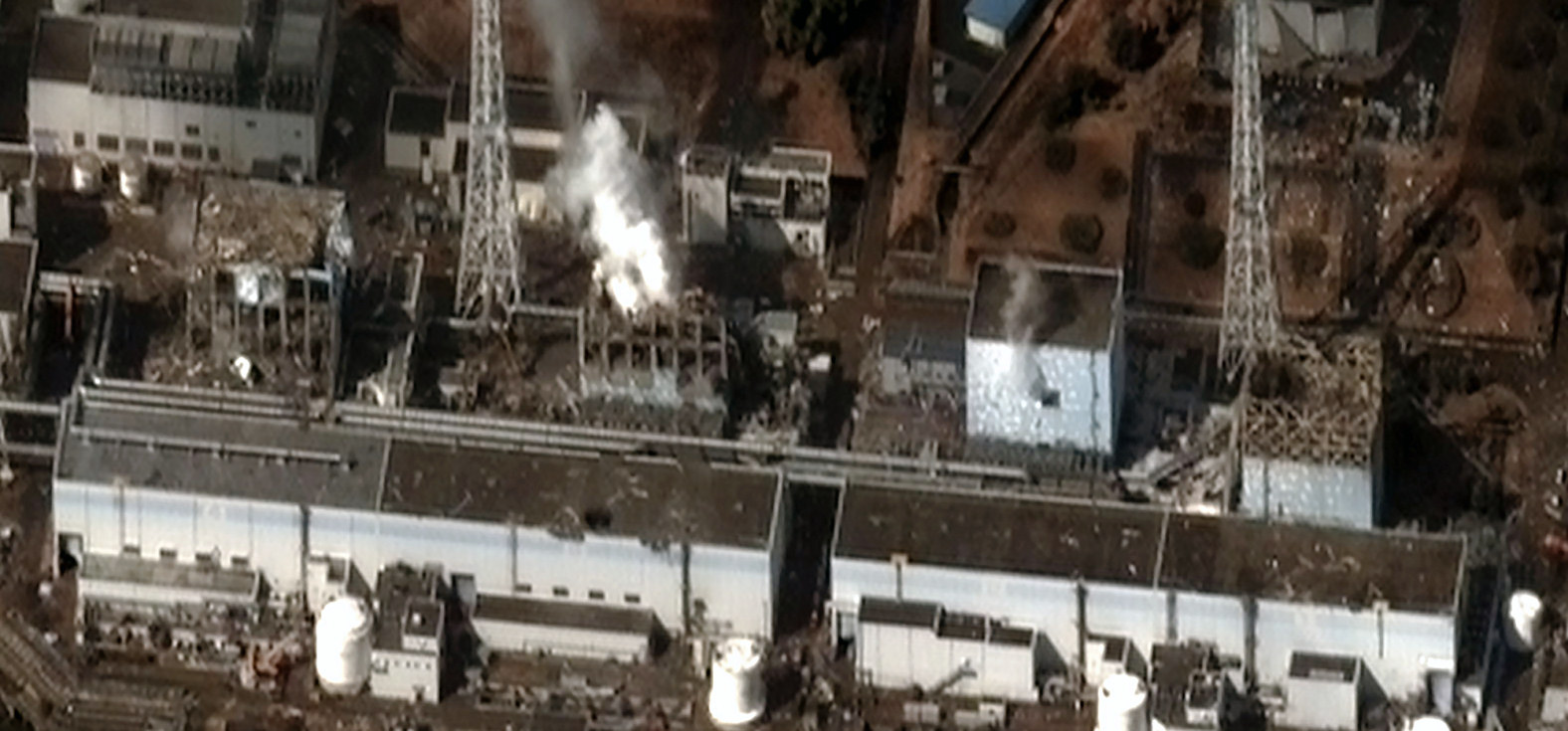
Zerstörtes Kernkraftwerk Fukushima Daiichi

Mit einem Primärenergieverbrauch von 445,3 Millionen Tonnen Öleinheiten im Jahre 2016 ist Japan das Land mit dem fünfthöchsten Energieverbrauch hinter China, den USA, Indien und Russland. Das Land ist zudem der fünft-größte Kohlenstoffdioxidemittent. Japan gehört zu den Unterzeichnern des Pariser Klimaabkommens. 

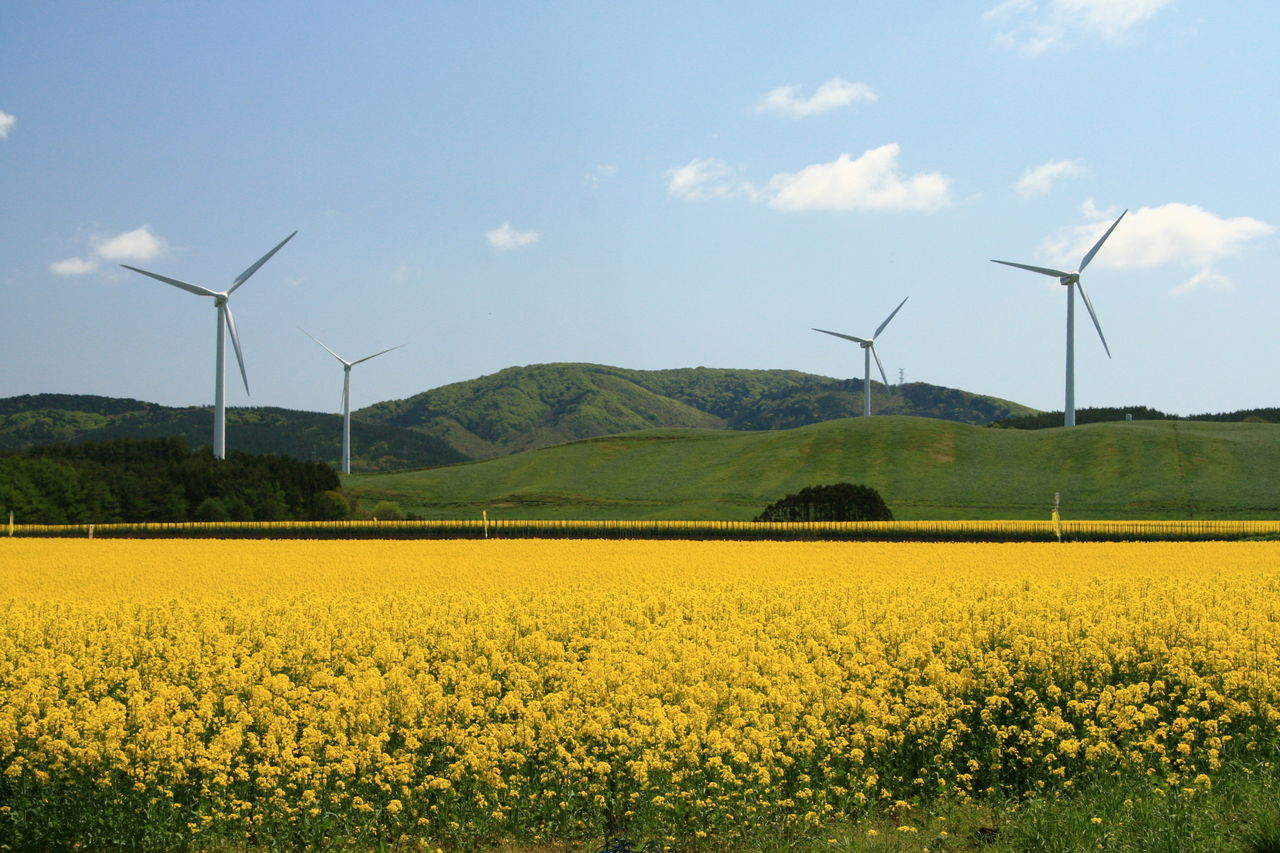
Windkraftanlagen in Japan

Japan verbraucht so viel verflüssigtes Erdgas (LNG) wie kein anderes Land, ist der zweitgrößte Importeur von Kohle und der drittgrößte von Erdöl.
Bei der Stromerzeugung dominieren Gas- und Kohlekraftwerke. 2015 betrug die Stromerzeugung 1041 Terawattstunden. Hiervon entfielen auf Gaskraftwerke 39 %, Kohlekraftwerke 33,4 %, Ölkraftwerke 9,8 %, Wasserkraftwerke 8,8 %, Photovoltaik 3,4 %, Biomasseheizkraftwerke 3,3 % und sonstige Stromerzeugung 2,3 %.
Nach der Nuklearkatastrophe von Fukushima wurden bis 2013 sämtliche Kernkraftwerke abgeschaltet, die 2010 noch einen Anteil von 25 % an der Stromerzeugung hatten. Im August 2015 wurde die Nutzung der Kernenergie wieder aufgenommen. Bis November 2017 sind fünf von 42 Reaktoren wieder in Betrieb genommen worden. Angestrebt wurde vom Kabinett Abe ein Anteil von Strom aus Kernenergie von knapp 20 %.
Neben der Solarenergie werden Windenergie, Geothermie, Wasserkraft, Biogas und Biomasse gefördert.

## Infrastruktur
Japan verfügt über eine moderne und leistungsfähige Infrastruktur. Im Logistics Performance Index, der von der Weltbank erstellt wird, belegte Japan 2018 den fünften Platz unter 160 Ländern. Besonders gut schnitten die Parameter für Transportinfrastruktur und der logistischen Kompetenz ab.

### Verkehrswesen

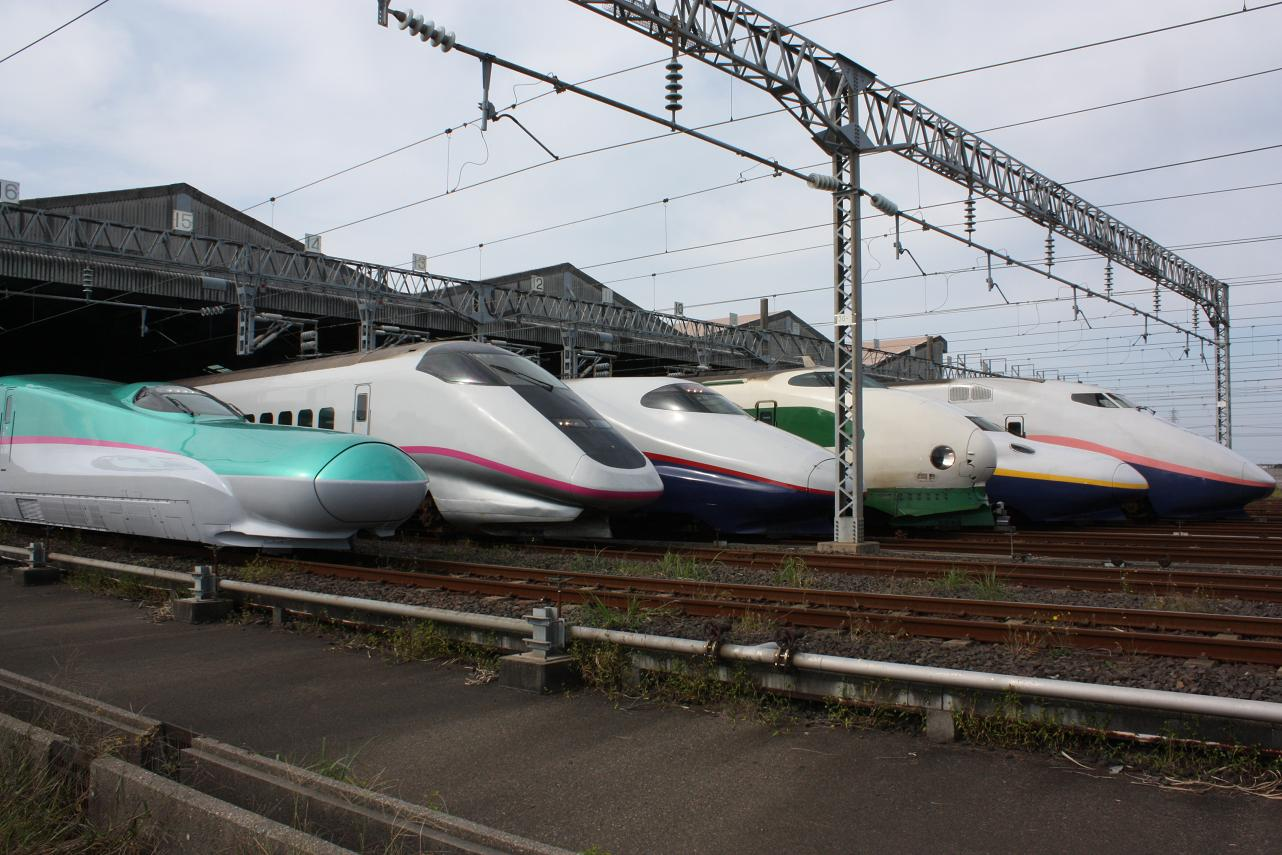
Shinkansen

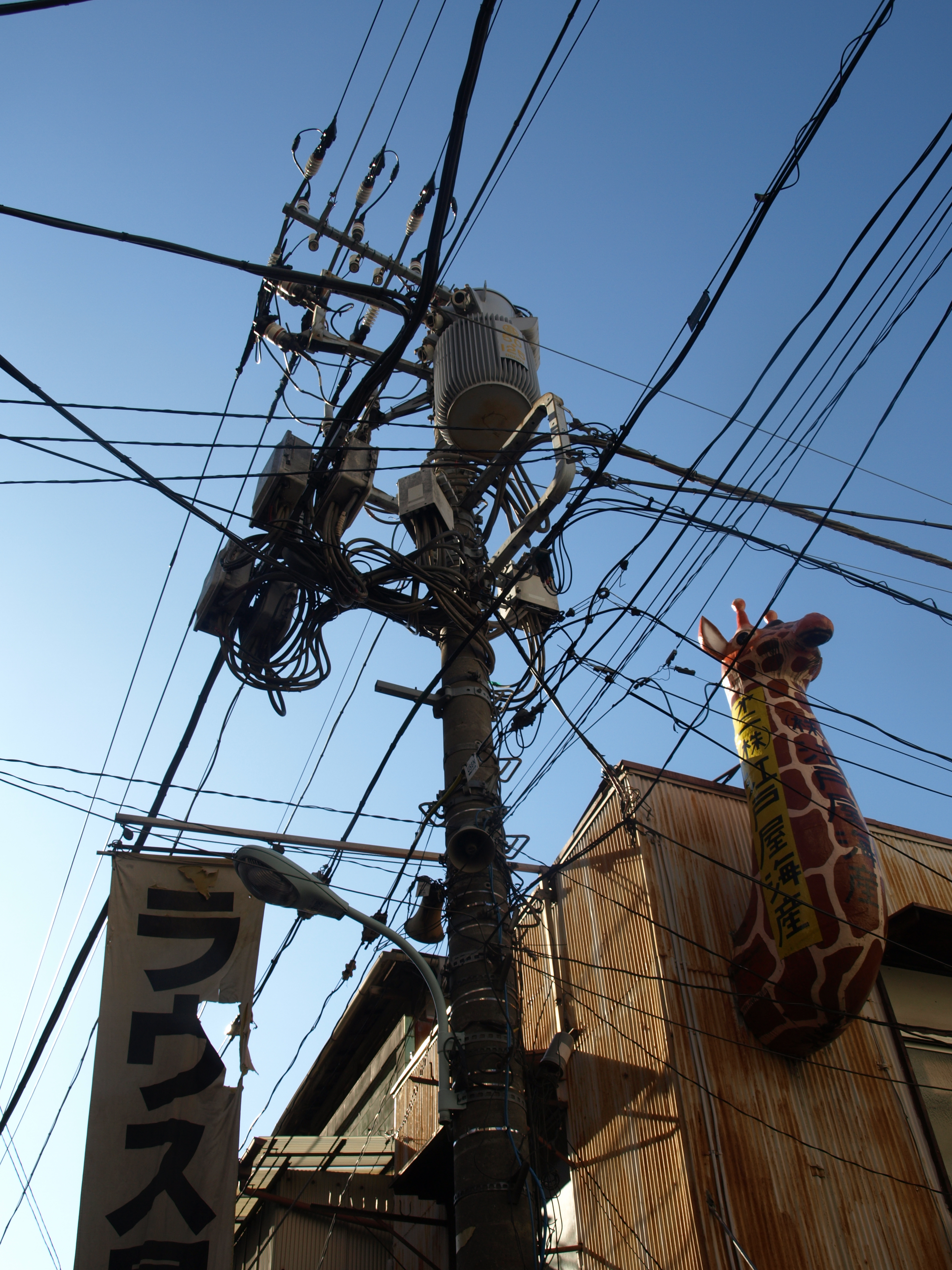
Typischer Straßenmast in einem Vorort von Tokio

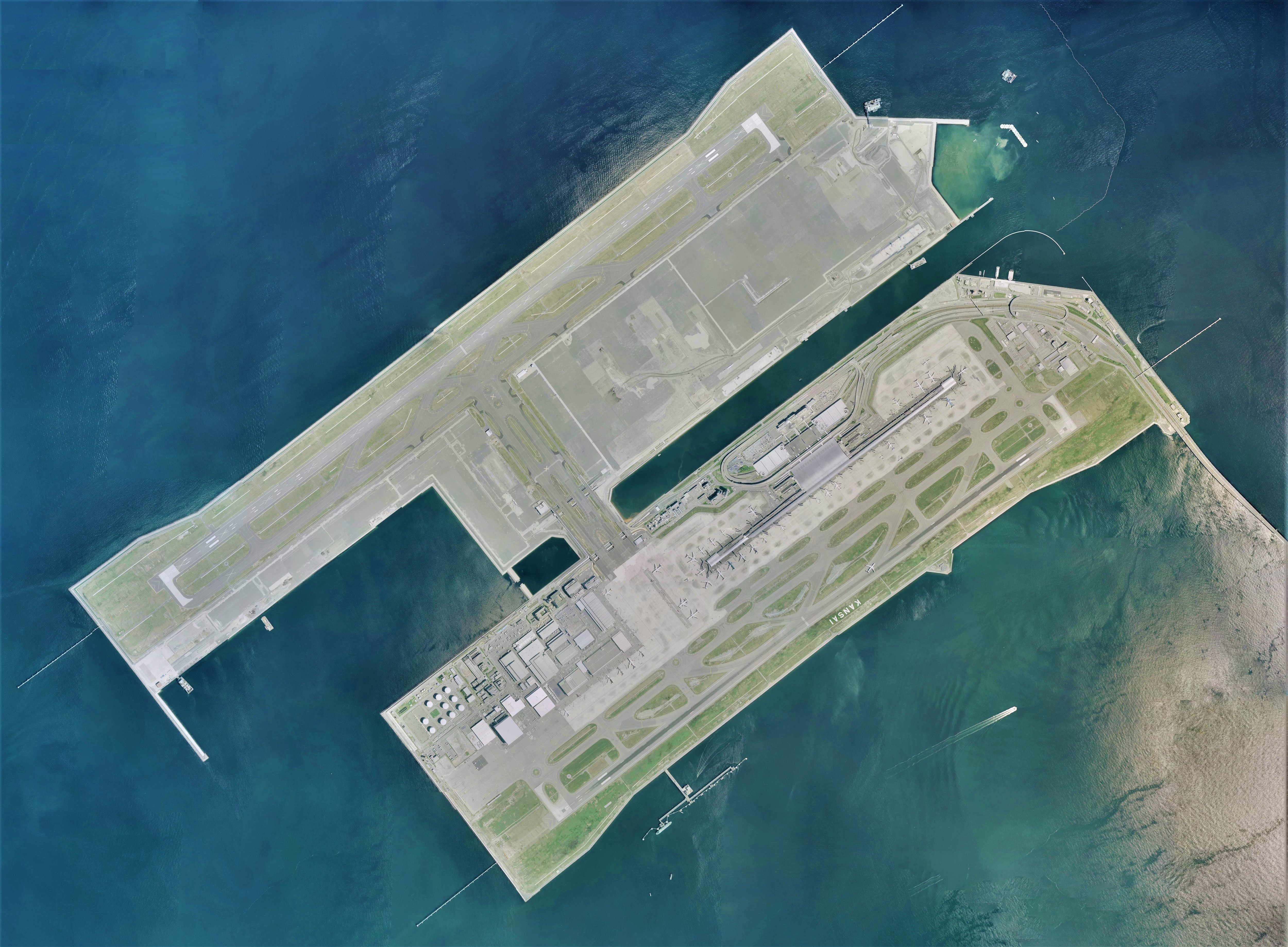
Flughafen Kansai, 2007

Die gut ausgebauten Bahntrassen Japans haben eine Gesamtlänge von 27.311 km, wovon 20.534 km elektrifiziert sind. Die Ost-West-Verbindung des Shinkansen ist die Lebensader des Landes. Zu den Olympischen Spielen in Tokio wurde 1964 die erste Strecke von Tokio nach Osaka eröffnet. Durch Linien der sieben Nachfolgegesellschaften der privatisierten Staatsbahn JNR, durch Privatbahnen, Überlandbusse und Fähren sind die meisten Dörfer und Inseln an das Netz angeschlossen. Jede größere Stadt ist durch ein ausgeprägtes Nahverkehrsnetz mit dem Umland verbunden. Neun Metropolen haben ein U-Bahn-Netz, jede größere Stadt besitzt eine Vielzahl an Buslinien. Moderne Einschienenbahnen wurden in mehreren Städten gebaut, des Weiteren gibt es Straßenbahnen, in Nischen werden auch Peoplemover eingesetzt.
Bahn- sowie Nahverkehrsbeförderungsgebühren schwanken stark nach Region und Betreibergesellschaft. Einzelfahrten sind vor allem in Großstädten sehr günstig, können aufgrund der fehlenden Verkehrsverbünde und fehlender staatlicher Subventionierung aber auch relativ hoch liegen. Im Fernverkehr machen die Zuschläge die Fahrten oft teuer.
Ein Auto besitzen in Japan in erster Linie Menschen, die auf dem Land oder in kleineren Städten leben. Da die Städte sehr dicht bebaut sind, ist zur Zulassung eines Kraftfahrzeugs ein Parkplatznachweis (Shakoshōmei) nötig. Es sind rund 60 Millionen Pkw im Land zugelassen. In Wohngegenden sind die Straßen sehr eng und haben keine Bürgersteige. Deshalb gibt es im innerstädtischen Straßenbild auch kaum LKW, da nur die schmalen Kei-Trucks diese engen Straßen befahren können.
Das gesamte Straßennetz umfasste 2015 etwa 1.218.772 km, wovon 992.835 km asphaltiert sind. Das japanische mautpflichtige Autobahnnetz umfasst rund 7000 Kilometer, weitere 2000 sind in Planung. Das Netz ist in staatlicher Hand, die Betreibergesellschaften wurden jedoch im Jahr 2005 in private Gesellschaften in öffentlichem Besitz umgewandelt und sollen eventuell verkauft werden. In Japan herrscht Linksverkehr. Im Straßenverkehr gehört das Land zu den sichersten der Welt. 2013 kamen im Japan insgesamt 4,7 Verkehrstote auf 100.000 Einwohner. Zum Vergleich: In Deutschland waren es im selben Jahr 4,3 Tote. Insgesamt kamen damit 6130 Personen im Straßenverkehr ums Leben. Das Land hat eine im weltweiten Vergleich hohe Motorisierungsrate. 2017 kamen im Land 590 Kraftfahrzeuge auf 1000 Einwohner (in Deutschland waren es 610 Fahrzeuge).
Der Bau des Straßen- und Bahnnetzes gestaltet sich aufgrund des bergigen Inlands und der vielen Inseln sehr schwierig und ressourcenintensiv, da viele Tunnel und Brücken nötig sind. Darüber hinaus ist die Infrastruktur ständig durch Erdbeben, Taifune und Vulkanausbrüche gefährdet. Strom- und Telefonleitungen sind in Japan überwiegend oberirdisch geführt, bei neueren Städtebauprojekten unterirdisch. Aufgrund des Brandrisikos bei Erdbeben erfordern die in allen Stadtgebieten unterirdisch verlegten Gasleitungen besondere Aufmerksamkeit und werden oft gewartet. Gasherde und Gasboiler zur Warmwasserversorgung sind in Japan die Norm. Zur japanischen Infrastruktur gehört ein dichtes Netz an Katastrophenwarnsystemen und Rettungsinseln.
In Japan gibt es eine große Anzahl von Häfen und Flughäfen. Aufgrund seiner isolierten Lage wird über diese sämtlicher internationaler Warenhandel abgewickelt. Wegen der schlechten Erreichbarkeit vieler Orte innerhalb Japans werden sie aber auch zum Reisen und für inländischen Warentransport genutzt. Die größten Flughäfen sind Tokio-Haneda, Tokio-Narita, Kansai und der zur EXPO Aichi 2005 neu eröffnete Flughafen Chūbu. Da in Japan nur wenig ebenes Land zur Verfügung steht, wurden sowohl die o. g. Flughäfen Kansai und Aichi, als auch die Flughäfen Kitakyūshū und Kōbe auf künstlichen Inseln im Meer errichtet.

### Feuerwehr
In der Feuerwehr in Japan waren im Jahr 2019 landesweit 165.438 Berufs- und 831.982 freiwillige Feuerwehrleute organisiert, die in 29.418 Feuerwachen und Feuerwehrhäusern, in denen 21.814 Löschfahrzeuge und 1.146 Drehleitern bzw. Teleskopmasten bereitstehen, tätig sind. Der Frauenanteil beträgt drei Prozent. In den Jugendfeuerwehren sind 414.187 Kinder und Jugendliche organisiert. Die japanischen Feuerwehren wurden im selben Jahr zu 8.786.855 Einsätzen alarmiert, dabei waren 37.783 Brände zu löschen. Hierbei wurden 1.486 Tote von den Feuerwehren bei Bränden geborgen und 5.865 Verletzte gerettet. Der nationale Feuerwehrverband repräsentiert die japanische Feuerwehr mit ihren Feuerwehrangehörigen im Weltfeuerwehrverband CTIF.

### Telekommunikation
Ebenfalls gut ausgebaut ist das Telefonnetz, Breitbandinternetzugänge sind flächendeckend verfügbar und fast jeder Japaner besitzt ein Mobiltelefon. In Japan wurde der Mobilfunkstandard Personal Digital Cellular eingesetzt, welcher nicht zum global weit verbreiteten GSM-Standard kompatibel ist. Mittlerweile ist jedoch auch das UMTS-Netz in Japan hervorragend ausgebaut. Die meisten 3G-Mobiltelefone aus Europa funktionieren heutzutage auch in Japan problemlos.
Im Jahr 2022 nutzten 84,9 Prozent der Einwohner Japans das Internet.

## Kultur

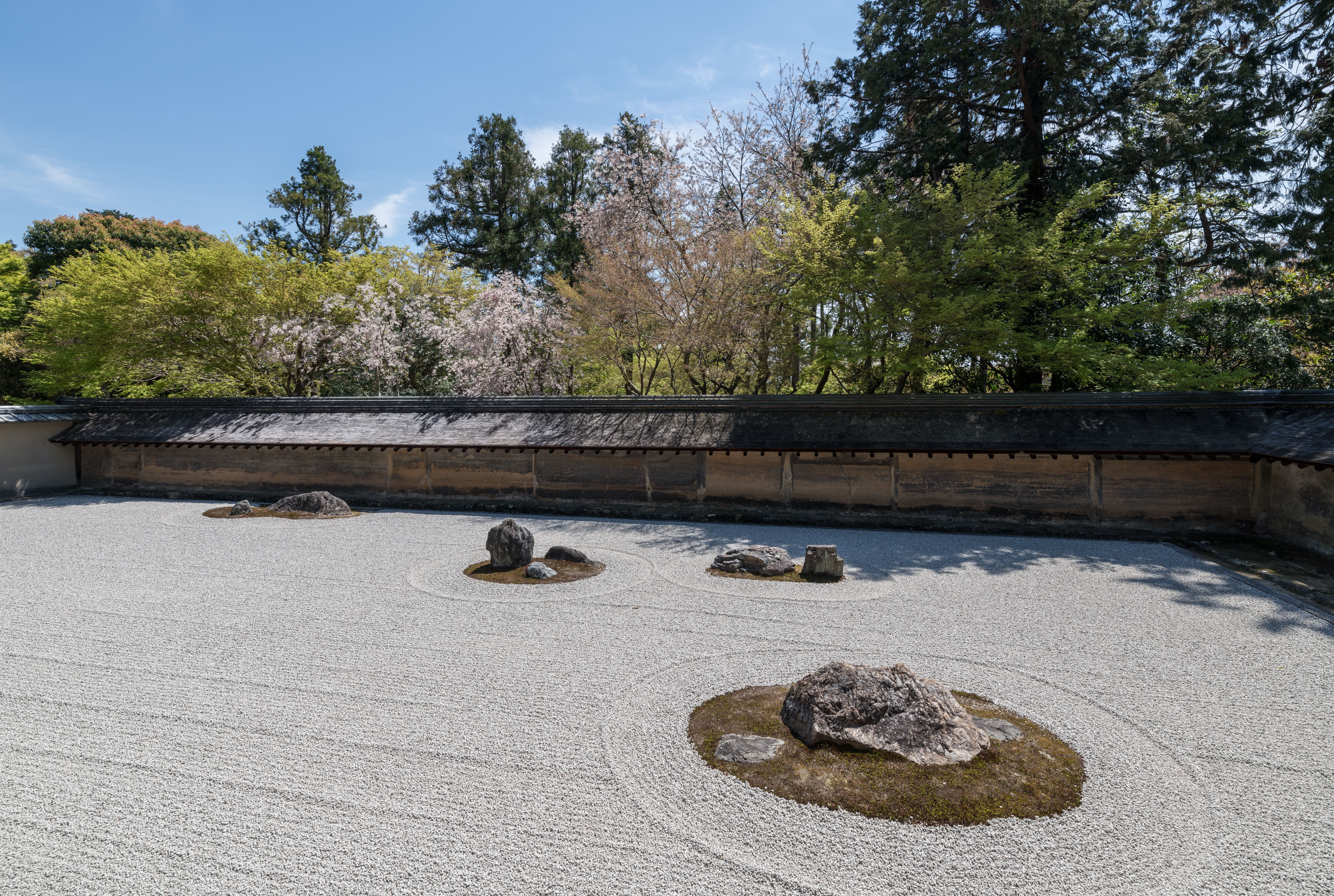
Kare-san-sui-Garten im Ryōan-ji, Kyōto

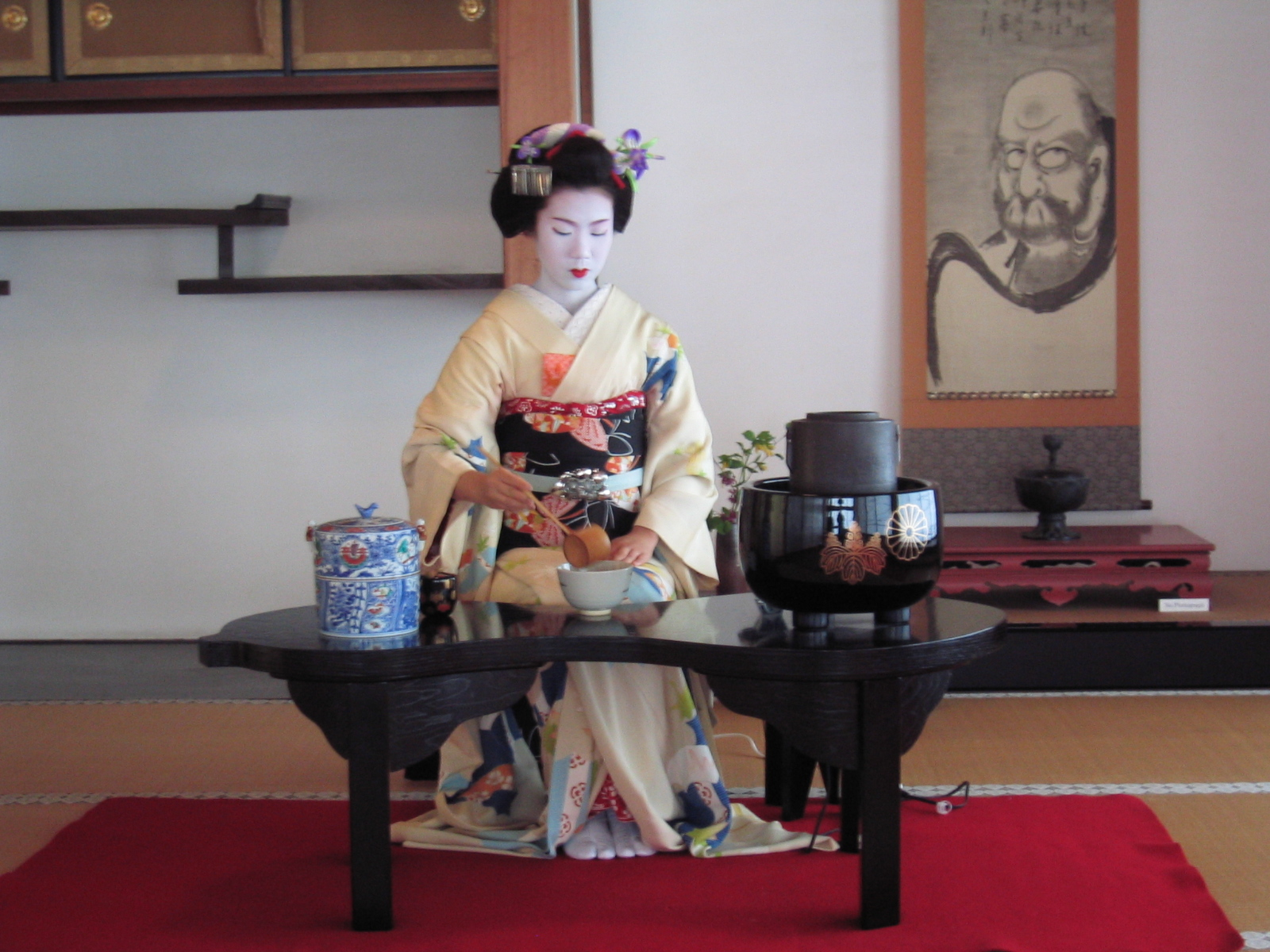
Maiko bereitet Teetassen für die Teezeremonie vor

In der modernen japanischen Kultur gehen viele Elemente auf die ganz eigene Tradition des Landes zurück, wodurch Japan im Kreis der Industrienationen seinen individuellen Charakter bewahrt hat.
In der Archäologie sind die ersten Zeugnisse der kulturellen Frühgeschichte Keramiken der Jōmon- und Yayoi-Periode. Ab dem 4. Jahrhundert kamen dann viele Elemente der chinesischen Kultur nach Japan, zuerst Landwirtschaftstechniken wie der Reisanbau und Handwerkstechniken wie Bronzeschmiedekunst und der Bau von Hügelgräbern, dann ab dem 7. Jahrhundert auch die Schriftkultur und die Fünf Klassiker, der Konfuzianismus und der Buddhismus.
In der Heian-Zeit kam es zu einer ersten Blüte, als der Hofadel aus dem chinesischen Erbe eine eigenständige japanische Dichtung und Literatur entwickelte.
In den darauf folgenden Epochen wurde das Land immer wieder von Bürgerkriegen verwüstet, wodurch der Schwertadel, die Bushi (später als Samurai bezeichnet), zur wichtigsten Schicht aufstieg. Neben der Kriegskunst und der Schwertschmiedekunst bildete sich auch eine neue Form des Buddhismus, der Zen, heraus, der den Kriegern zusprach.
Erst in der Edo-Zeit im 17. Jahrhundert, unter den Tokugawa, kam das Land wieder zur Ruhe. Die Samurai wurden zu einer Beamtenschicht, die ihre Kriegertugenden in den Kampfkünsten (bujutsu) bewahrte. Der Einfluss des Zen spiegelte sich nun auch in Dichtung, Gartenkunst, Malerei (Sumi-e) und Musik wider. Durch Frieden und wirtschaftlichen Aufschwung kam in dieser Zeit auch die vierte Schicht, die Händler, zu Reichtum. Da ihnen der soziale Aufstieg verwehrt war, suchten die Händler in der Kunst einen Weg, die Samurai zu übertrumpfen. Sie förderten Teehäuser, in denen die Geishas die Teezeremonie, Blumensteckkunst, Musik und Tanz praktizierten. Sie förderten auch das Kabuki-Theater. In den Städten bildeten sich besondere Vergnügungsbezirke, besonders in Edo, wo die Daimyō das halbe Jahr unter der direkten Kontrolle des Shōgun verbringen mussten.
Eine dritte Blütezeit der Kultur erlebt Japan jetzt in der Nachkriegszeit, in der Japan eine lebhafte Popkultur hervorgebracht hat, die westliche Einflüsse und japanische Tradition verbindet. Anime und Manga, japanische Filme und Popmusik sind auch in Übersee beliebt.

### Wissenschaft und Bildung
Bildung hat in Japan, wie in allen konfuzianisch geprägten Ländern Asiens, einen hohen Stellenwert. Im Jahr 2012 lagen die öffentlichen Ausgaben für Bildung im Primär- bis Tertiärbereich bei 3,5 Prozent des Bruttoinlandsprodukts. Das Land steht damit zusammen mit der Slowakei an letzter Stelle unter den 36 Teilnehmerstaaten des Indicators of Indicators of Education Systems Programms der OECD. Viele Japaner sind der Ansicht, dass man es im Leben nur mit einer guten Ausbildung zu etwas bringt. Schon im Kindergarten lernen die Kleinen deswegen die ersten Buchstaben, nämlich das Hiragana-Alphabet. Vor jedem weiteren Schritt im japanischen Bildungssystem steht dann eine Aufnahmeprüfung (Mittelschule (zum Teil), Oberschule, Uni). Viele japanische Mütter sind Hausfrauen und sehen ihre Aufgabe vor allem darin, ihren Kindern eine gute Ausbildung zu sichern. Aus der Generation der Töchter möchten jedoch viele mit ihrer guten Ausbildung Karriere machen, so dass hier ein gesellschaftlicher Wandel im Begriff ist. In einem Kōminkan wird künstlerische und sportliche Bildung angeboten.

### Schulsystem

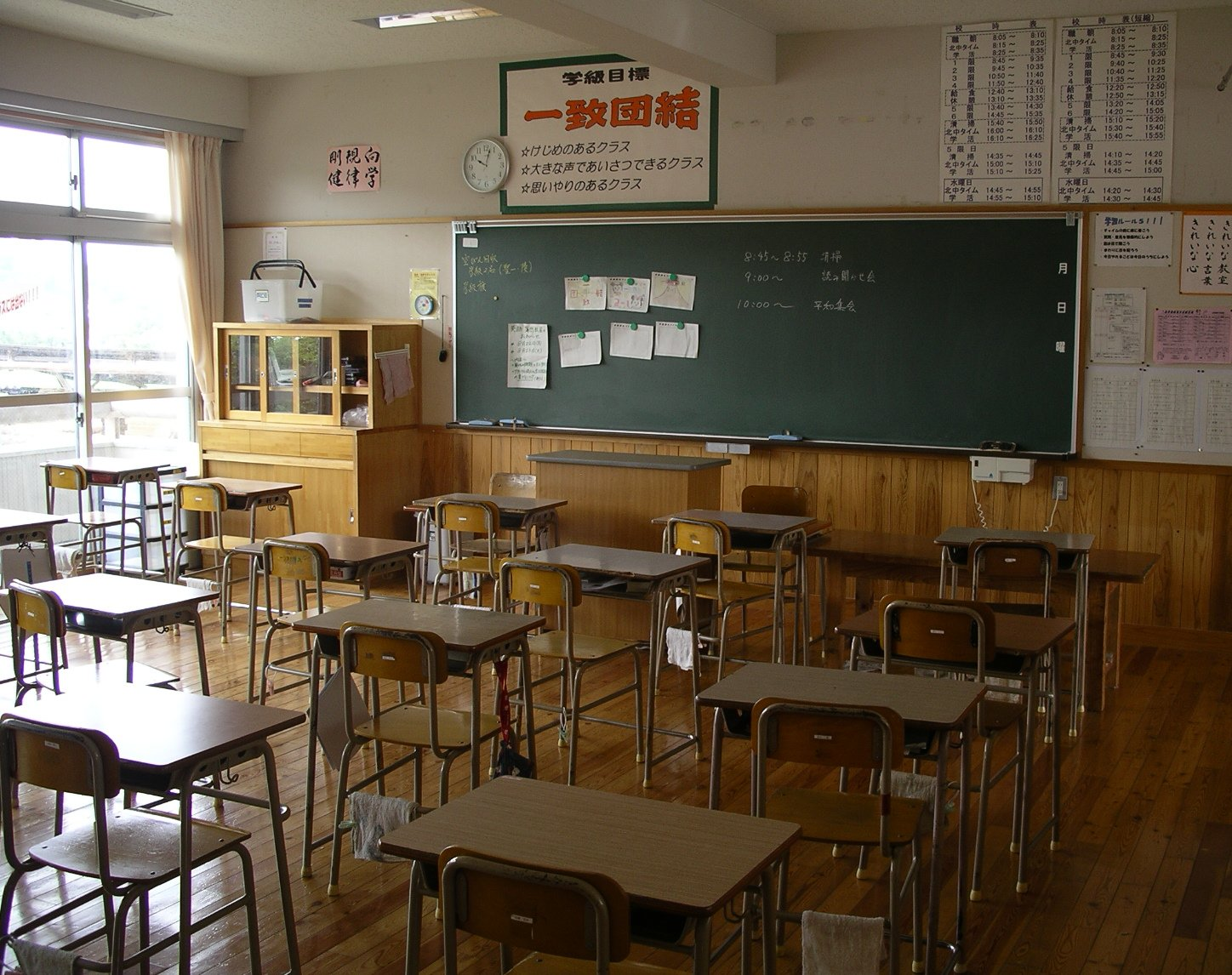
Ein typisches Klassenzimmer einer japanischen Schule

Die schulische Bildung beginnt bereits im Kindergarten, der aber nicht Teil der Bildungspflicht ist. Da in Japan allgemein viel Wert auf das gemeinsame Lernen und Zusammenleben gelegt wird, findet im Kindergarten und in der Grundschule viel Gruppenarbeit statt. Das Schulsystem ist eingeteilt in Grundschule (sechs Jahre), Mittelschule (drei Jahre) und Oberschule (drei Jahre), die Bildungspflicht beträgt neun Jahre. Das Schuljahr in Japan beginnt stets am 1. April. Die Schulferien sind im ganzen Land einheitlich: Zwei Wochen an Neujahr, zwei Wochen im März/April, sechs Wochen im Juli/August. Öffentliche Schulen haben eine Fünftagewoche, private Schulen oft eine Sechstagewoche. Während der Bildungspflicht gibt es kein „Sitzenbleiben“, jeder Schüler wird automatisch versetzt. Schuluniformen sind an vielen Schulen Pflicht. Jede dieser Schulen hat ihre eigene charakteristische Uniform.
Im PISA-Ranking von 2015 erreichen Japans Schüler Platz 5 von 72 Ländern in Mathematik, Platz 3 in Naturwissenschaften und Platz 8 beim Leseverständnis. Japanische Schüler gehörten damit zu den besten unter allen teilnehmenden Ländern. Der Leistungsdruck an japanischen Schulen gilt als sehr hoch.

### Forschung
Nach dem Zweiten Weltkrieg konzentrierte sich die Forschung ganz auf die Entwicklung neuer Produkte für die Industrie. Hierbei fand eine sehr enge Kooperation zwischen den Entwicklungsabteilungen der großen Firmen und den Universitäten statt. Erst durch Reformen in den 1980er Jahren wird auch verstärkt Grundlagenforschung gefördert. Momentanes großes Thema ist die Entwicklung von Robotern, wie die Expo 2005 gezeigt hat. Das Hauptthema der Sozialwissenschaften der 1980er Jahre war Nihonjinron, der japanische Versuch der Identitätsfindungen nach den rasanten Wandlungen der letzten anderthalb Jahrhunderte.
Japan zählt zu den innovativsten Ländern der Welt. Im Global Innovation Index 2021, welcher die Innovationsfähigkeit einzelner Länder misst, belegt Japan Platz 13 von 132 Volkswirtschaften.
Nobelpreisträger
- Chemie: Ken’ichi Fukui (1981), Hideki Shirakawa (2000), Ryōji Noyori (2001), Kōichi Tanaka (2002), Ei-ichi Negishi (2010), Akira Suzuki (2010)
- Frieden: Satō Eisaku (1974)
- Literatur: Kawabata Yasunari (1968), Ōe Kenzaburō (1994)
- Medizin: Tonegawa Susumu (1987), Shin’ya Yamanaka (2012), Satoshi Ōmura (2015), Yoshinori Ōsumi (2016), Tasuku Honjo (2018)
- Physik: Yukawa Hideki (1949), Shin’ichirō Tomonaga (1965), Leo Esaki (1973), Masatoshi Koshiba (2002), Makoto Kobayashi (2008), Toshihide Masukawa (2008), Isamu Akasaki (2014), Hiroshi Amano (2014), Shuji Nakamura (2014), Takaaki Kajita (2015)

### Medien
Im japanischen Mediensystem gibt es die Besonderheit der Kisha Clubs (auch Reporterclubs genannt), zu denen nur die Journalisten der großen Medien aus Tokyo Zutritt erhalten. Diese befinden sich in den Räumen der Verwaltung oder der Unternehmen und dienen als Ort für Pressekonferenzen, Briefings und Hintergrundgespräche. In Japan gibt es zwei zentrale Nachrichtenagenturen. Dies sind Kyōdō Tsūshinsha und Jiji Tsūshinsha. Zeitungen erfreuen sich in Japan nach wie vor einer großen Beliebtheit. Insgesamt gibt es über 100 verschiedene, täglich erscheinende Zeitungen. Es gibt fünf Zeitungen, die landesweit erscheinen, drei Blockzeitungen, 45 Präfekturzeitungen und 200 Zeitungen unterhalb der Ebene der Präfektur. Die beiden größten Zeitungen der Welt nach täglicher Auflage kommen aus Japan (Stand 2015): Yomiuri Shimbun (Aufl. 9,03 Mio.) und Asahi Shimbun (6,62 Mio.). Daneben erscheinen die Mainichi Shimbun (Aufl. 3,16 Mio.), die Nihon Keizai Shimbun (Aufl. 2,73 Mio.) und die Sankei Shimbun (Aufl. 1,57 Mio.), welche ebenfalls hohe Auflagen erreichen. Es gibt im Land sechs japanweit sendende Fernsehnetzwerke: NHK (Öffentlich-rechtlich), Nippon Television (NTV), Tokyo Broadcasting System (TBS), Fuji Network System (FNS), TV Asahi (EX) und TV Tokyo Network (TXN). Der Rundfunk in Japan ist dual organisiert. Es gibt öffentlich-rechtlich und privat finanzierte Sender, die 1951 durch das Rundfunkgesetz gestartet werden konnten.
Die drei meist genutzten Onlinenachrichtenportale sind (Stand 2015) Yahoo News (wöchentliche Reichweite: 53 Prozent), NHK news online (wöchentliche Reichweite: 23 Prozent) und Nippon TV (wöchentliche Reichweite: 15 Prozent). Als soziales Netzwerk wird YouTube am häufigsten genutzt.

### Küche

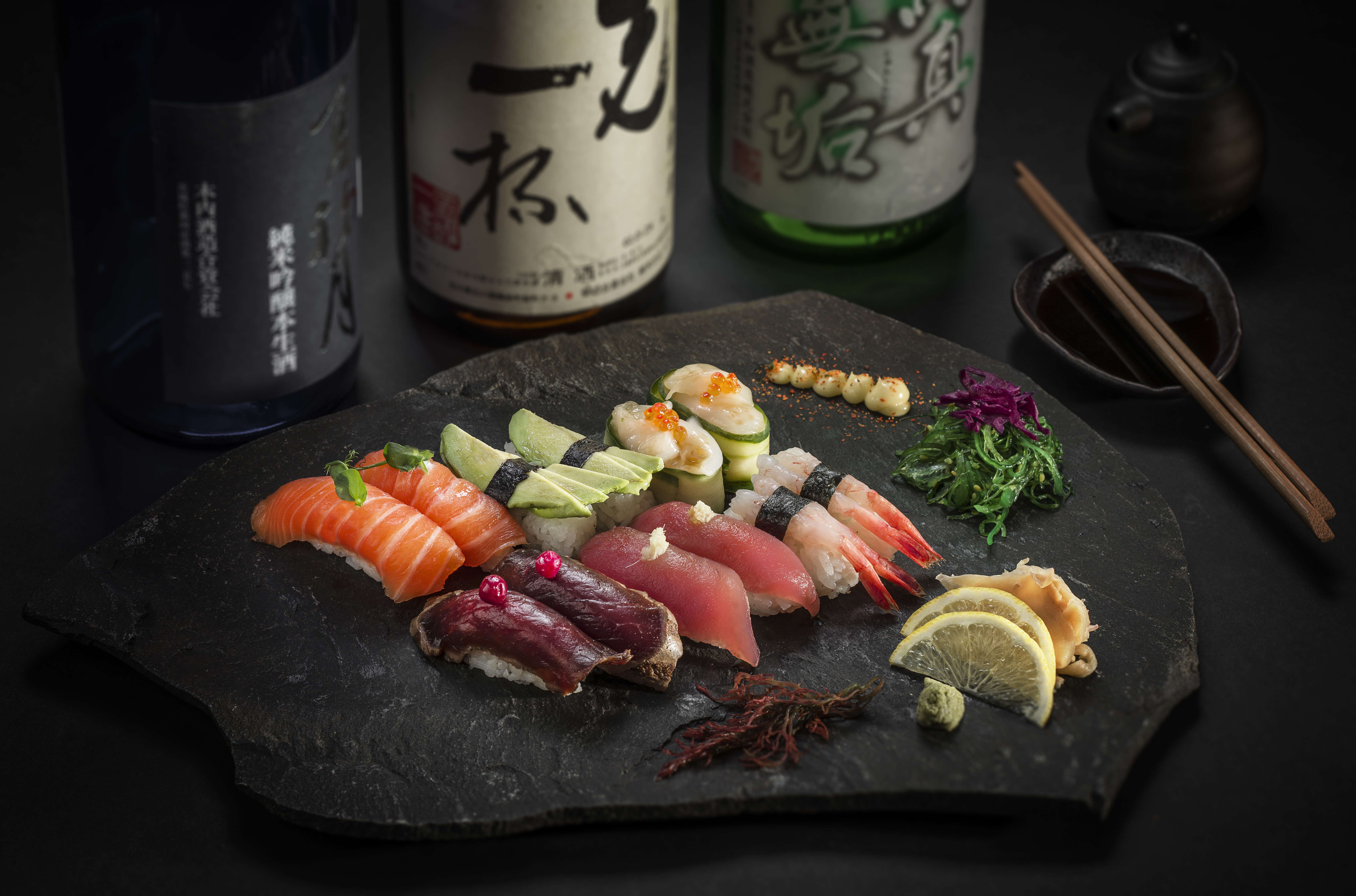
Ein Teller mit nigiri-zushi

Die japanische Küche basiert auf der Kombination von Grundnahrungsmitteln, typischerweise japanischer Reis oder Nudeln, mit einer Suppe und Okazu (Gerichten aus Fisch, Gemüse, Tofu und dergleichen), um dem Grundnahrungsmittel Geschmack zu verleihen. In der frühen Neuzeit wurden Zutaten wie rotes Fleisch eingeführt, die zuvor in Japan nicht weit verbreitet waren.
Die japanische Küche ist bekannt für ihre Betonung der Saisonalen Lebensmittel, der Qualität der Zutaten und der Präsentation. Die japanische Küche bietet eine große Auswahl an regionalen Spezialitäten, bei denen traditionelle Rezepte und lokale Zutaten verwendet werden. Der Ausdruck ichijū-sansai (一汁三菜|| one soup, three sides) bezieht sich auf die Zusammensetzung einer typischen Mahlzeit, hat jedoch Wurzeln in der klassischen Kaiseki, Honzen und Yūsoku Küche. Der Begriff wird auch verwendet, um den ersten Gang zu beschreiben, der heutzutage in der Standard-Kaiseki-Küche serviert wird. Karē ist seit seiner Einführung in Japan aus Britisch-Indien so weit verbreitet, dass es als Nationalgericht bezeichnet werden kann.
Traditionelle japanische Süßigkeiten sind als Wagashi bekannt. Zutaten wie rote Bohnenpaste und Mochi werden verwendet. Zu den moderneren Geschmacksrichtungen gehört grünes Teeeis, ein sehr beliebtes Aroma. Kakigōri ist ein rasiertes Eisdessert, das mit Sirup oder Kondensmilch gewürzt ist. Es wird normalerweise auf Sommerfestivals verkauft und gegessen. Beliebte japanische Getränke wie Sake, ein gebrautes Reisgetränk, das typischerweise 14 bis 17 % Alkohol enthält und durch mehrfache Fermentation von Reis hergestellt wird. Bier wird in Japan seit dem späten 19. Jahrhundert gebraut und in vielen Regionen von Unternehmen wie den Asahi Beer, der Kirin Beer und der Sapporo Beer hergestellt. Sie behaupten, die älteste bekannte Biermarke in Japan zu sein.

### Walfang

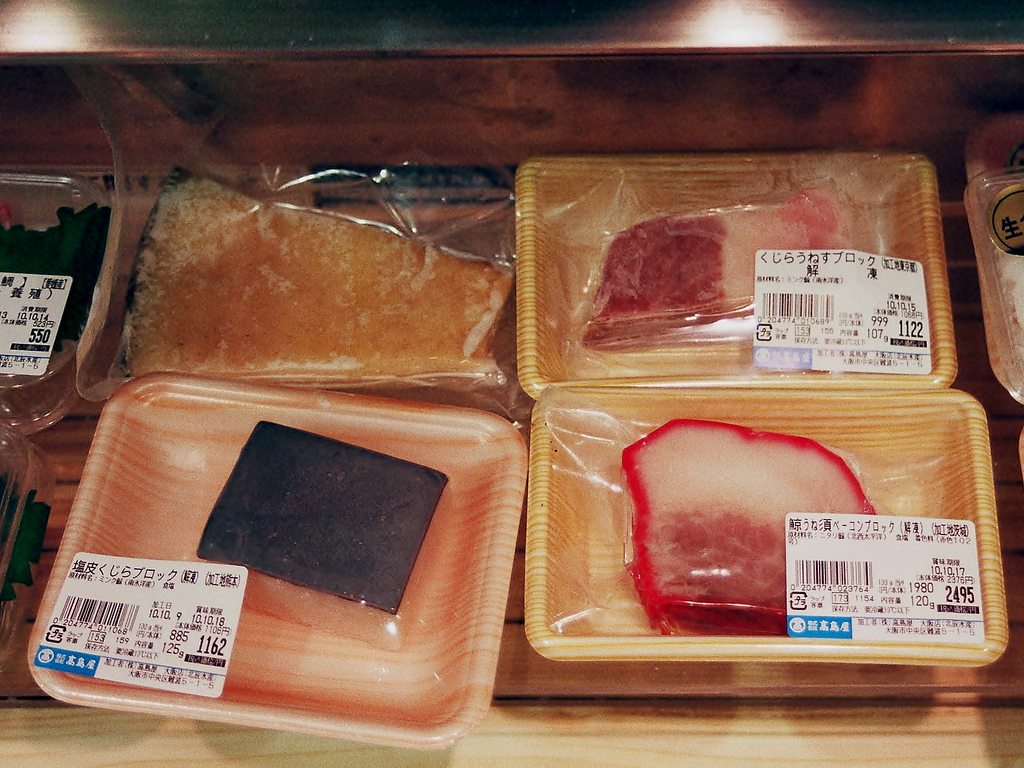
Walfleisch im Takashimaya-Warenhaus (Osaka)

Japan betreibt Walfang, vorgeblich mit wissenschaftlichem Hintergrund über das Institute of Cetacean Research. Die Tötung von Walen soll die Untersuchung des Mageninhaltes der Tiere ermöglichen. Die Internationale Walfangkommission kritisierte die schwachen wissenschaftlichen Argumente und wies darauf hin, dass die erwünschten Daten nicht dem Management der Walbestände dienen und auch mit für die Wale schonenden Mitteln (z. B. Kot- und Hautproben) gesammelt werden könnten. Die japanische Walfanglobby argumentiert, dass Wale zu viele Fische fräßen und somit Nahrungskonkurrent des Menschen seien.
Im Dezember 2007 verkündete die Regierung nach internationalem Druck, die Jagd auf die gefährdeten Buckelwale einzustellen. Die Jagd auf Zwergwale und Finnwale werde aber fortgesetzt. Dabei betrug das Jagdergebnis der Flotte um die Nisshin Maru in der Antarktis in der Saison 2007/2008 551 Exemplare der nicht gefährdeten Zwergwale, 2008/2009 679 Zwergwale und einen Finnwal und 2009/2010 506 Zwergwale und einen Finnwal.
Der Verzehr von Walfleisch ist seit Jahren rückläufig, so dass sich z. B. die Lagerbestände an eingelagertem Walfleisch ständig erhöhen: von 1453 t im Jahr 1999 auf 5093 t im Dezember 2010. Daneben ist Japan auch der wichtigste Absatzmarkt für isländisches Walfleisch.

### Sport

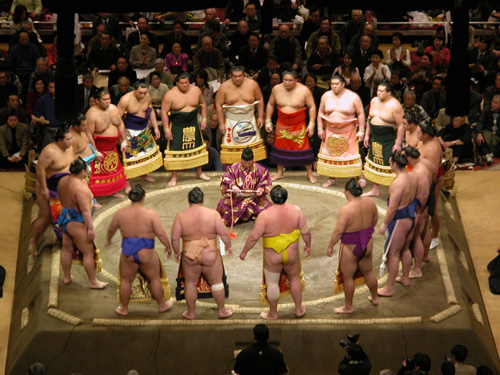
Sumōringer nehmen um den Schiedsrichter herum Aufstellung während einer Eröffnungszeremonie

Sport ist in Japan bereits in der Asuka-Zeit (7. Jahrhundert) nachgewiesen, als eine Gesandtschaft aus Korea am Hof der Kaiserin Kōgyoku durch einen Sumōkampf unterhalten wurde. Die Bushi, der erstarkende Kriegerstand zum Ende der Heian-Zeit (11. Jahrhundert), betrieben ebenfalls Sport als Vorbereitung auf den Kampf, in erster Linie Schwertkampf (kenjutsu), Reiten (bajutsu), Bogenschießen (kyūjutsu) und Schwimmen. In der Edo-Zeit, einer friedlichen Periode, verfeinerten die zu Verwaltungsbeamten gewordenen Samurai diese Techniken zur Kampfkunst (bujutsu), die durch den Einfluss des Zen-Buddhismus auch eine spirituelle Komponente erhielten.
Im Rahmen der Meiji-Restauration (zweite Hälfte des 19. Jahrhunderts) kam auch der westliche Sport nach Japan, darunter athletische Sportarten und Mannschaftssportarten wie Baseball, heute der beliebteste Sport (siehe Baseball in Japan). Anfang des 20. Jahrhunderts wurden aus den klassischen Bujutsu-Künsten die heutigen Kampfkünste und Kampfsportarten entwickelt, darunter Judo, Aikidō und Kendō. Das Karate entwickelte sich in der Präfektur Okinawa.
Heutzutage wird eine breite Vielfalt von Sportarten in Japan betrieben, in erster Linie in Clubs an Schulen und Universitäten. Die Insellage hat Windsurfen und Tauchen sehr beliebt gemacht. Als Sport der Salarymen gilt Golf. Eine Mitgliedschaft in einem Golfclub können sich allerdings nur die wirklich gut Verdienenden leisten. Überall in Japan finden sich hoch umzäunte Anlagen, auf denen der Abschlag geübt werden kann. Hokkaidō und die Präfektur Nagano sind Zentren des Wintersports.
Aber auch Rugby und Fußball erfreuen sich zunehmender Beliebtheit in Japan. In der Top League, der höchsten Spielklasse des japanischen Rugby, spielen teilweise die bestbezahlten Spieler der Welt und die Rugbynationalmannschaft Japans vertritt das Land regelmäßig bei der Rugbyweltmeisterschaft, deren Ausrichter Japan 2019 war. Die J1 League, die höchste Spielklasse im japanischen Fußball, gilt wiederum als eine der bedeutendsten Fußballligen der Welt und auch die Fußballnationalmannschaft Japans erreicht regelmäßig die Teilnahme an der Fußballweltmeisterschaft, deren Mitausrichter Japan 2002 war. Viele japanische Fußballer wie etwa Hidetoshi Nakata, Shunsuke Nakamura, Naohiro Takahara, Shinji Okazaki, Makoto Hasebe, Keisuke Honda, Yūto Nagatomo, Shinji Kagawa, Atsuto Uchida, Maya Yoshida, Hiroki Sakai, Gōtoku Sakai, Yūya Ōsako oder Genki Haraguchi konnten sich bereits in den Topligen des europäischen Fußballs (insbesondere in der deutschen Bundesliga) etablieren. Cricket wird ebenfalls in Japan gespielt, die Nationalmannschaft spielte bisher jedoch nur gegen „kleinere“ Nationalmannschaften und qualifizierte sich noch nicht für ein internationales Cricketturnier. Dagegen gelang die Qualifikation für die U19-Cricket-Weltmeisterschaft 2020.
Die Olympischen Sommerspiele sollten 2020 in Japan stattfinden, wurden wegen der COVID-19-Pandemie jedoch auf das Jahr 2021 verschoben.
Special Olympics Nippon wurde 1980 gegründet und nahm mehrmals an Special Olympics Weltspielen teil.

### Feiertage
In Japan gibt es sechzehn gesetzliche Feiertage (jap. 祝日, shukujitsu) pro Jahr, die im Staatlichen Gesetz zu den Feiertagen des Volkes (国民の祝日に関する法律, kokumin no shukujitsu ni kansuru hōritsu) vom 20. Juli 1948 festgelegt sind. Wie auch in Deutschland sind einige dieser Feiertage bewegliche Feiertage (移動祝日, idō shukujitsu), die meisten Feiertage sind jedoch an ein unveränderliches Datum geknüpft.
Wenn ein Feiertag auf einen Sonntag fällt, ist der darauf folgende Montag ein arbeitsfreier Tag (振(り)替(え)休日, furikae kyūjitsu, dt. „verschobener Feiertag“). Jeder einzelne Tag, der zwischen zwei Feiertage fällt, ist ebenfalls ein arbeitsfreier Tag (国民の休日, kokumin no kyūjitsu, dt. „Ruhetag der Bürger“).
Neben den gesetzlichen Feiertagen gibt es auch in Japan eine große Zahl regionaler Gedenk- und Festtage. Bevor die gesetzlichen Feiertage durch das japanische Recht geregelt wurden, unterschied man zwischen shukujitsu (祝日), allgemein für Feiertag, und saijitsu (祭日), dem kirchlichen (religiösen) Feiertag bzw. regionalen Sitten folgenden Festtagen (祭り, Matsuri).

### Festivals

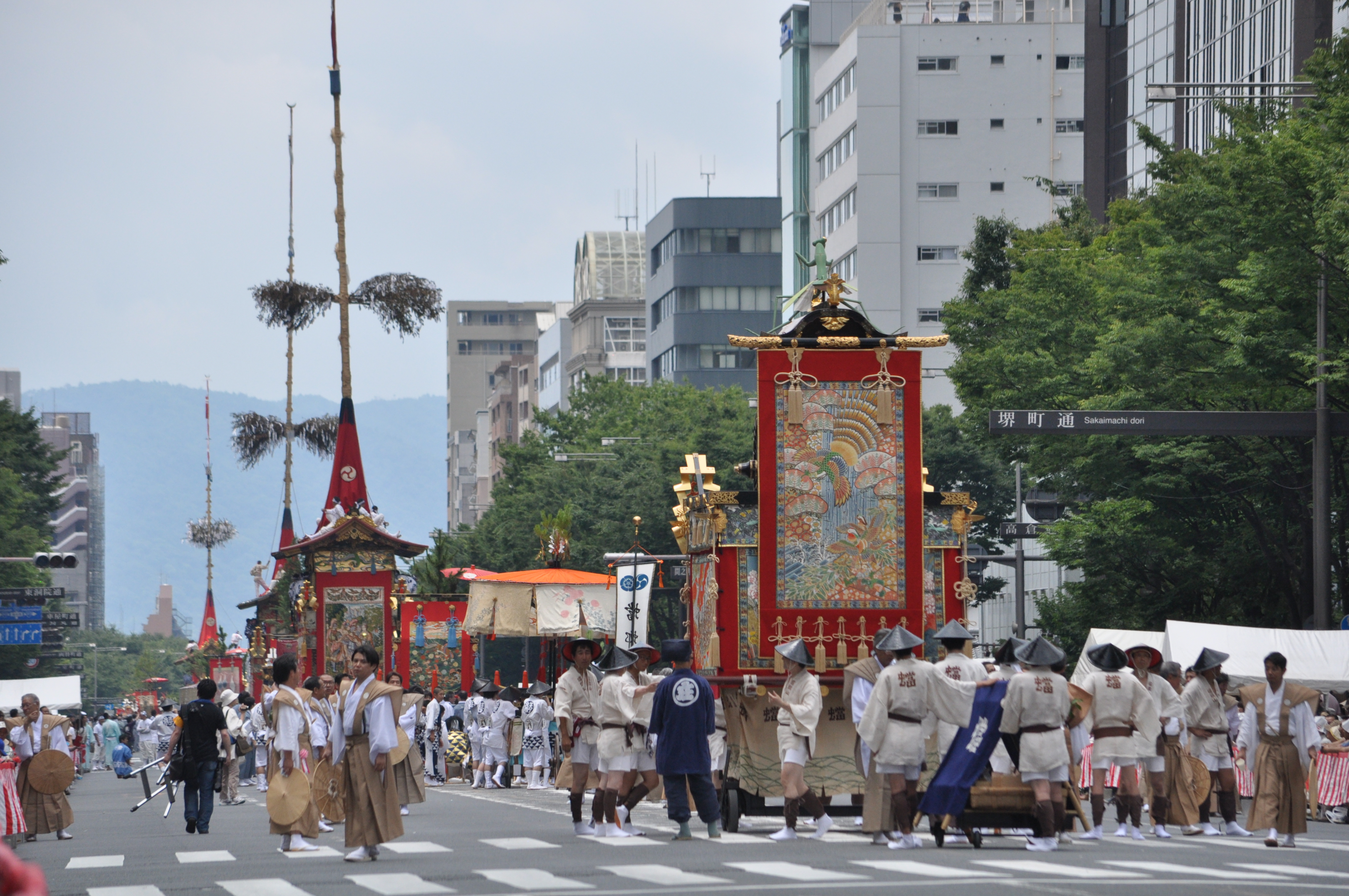
Gion-Matsuri ist ein jährliches Festival in Kyoto

Es gibt viele Festivals (matsuri) 祭 in Japan, die jährlich gefeiert werden. Es gibt keine spezifischen Festivaltage für ganz Japan. Die Zeiten variieren von Gebiet zu Gebiet und sogar innerhalb eines bestimmten Gebiets. Die Festivaltage konzentrieren sich jedoch in der Regel auf traditionelle Feiertage wie Setsubun oder Obon. Festivals finden oft im Rahmen einer Zeremonie statt, mit Essensständen, Unterhaltung und Karnevalspielen, um die Menschen zu unterhalten. Es wird normalerweise von einem örtlichen Schrein oder Tempel gesponsert, obwohl sie weltlich sein können.
Bemerkenswerte Festivals bieten oft Prozessionen an, die aufwändige Festwagen beinhalten können. Die Vorbereitung für diese Prozessionen erfolgt in der Regel auf der Ebene der Stadtteile oder machi 祭. Davor werden die lokalen Kami möglicherweise rituell in Mikoshi installiert und durch die Straßen geführt, beispielsweise Gion in Kyoto und Hadaka in Okayama.